# Richard Nixon
Richard Nixon   (Yorba Linda, 9 de gener de 1913 - Manhattan, 22 d'abril de 1994) va ser el 37è president dels Estats Units, que va exercir de 1969 a 1974. Membre del Partit Republicà, abans va exercir com a representant (pel 12è districte de Califòrnia) i senador per Califòrnia i va ser el 36è vicepresident de 1953 a 1961 sota el president Dwight D. Eisenhower. Els seus cinc anys a la Casa Blanca van suposar una reducció de la participació dels Estats Units en la guerra del Vietnam, la distensió amb la Unió Soviètica i la Xina, els primers alunizatges tripulats i l'establiment de l'Agència de Protecció del Medi Ambient i l'Administració de Seguretat i Salut Laboral. El segon mandat de Nixon va acabar aviat, quan es va convertir en l'únic president que va dimitir del càrrec, com a conseqüència de l'escàndol Watergate.
Nixon va néixer en una família pobra de quàquers en un petit poble del sud de Califòrnia. Es va graduar a la Duke Law School el 1937, va exercir l'advocacia a Califòrnia, després es va traslladar amb la seva dona Pat a Washington el 1942 per treballar per al govern federal. Després de ser actiu a la Reserva Naval durant la Segona Guerra Mundial, va ser elegit membre de la Cambra de Representants el 1946. El seu treball sobre el cas Alger Hiss va establir la seva reputació com a principal anticomunista, fet que el va elevar a la prominència nacional, i el 1950, va ser elegit al Senat. Nixon va ser el company de fórmula de Dwight D. Eisenhower, candidat a la presidència del Partit Republicà a les eleccions de 1952, i va exercir durant vuit anys com a vicepresident. Es va presentar a la presidència el 1960, va perdre per poc davant John F. Kennedy, després va fracassar de nou en una cursa el 1962 per a governador de Califòrnia, després de la qual es va creure àmpliament que la seva carrera política havia acabat. No obstant això, l'any 1968, va presentar una altra candidatura a la presidència i va ser elegit, derrotant Hubert Humphrey i George Wallace en una competició disputada.
Nixon va acabar amb la participació nord-americana en el combat del Vietnam el 1973 i el projecte militar amb ell aquell mateix any. La seva  visita a la Xina el 1972 finalment va portar a relacions diplomàtiques entre les dues nacions, i també va concloure el Tractat de míssils antibalístics amb la Unió Soviètica. D'acord amb les seves creences conservadores, la seva administració va transferir progressivament el poder del govern federal als estats. La política interna de Nixon el va veure imposar controls de salaris i preus durant 90 dies, fer complir la desegregació de les escoles del Sud, establir l'Agència de Protecció Ambiental i començar la Guerra contra el Càncer. A més, la seva administració va impulsar la Llei de substàncies controlades i va començar la guerra contra les drogues. També va presidir l'aterratge a la Lluna de l'Apol·lo 11, que va assenyalar el final de la carrera espacial. Va ser reelegit amb un esclat electoral històric el 1972 quan va derrotar a George McGovern.
En el seu segon mandat, Nixon va ordenar un pont aeri per reabastir les pèrdues israelianes a la guerra del Yom Kippur, un conflicte que va provocar la crisi del petroli a casa seva. A finals de 1973, la participació de l'administració de Nixon al Watergate va erosionar el seu suport al Congrés i al país. El 9 d'agost de 1974, davant d'una destitució gairebé segura del càrrec, Nixon va renunciar a la presidència. Després, el seu successor, Gerald Ford, el va indultar. Durant gairebé 20 anys de jubilació, Nixon va escriure les seves memòries i nou llibres més. Va emprendre molts viatges a l'estranger, rehabilitant la seva imatge en la d'un estadista gran i gran expert en afers exteriors. Va patir un ictus debilitant el 18 d'abril de 1994 i va morir quatre dies després a l'edat de 81 anys. Les enquestes d'historiadors i politòlegs han classificat Nixon com un president per sota de la mitjana. No obstant això, les avaluacions d'ell han demostrat ser complexes, amb els èxits de la seva presidència contrastats amb les circumstàncies de la seva sortida del càrrec.

## Primers anys i educació

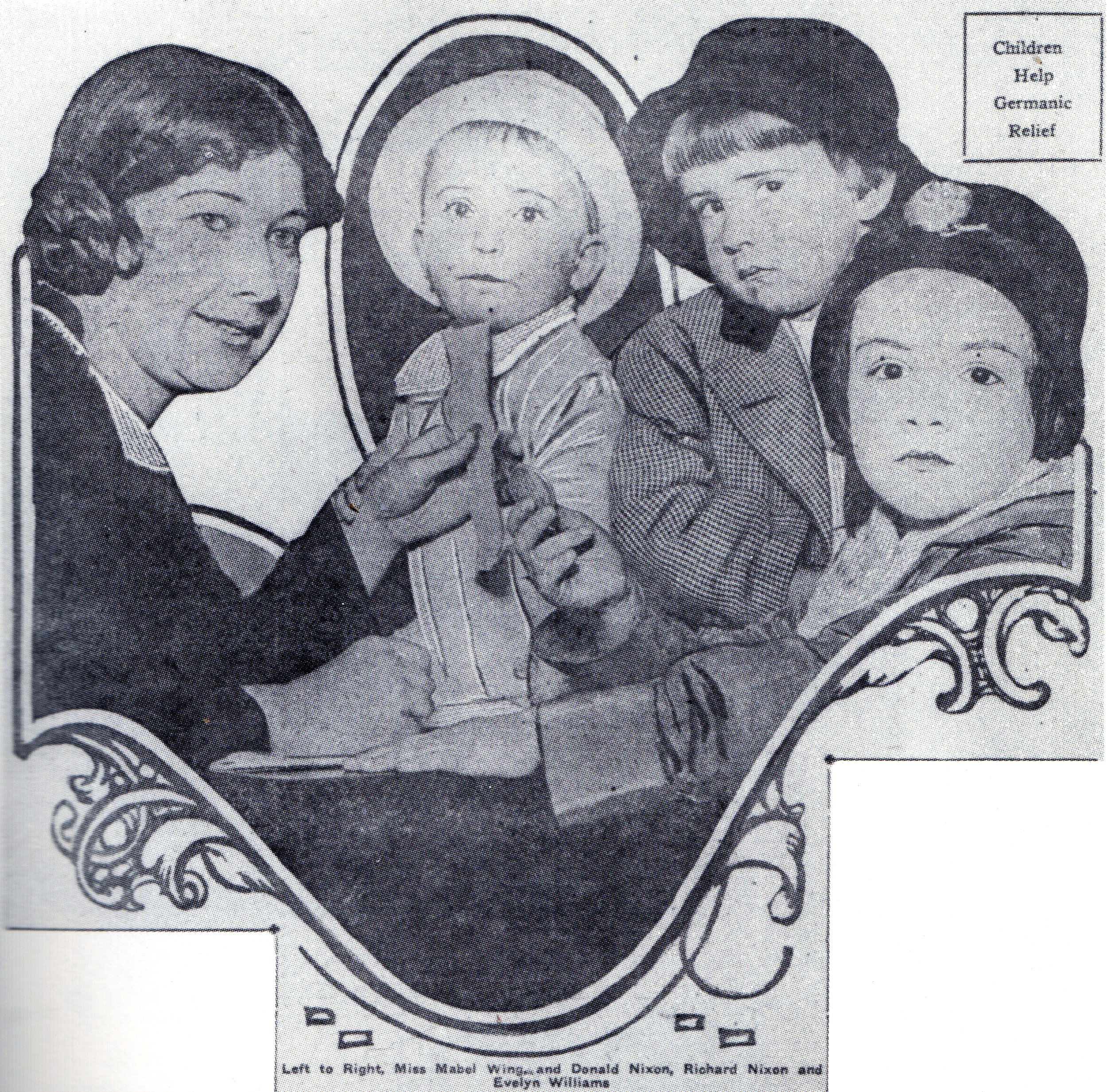
Nixon (segon des de la dreta) fa el seu debut al diari el 1916, aportant cinc cèntims a un fons per als orfes de guerra. El seu germà Donald està a la seva dreta

Richard Milhous Nixon va néixer el 9 de gener de 1913, al que llavors era el recinte municipal de of Yorba Linda, California, en una casa construïda pel seu pare, situada al ranxo de llimona de la seva família. Els seus pares eren Hannah (Milhous) Nixon i Francis A. Nixon. La seva mare era quàquera, i el seu pare es va convertir del metodisme a la fe quàquera. A través de la seva mare, Nixon era descendent del primer colon anglès Thomas Cornell, que també era un avantpassat d'Ezra Cornell, el fundador de la Universitat de Cornell, així com de Jimmy Carter i Bill Gates.
L'educació de Nixon va ser influenciada per les observacions quàqueres de l'època, com ara l'abstinència d'alcohol, ballar i jurar. Nixon va tenir quatre germans: Harold (1909–1933), Donald (1914–1987), Arthur (1918–1925) i Edward (1930–2019). Quatre dels cinc nois Nixon portaven el nom de reis que havien governat a la Gran Bretanya medieval o llegendària; Richard, per exemple, va rebre el nom de Ricard Cor de Lleó.
La vida primerenca de Nixon va estar marcada per les dificultats, i més tard va citar una dita d'Eisenhower per descriure la seva infantesa: "Érem pobres, però la glòria era que no ho sabíem". El ranxo de la família Nixon va fracassar el 1922 i la família es va traslladar a Whittier, California. En una zona amb molts quàquers, Frank Nixon va obrir una botiga de queviures i una benzinera. El germà petit de Richard, Arthur, va morir el 1925 a l'edat de set anys després d'una curta malaltia. En Richard tenia dotze anys quan se li va trobar una taca al pulmó, i amb antecedents familiars de tuberculosi, se li va prohibir fer esport. El lloc va resultar ser teixit cicatricial d'un primer atac de pneumònia.

### Educació primària i secundària

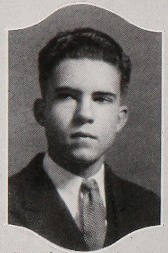
Nixon a la Whittier High School, 1930

Nixon va assistir a l'escola primària East Whittier, on va ser president de la seva classe de vuitè grau. El seu germà gran Harold havia assistit a la Whittier High School, que els seus pares pensaven que va donar lloc a l'estil de vida dissolut d'en Harold, abans que contragués tuberculosi (que el va matar el 1933). Van decidir enviar Nixon a la Fullerton Union High School. Encara que va haver d'anar amb un autobús escolar una hora en cada sentit durant el seu primer any, va rebre excel·lents notes. Més tard, va viure amb una tia a Fullerton durant la setmana. Va jugar a futbol universitari juvenil i poques vegades es va perdre una pràctica, encara que poques vegades s'utilitzava en els jocs. Va tenir un major èxit com a debat, guanyant diversos campionats i prenent la seva única tutela formal en parlar en públic del cap d'anglès de Fullerton, H. Lynn Sheller. Nixon més tard va reflexionar sobre les paraules de Sheller: "Recorda, parlar és conversa... no crides a la gent. Parla amb ells. Conversa amb ells." Nixon va dir que va intentar utilitzar un to conversacional tant com era possible.
Al començament del seu primer any el setembre de 1928, els pares de Nixon li van permetre traslladar-se a l'escola secundària de Whittier. A Whittier, Nixon va perdre una candidatura per ser president del cos estudiantil, la seva primera derrota electoral. En aquest període de la seva vida, sovint s'aixecava a les 4 del matí per conduir el camió de la família a Los Angeles per comprar verdures al mercat i després anava a la botiga per rentar-les i mostrar-les abans d'anar a l'escola. A Harold li van diagnosticar tuberculosi l'any anterior; quan la seva mare el va portar a Arizona amb l'esperança de millorar la seva salut, les exigències a Nixon van augmentar, el que va fer que abandonés el futbol. No obstant això, Nixon es va graduar a Whittier High en tercer lloc en la seva promoció de 207.

### Facultat de dret i universitat
A Nixon se li va oferir una beca de matrícula per assistir a la Universitat Harvard, però com que la malaltia continuada d'Harold requeria la cura de la seva mare, Richard era necessari a la botiga. Va romandre a la seva ciutat natal, es va matricular al Whittier College el setembre de 1930 i les seves despeses van ser pagades amb un llegat del seu avi matern. Nixon va jugar a l'equip de bàsquet; també es va provar amb el futbol, i tot i que no tenia la mida per jugar, es va mantenir a l'equip com a substitut i es va destacar pel seu entusiasme. En lloc de fraternitats i sororitats, Whittier tenia societats literàries. Nixon va ser rebutjat per l'únic per als homes, els Franklin, molts dels quals eren de famílies destacades, a diferència de Nixon. Va respondre ajudant a fundar una nova societat, la Orthogonian Society. A més de la societat, els seus estudis i el treball a la botiga, Nixon va trobar temps per a activitats extraescolars; es va fer conegut com un debat campió i un gran treballador. El 1933, es va comprometre amb Ola Florence Welch, filla del cap de policia de Whittier, però es van separar el 1935.
Després de graduar-se summa cum laude amb una llicenciatura en història a Whittier el 1934, Nixon va ser acceptat a la nova Facultat de Dret de la Universitat Duke, que va oferir beques als millors estudiants, inclòs Nixon. Pagava sous alts als seus professors, molts dels quals tenien reputació nacional o internacional. El nombre de beques es va reduir molt per als estudiants de segon i tercer any, creant una intensa competència. Nixon va mantenir la seva beca, va ser escollit president de l'Associació d'Advocats de Duke, va ser inclòs a l' Ordre del Coif, i es va graduar tercer de la seva classe el juny de 1937.

## Carrera inicial i matrimoni

Família de Nixon: Julie i David Eisenhower, president Nixon, primera dama Pat Nixon, Tricia i Edward Cox (24 de desembre de 1971)

Després de graduar-se a Duke, Nixon inicialment esperava unir-se al FBI. No va rebre cap resposta a la seva carta de sol·licitud, i anys després va saber que l'havien contractat, però el seu nomenament s'havia cancel·lat a última hora per les retallades pressupostàries. Va tornar a Califòrnia, va ser admès a l'advocacia de Califòrnia el 1937 i va començar a exercir a Whittier amb el bufet Wingert and Bewley. El seu treball es va concentrar en litigis comercials per a companyies petrolieres locals i altres assumptes corporatius, així com en testaments. Nixon es va mostrar reticent a treballar en casos de divorci, no li agradava la conversa sexual franca de les dones. El 1938, va obrir la seva pròpia filial de Wingert i Bewley a La Habra, i es va convertir en soci de ple dret de l'empresa l'any següent. En anys posteriors, Nixon va dir amb orgull que era l'únic president modern que havia treballat anteriorment com a advocat en exercici.
El gener de 1938, Nixon va participar en la producció de Whittier Community Players de The Dark Tower. Allà va tocar al costat d'una professora de secundària anomenada Thelma "Pat" Ryan. Nixon ho va descriure a les seves memòries com "un cas d' amor a primera vista "—només per a Nixon, ja que Pat Ryan va rebutjar el jove advocat diverses vegades abans d'acceptar sortir amb ell. Un cop van començar el seu festeig, Ryan es va mostrar reticent a casar-se amb Nixon; van sortir dos anys abans que ella acceptés la seva proposta. Es van casar en una petita cerimònia el 21 de juny de 1940. Després d'una lluna de mel a Mèxic, els Nixon van començar la seva vida matrimonial a Whittier. Van tenir dues filles, Tricia (nascuda el 1946) i Julie (nascuda el 1948).

## Servei militar

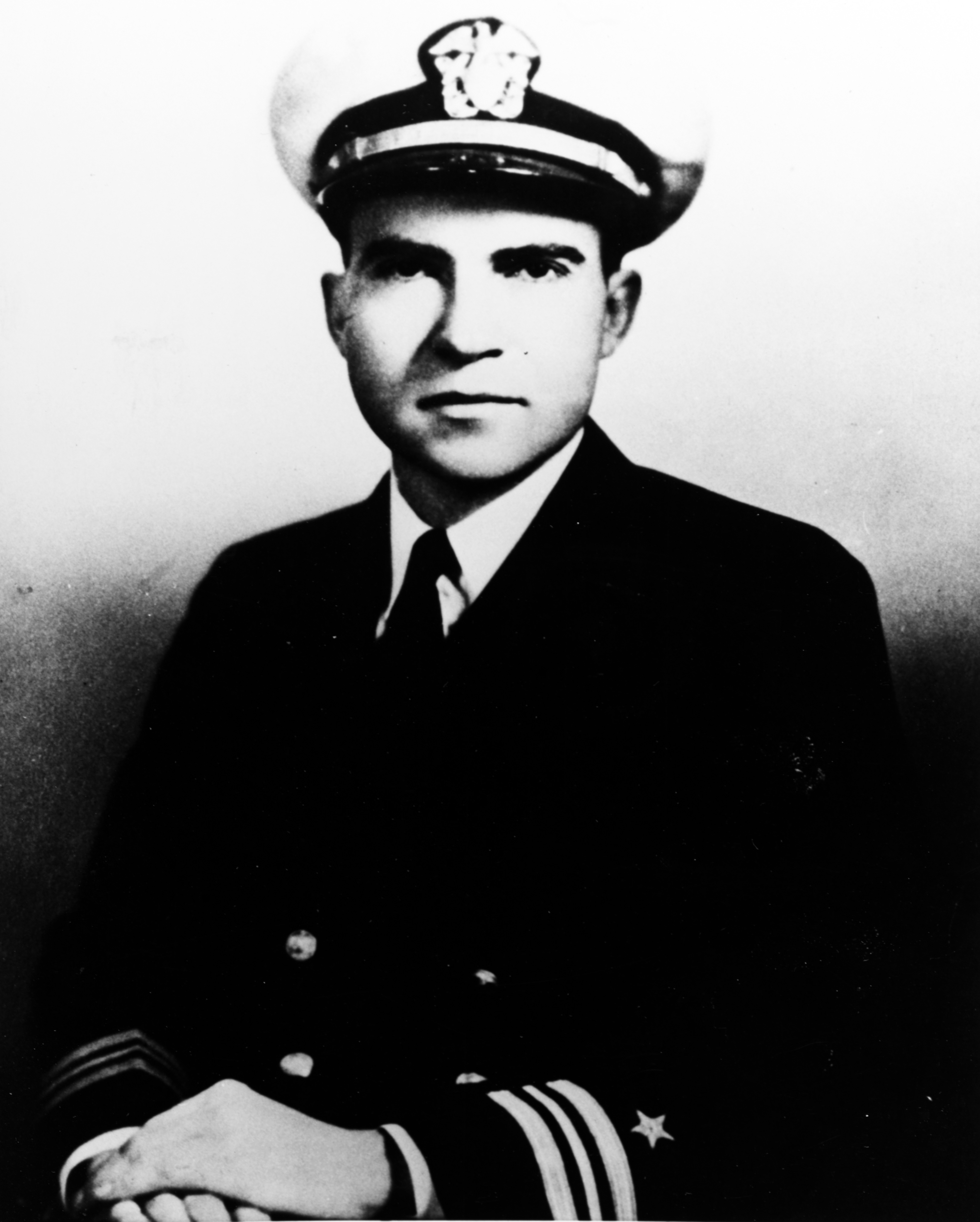
El tinent comandant Richard Nixon, Marina dels Estats Units (vers 1945)

El gener de 1942 la parella es va traslladar a Washington, DC, on Nixon va ocupar una feina a l'Oficina d'Administració de Preus. En les seves campanyes polítiques, Nixon va suggerir que aquesta era la seva resposta a Pearl Harbor, però ell havia buscat la posició durant la darrera part de 1941. Tant Nixon com la seva dona creien que limitava les seves perspectives romanent a Whittier. Va ser assignat a la divisió de racionament de pneumàtics, on se li va encarregar de respondre la correspondència. No li va agradar el paper, i quatre mesos després va sol·licitar unir-se a la Marina dels Estats Units. Encara que podria haver reclamat una exempció d'allistament com a quàquer de naixement, o un ajornament a causa del seu servei governamental, Nixon, tanmateix, va buscar una comissió a la Marina. La seva sol·licitud va ser aprovada i el 15 de juny de 1942 va ser nomenat tinent de grau junior a la Reserva Naval dels Estats Units..
L'octubre de 1942, després de traslladar-se a Alexandria, Virgínia, la seva llar històrica, va rebre la seva primera tasca com a ajudant del comandant de l'Estació Aèria Naval d'Ottumwa a Iowa fins al maig de 1943. Buscant més emoció, va sol·licitar. servei marítim i el 2 de juliol de 1943, va ser assignat al 25è Grup d'Aeronaus Marines i al Comandament de Transport Aeri de Combat del Pacífic Sud (SCAT), donant suport a la logística de les operacions al Teatre del Pacífic Sud. L'1 d'octubre de 1943, Nixon va ser ascendit a tinent. Nixon va comandar els destacaments avançats de l'SCAT a Vella Lavella, Bougainville, i finalment a Green Island (Illa Nissan). La seva unitat va preparar manifests i plans de vol per a les operacions R4D/C-47 i va supervisar la càrrega i descàrrega de l'avió de transport. Per aquest servei, va rebre una Carta d'Elogi de la Marina (atorgada amb una Cinta d'Elogi de la Marina, que més tard es va actualitzar a la Medalla d'Elogi de la Marina i el Cos de Marines) del seu comandant per "execució meritòria i eficient del seu deure com a Oficial a càrrec del "Comandament de transport aeri de combat del Pacífic Sud ". Al seu retorn als Estats Units, Nixon va ser nomenat oficial administratiu de l'Estació naval aèrid d'Alameda a Califòrnia. El gener de 1945 va ser traslladat a l'oficina de l' Oficina d'Aeronàutica de Filadèlfia per ajudar a negociar la terminació dels contractes de guerra, i va rebre la seva segona carta d'elogi del Secretari de la Marina per "servei meritori, esforç incansable i devoció al deure". Més tard, Nixon va ser traslladat a altres oficines per treballar amb contractes i finalment a Baltimore. El 3 d'octubre de 1945, va ser ascendit a tinent comandant. El 10 de març de 1946 va ser rellevat del servei actiu. L'1 de juny de 1953, va ser ascendit a comandant de la Reserva Naval dels Estats Units, de la qual es va retirar a la Reserva Naval el 6 de juny de 1966.

## Cambra de Representants dels Estats Units (1947–1950)

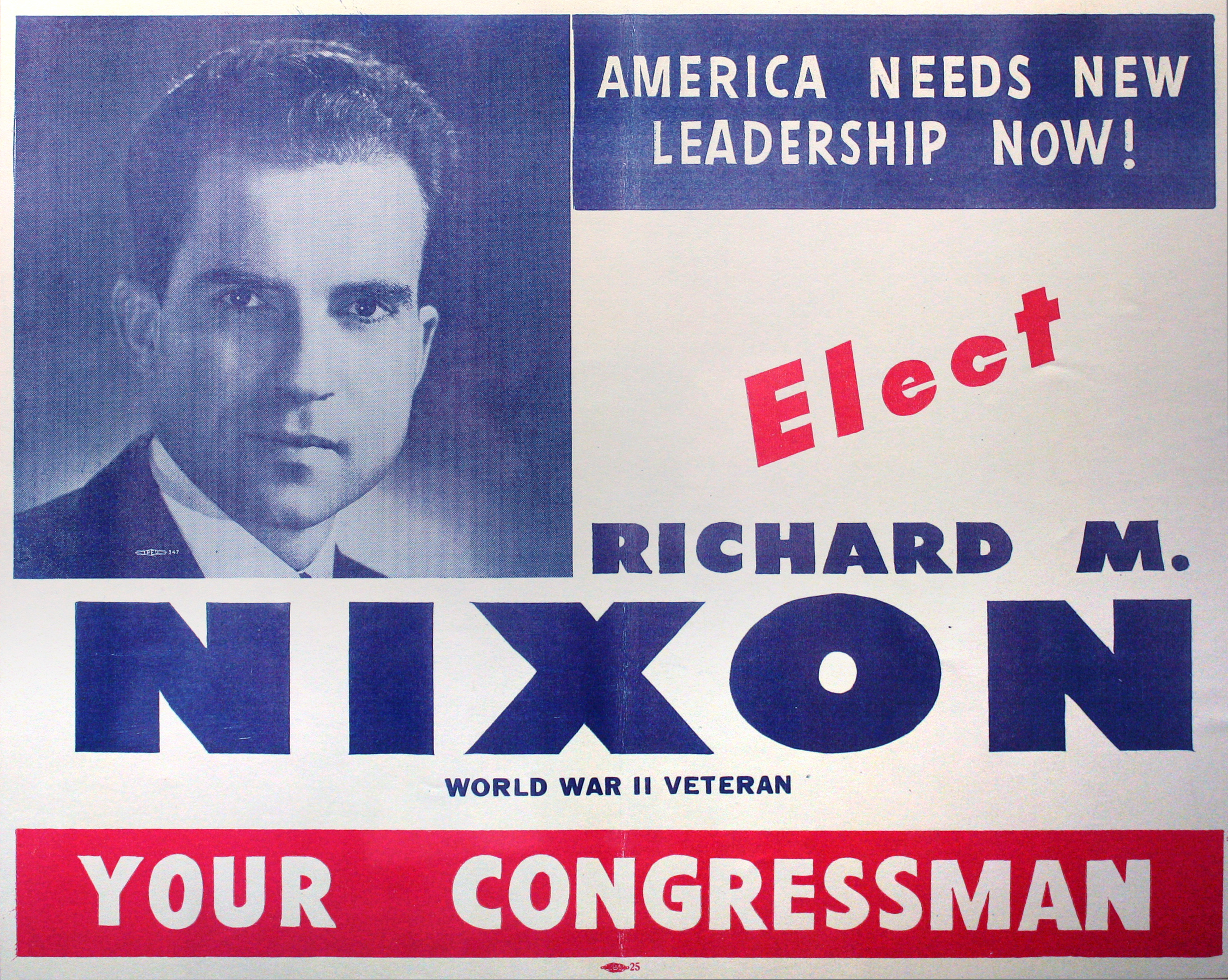
Fulletó de campanya del Congrés de Nixon

Els republicans del 12è districte del Congrés de Califòrnia (un districte que per a aquesta època ocupava territori del Comtat de los Angeles) es van veure frustrats per la seva incapacitat per derrotar el representant demòcrata Jerry Voorhis, i van buscar un candidat de consens que fes una campanya forta contra ell. El 1945, van formar un "Comitè de 100" per decidir sobre un candidat, amb l'esperança d'evitar dissensions internes que havien portat a victòries anteriors de Voorhis. Després que el comitè no atregués candidats de més alt perfil, Herman Perry, gerent de la sucursal del Bank of America de Whittier, va suggerir a Nixon, un amic de la família amb qui havia servit al Consell d'Administració del Whittier College abans de la guerra. Perry va escriure a Nixon a Baltimore, i després d'una nit de conversa emocionada amb la seva dona, Nixon va donar a Perry una resposta entusiasmada. Nixon va volar a Califòrnia i va ser seleccionat pel comitè. Quan va deixar la Marina a principis de 1946, Nixon i la seva dona van tornar a Whittier, on va començar un any de campanya intensiva. Va afirmar que Voorhis havia estat ineficaç com a representant i va suggerir que l'aval de Voorhis per part d'un grup vinculat als comunistes significava que Voorhis havia de tenir opinions radicals. Nixon va guanyar les eleccions, rebent 65.586 vots enfront dels 49.994 de Voorhis.

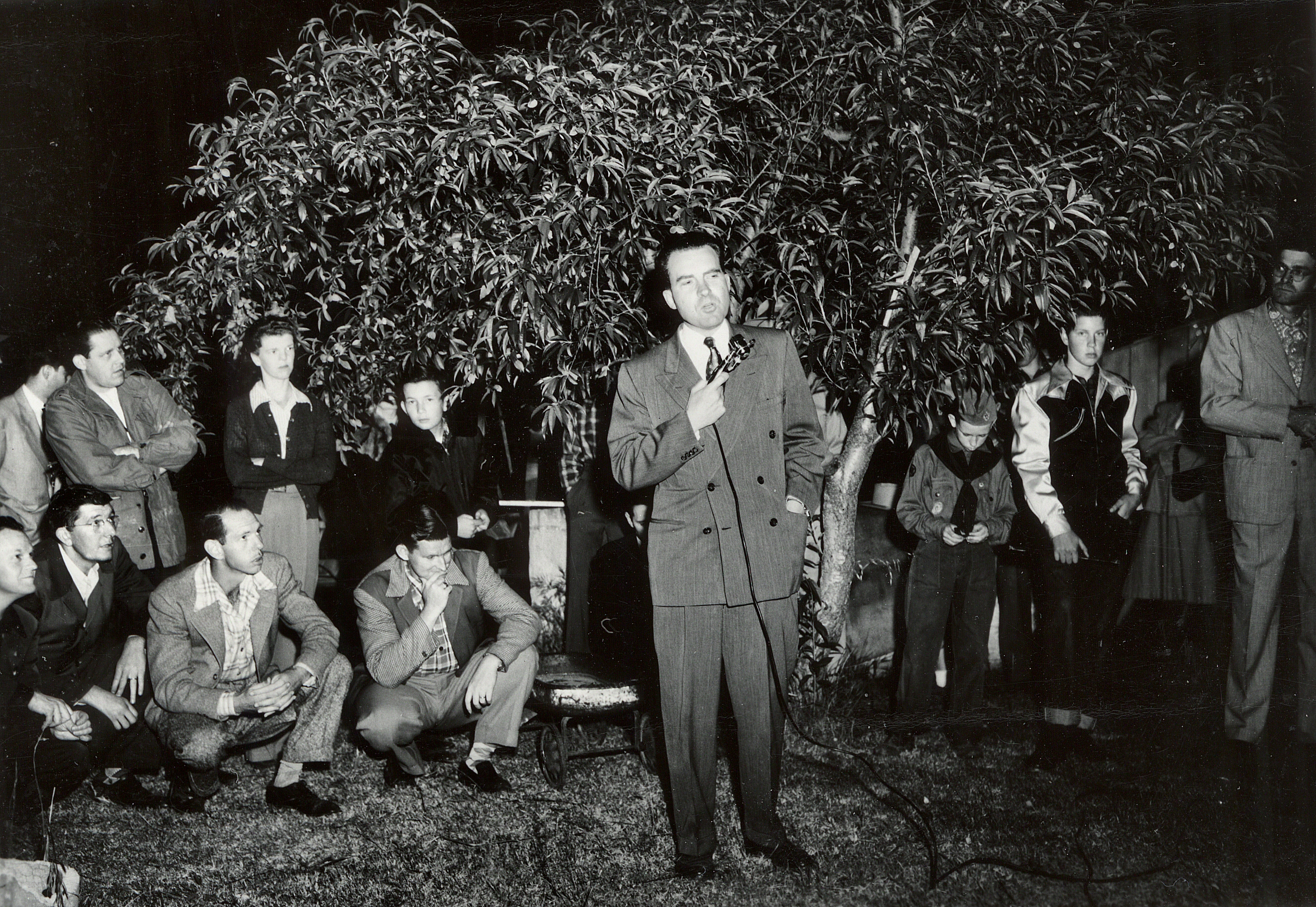
Nixon an Yorba Linda, 1950

El juny de 1947, Nixon va donar suport a la Llei Taft-Hartley, una llei federal que controla les activitats i el poder dels sindicats, i va formar part del Comitè d'Educació i Treball. L'agost de 1947, es va convertir en un dels 19 membres de la Cambra per servir al Comitè Herter, que va anar a Europa per informar sobre la necessitat d'ajuda exterior dels Estats Units. Nixon era el membre més jove del comitè i l'únic occidental. La defensa dels membres del Comitè Herter, inclòs Nixon, va portar a l'aprovació del Pla Marshall pel Congrés

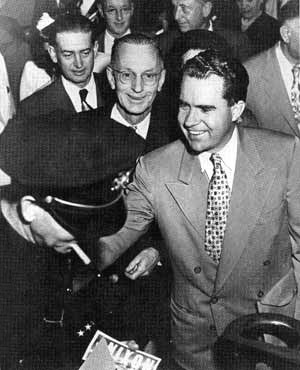
Nixon fent campanya pel Senat, 1950

A les seves memòries, Nixon va escriure que es va unir al Comitè d'Activitats Antiamericanes de la Cambra (HUAC) "a finals de 1947". No obstant això, ja era membre de l'HUAC a principis de febrer de 1947, quan va sentir testimoniar a "Enemic Número U" Gerhard Eisler i la seva germana Ruth Fischer. El 18 de febrer de 1947, Nixon es va referir a la bel·ligerància d'Eisler cap a HUAC en el seu discurs inaugural a la Cambra. També a principis de febrer de 1947, el seu també representant nord-americà Charles J. Kersten l'havia presentat al pare John Francis Cronin a Baltimore. Cronin va compartir amb Nixon el seu diari de circulació privada de 1945 "The Problem of American Communism in 1945" (El problema del comunisme nord-americà el 1945), amb molta informació de William C. Sullivan del FBI que el 1961 va dirigir la intel·ligència domèstica sota J. Edgar Hoover.
Al maig de 1948, Nixon havia copatrocinat una "Llei Mundt-Nixon" per implementar "un nou enfocament al complicat problema de la subversió comunista interna ... Preveia el registre de tots els membres del Partit Comunista i requeria una declaració de la font de tot el material imprès i difós emès per organitzacions que es va trobar com a fronts comunistes". Va exercir com a director de planta del Partit Republicà. El 19 de maig de 1948, el projecte de llei va ser aprovat a la Cambra per 319 a 58, però més tard no va ser aprovat pel Senat. La Biblioteca Nixon cita l'aprovació d'aquest projecte de llei com la primera victòria significativa de Nixon al Congrés.
Nixon va guanyar l'atenció nacional per primera vegada l'agost de 1948, quan la seva persistència com a membre de l'HUAC va ajudar a trencar el cas d'espia Alger Hiss. Tot i que molts van dubtar de les acusacions de Whittaker Chambers que Hiss, un antic funcionari del Departament d'Estat, havia estat un espia soviètic, Nixon les va creure que eren certes i va pressionar perquè el comitè continués la seva investigació. Després que Hiss presentés una demanda per difamació, Chambers va presentar documents que corroboraven les seves al·legacions. Aquestes incloïen còpies en paper i microfilms que Chambers va lliurar als investigadors de la House després d'amagar-les durant la nit en un camp; es van conèixer com els "Papers Pumpkin". Hiss va ser condemnat per perjuri el 1950 per negar sota jurament que havia passat documents a Chambers. El 1948, Nixon es va presentar amb èxit com a candidat al seu districte, guanyant ambdues primàries del partit, i va ser reelegit còmodament.

## Senat dels Estats Units (1950–1953)

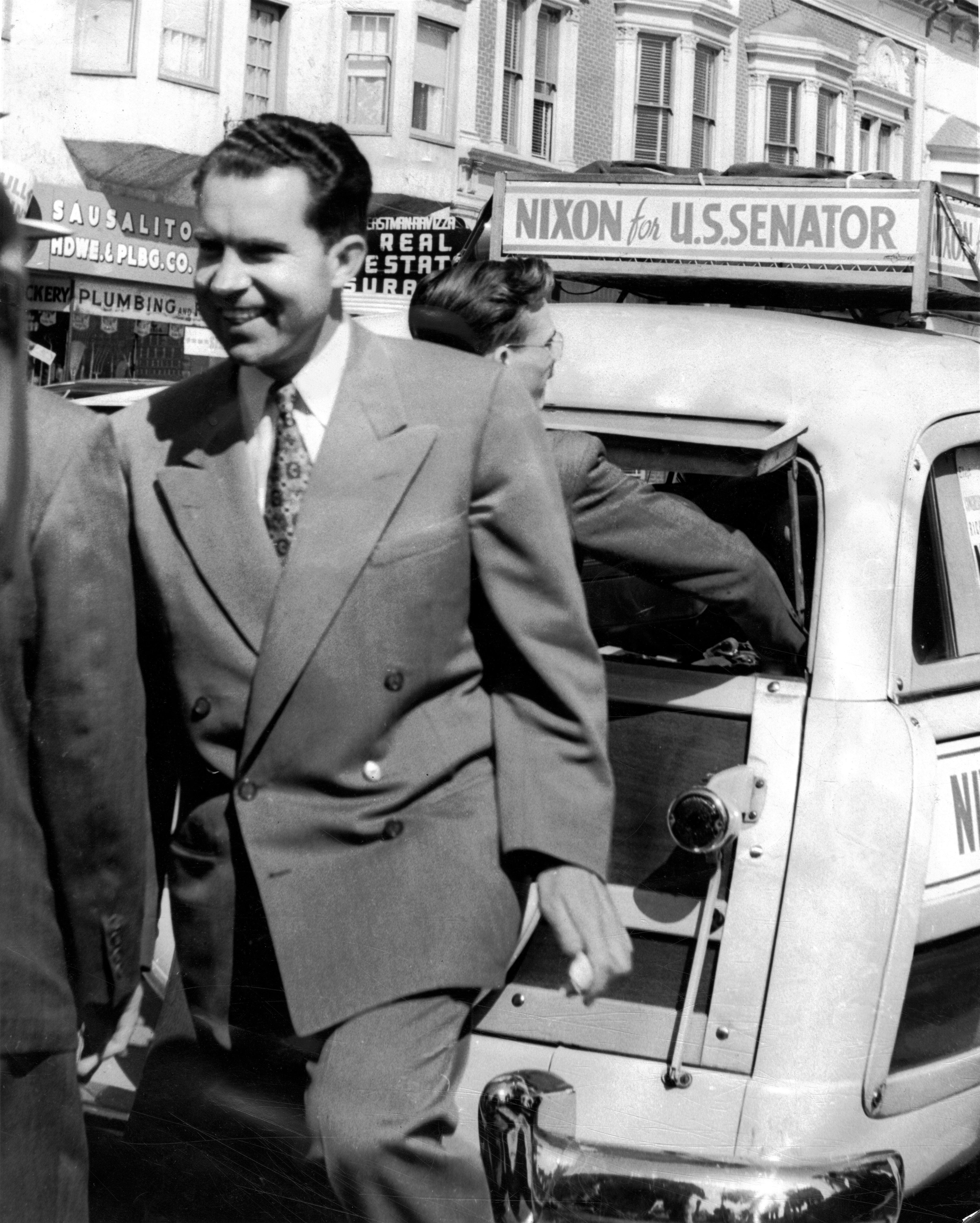
Campanyes de Nixon a Sausalito, Califòrnia, 1950

El 1949, Nixon va començar a plantejar-se presentar-se al Senat dels Estats Units contra el titular demòcrata Sheridan Downey, i va entrar a la carrera al novembre. Downey, enfrontat a una amarga batalla primària amb la representant Helen Gahagan Douglas, va anunciar la seva retirada el març de 1950. Nixon i Douglas van guanyar les eleccions primàries i es van involucrar en una polèmica campanya en què la guerra de Corea en curs va ser un tema important. Nixon va intentar centrar l'atenció en el registre de vots liberals de Douglas. Com a part d'aquest esforç, un "Full rosa" va ser distribuït per la campanya de Nixon suggerint que el rècord de votació de Douglas era similar al del congressista de Nova York Vito Marcantonio, conegut com a comunista, i les seves opinions polítiques deuen ser gairebé idèntiques. Nixon va guanyar les eleccions per gairebé vint punts percentuals. Durant la campanya, Nixon va ser anomenat per primera vegada "Tricky Dick" (Ricard el Trampós) pels seus oponents per les seves tàctiques de campanya.
Al Senat, Nixon va ocupar una posició destacada per oposar-se al comunisme global, viatjant amb freqüència i pronunciant-se en contra. Va mantenir relacions amistoses amb el seu company anticomunista i controvertit senador de Wisconsin Joseph McCarthy, però va tenir cura de mantenir una certa distància entre ell i les al·legacions de McCarthy. Nixon també va criticar el maneig del president Harry S. Truman de la guerra de Corea. Va donar suport als estats d'Alaska i Hawaii, va votar a favor dels drets civils de les minories i va donar suport a l'ajuda federal en cas de desastre per a l'Índia i Iugoslàvia. Va votar en contra dels controls de preus i altres restriccions monetàries, els beneficis per als immigrants il·legals i el poder públic.

## Vicepresidència (1953–1961)

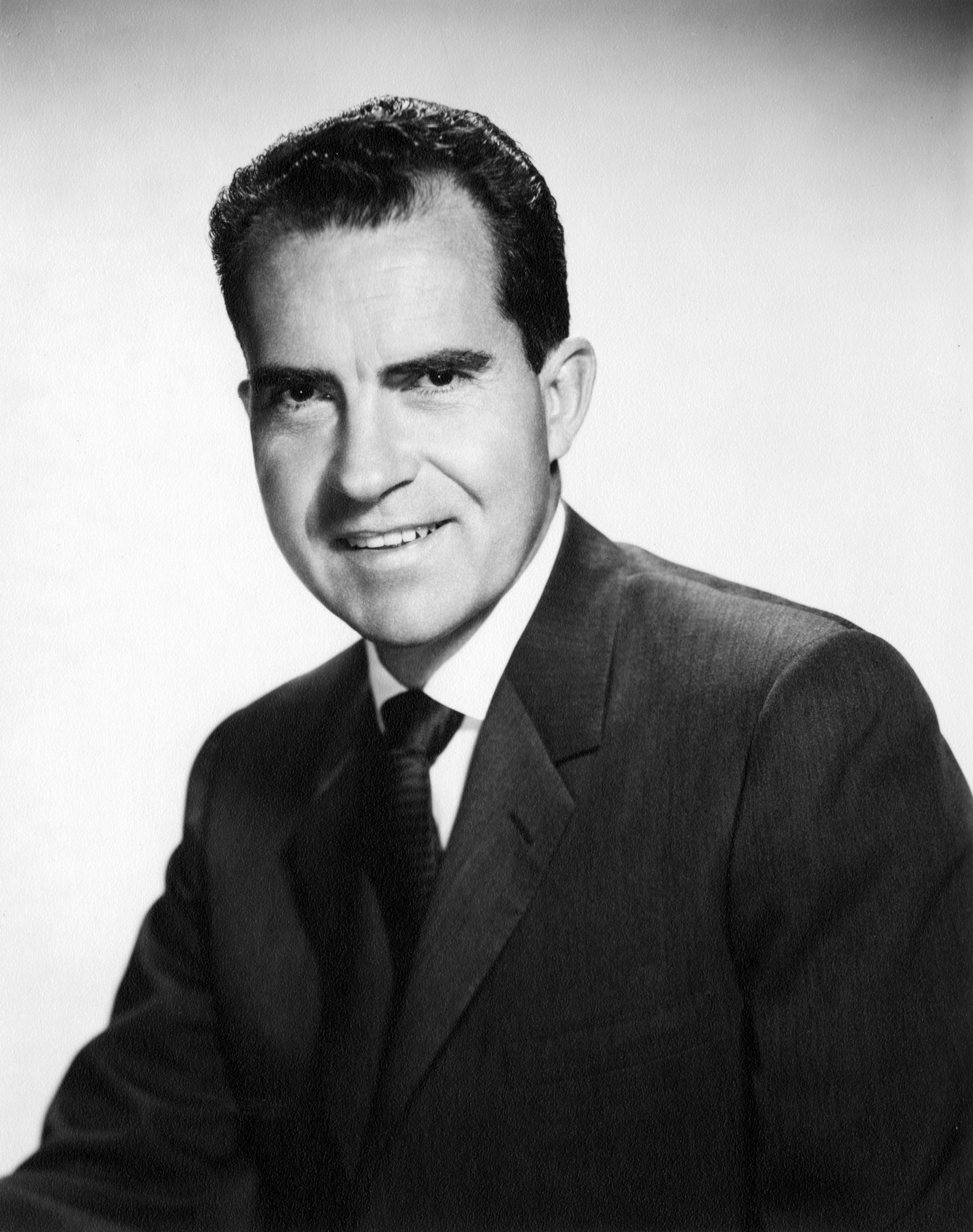
Retrat oficial com a Vicepresident

El general Dwight D. Eisenhower va ser nomenat president pels republicans el 1952. No tenia una gran preferència per un candidat a la vicepresidència, i els càrrecs republicans i els funcionaris del partit es reunien en una "habitació plena de fum" i va recomanar Nixon al general, que va acceptar l'elecció del senador. La joventut de Nixon (aleshores tenia 39 anys), la postura contra el comunisme i la base política a Califòrnia, un dels estats més grans, van ser vistes com a guanyadors dels vots pels líders. Entre els candidats considerats juntament amb Nixon hi havia el senador d'Ohio Robert A. Taft, el governador de Nova Jersey Alfred Driscoll i el senador d'Illinois Everett Dirksen. Durant la campanya, Eisenhower va parlar dels seus plans per al país i va deixar la campanya negativa al seu company de cursa.

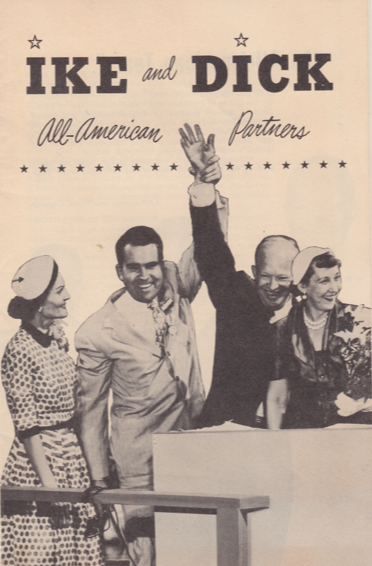
Portada de la literatura de la campanya Eisenhower–Nixon, 1952

A mitjans de setembre, el bitllet republicà es va enfrontar a una gran crisi quan els mitjans van informar que Nixon disposava d'un fons polític, mantingut pels seus patrocinadors, que li reemborsava les despeses polítiques. Aquest fons no era il·legal, però va exposar Nixon a acusacions d'un potencial conflicte d'interessos. Amb la pressió augmentada perquè Eisenhower demanés la renúncia de Nixon al bitllet, el senador es va dirigir a la televisió per dirigir-se a la nació el 23 de setembre de 1952. El discurs, més tard anomenat el Discurs d'en Checkers, va ser escoltat per uns 60 milions de nord-americans, inclòs el la major audiència televisiva fins aquell moment. Nixon es va defensar emocionalment, afirmant que el fons no era secret, ni els donants havien rebut favors especials. Es va pintar com un home de recursos modestos (la seva dona no tenia abric de visó; en canvi portava un "respectable abric de tela republicana") i un patriota. El discurs va ser recordat pel regal que Nixon havia rebut, però que no li retornaria: "un petit gosset cocker spaniel ... enviat tot el camí des de Texas. I la nostra nena: Tricia, de 6 anys. - el va anomenar Checkers ". El discurs va provocar una gran efusió pública de suport a Nixon. Eisenhower va decidir retenir-lo al bitllet, que va resultar victoriós a les eleccions de novembre.
Eisenhower va donar a Nixon més responsabilitats durant el seu mandat que qualsevol vicepresident anterior. Nixon va assistir a les reunions del gabinet i del  Consell de Seguretat Nacional i les va presidir en absència d'Eisenhower. Una gira de 1953 per l'Extrem Orient va aconseguir augmentar la bona voluntat local cap als Estats Units i va donar a Nixon una apreciació de la regió com un potencial centre industrial. Va visitar Saigon i Hanoi a la Indoxina francesa. Al seu retorn als Estats Units a finals de 1953, Nixon va augmentar el temps que va dedicar a les relacions exteriors.
El biògraf Irwin Gellman, que va fer la crònica dels anys del Congrés de Nixon, va dir sobre la seva vicepresidència:
| « | Eisenhower va alterar radicalment el paper del seu company de fórmula presentant-li tasques crítiques tant en assumptes estrangers com interns un cop va assumir el seu càrrec. El vicepresident va donar la benvinguda a les iniciatives del president i va treballar amb energia per assolir els objectius de la Casa Blanca. Per la col·laboració entre aquests dos líders, Nixon es mereix el títol de "primer vicepresident modern". | » |

Al maig de 1958 durant una visita a Caracas, Veneçuela, el seu vehicle va ser atacat a pedrades per una multitud. Després d'informar al gabinet després del viatge, Nixon va afirmar que hi havia «una prova absoluta que els manifestants estaven dirigits i controlats per una conspiració comunista». El secretari d'Estat John Foster Dulles va estar d'acord amb aquest punt de vista. El director d'Intel·ligència, Allen Dulles, va reprovar-ho bruscament.
Malgrat la intensa campanya de Nixon, que va repetir els seus forts atacs contra els demòcrates, els republicans van perdre el control de les dues cambres del Congrés a les eleccions de 1954. Aquestes pèrdues van fer que Nixon considerés deixar la política un cop hagués complert el seu mandat. El 24 de setembre de 1955, el president Eisenhower va patir un atac de cor i inicialment es va creure que la seva condició posava en perill la seva vida. Eisenhower no va poder exercir les seves funcions durant sis setmanes. La 25a esmena encara no s'havia proposat, i el vicepresident no tenia poder formal per actuar. No obstant això, Nixon va actuar en lloc d'Eisenhower durant aquest període, presidint les reunions del gabinet i assegurant-se que els ajudants i els oficials del gabinet no cerquessin el poder. el biògraf de Nixon Stephen Ambrose, Nixon s'havia "guanyat els grans elogis que va rebre per la seva conducta durant la crisi... no va fer cap intent de prendre el poder".
Amb l'ànim animat, Nixon va buscar un segon mandat, però alguns dels ajudants d'Eisenhower van intentar desplaçar-lo. En una reunió del desembre de 1955, Eisenhower va proposar que Nixon no es presentés a la reelecció i en canvi es convertís en un oficial del gabinet en una segona administració d'Eisenhower, per tal de dotar-li experiència administrativa abans d'una candidatura presidencial de 1960. Nixon creia que això destruiria la seva carrera política. Quan Eisenhower va anunciar la seva candidatura a la reelecció el febrer de 1956, es va protegir de l'elecció del seu company de fórmula, dient que era inadequat abordar aquesta qüestió fins que no hagués estat renominat. Tot i que cap republicà s'oposava a Eisenhower, Nixon va rebre un nombre substancial de vots per escrit contra el president a les primàries de New Hampshire de 1956. A finals d'abril, el president va anunciar que Nixon tornaria a ser el seu company de fórmula. Eisenhower i Nixon van ser reelegits per un còmode marge a les eleccions de novembre de 1956.
A principis de 1957, Nixon va emprendre un altre viatge a l'estranger, aquesta vegada a l'Àfrica. Al seu retorn, va ajudar a impulsar la Llei de drets civils de 1957 a través del Congrés. El projecte de llei es va afeblir al Senat i els líders dels drets civils estaven dividits sobre si Eisenhower l'havia de signar. Nixon va aconsellar al president que signés el projecte de llei, cosa que va fer. Eisenhower va patir un lleu ictus el novembre de 1957, i Nixon va donar una conferència de premsa, assegurant a la nació que el gabinet funcionava bé com a equip durant la breu malaltia d'Eisenhower.

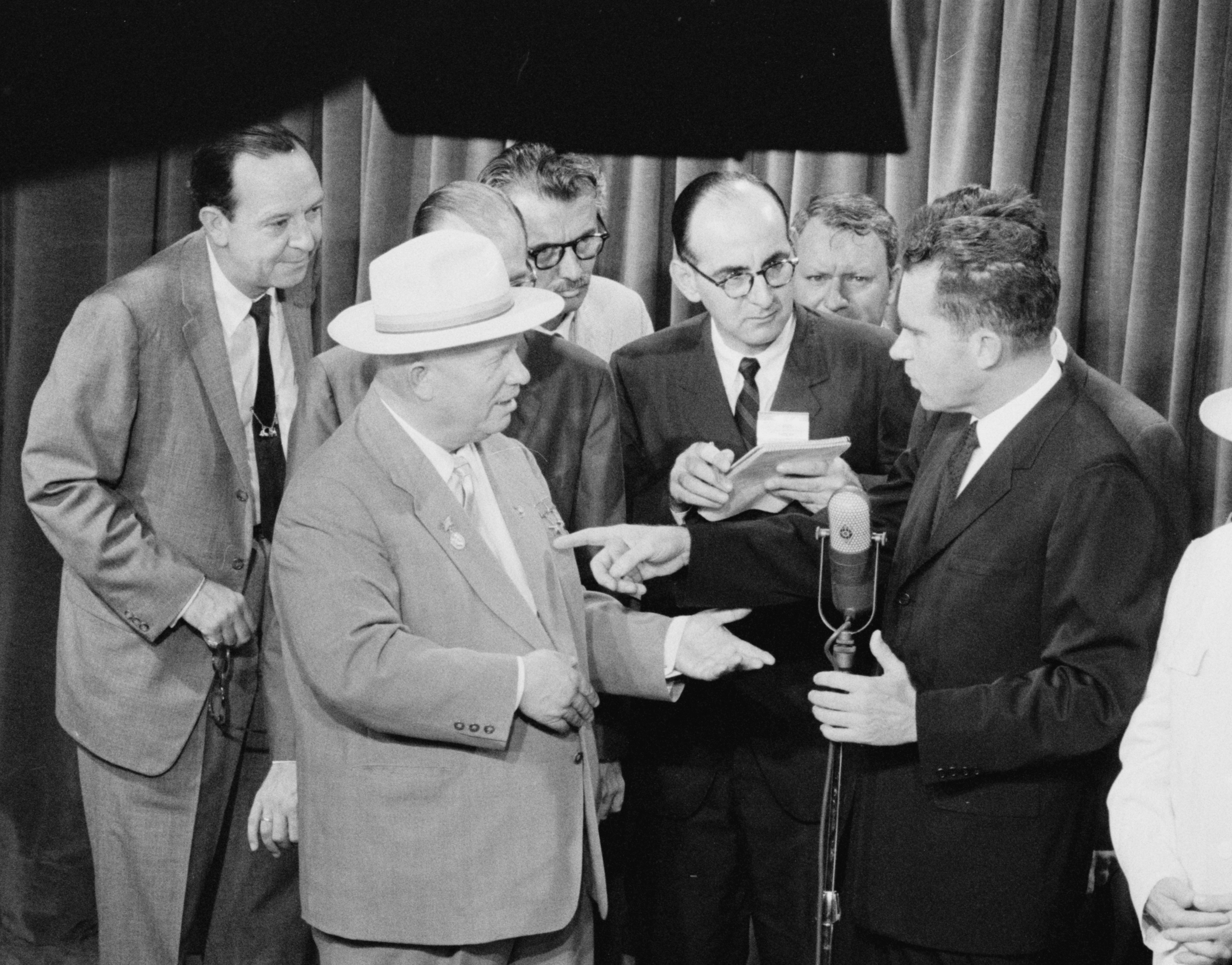
Nikita Khrusxov i Nixon parlen mentre la premsa mira el Debat de la cuina, el 24 de juliol de 1959, amb John Charles Daly a l'extrema esquerra

El 27 d'abril de 1958, Richard i Pat Nixon es van embarcar de mala gana en una gira de bona voluntat per Amèrica del Sud. A Montevideo, Nixon va fer una visita improvisada a un campus universitari, on va respondre preguntes d'estudiants sobre política exterior dels Estats Units. El viatge va ser tranquil fins que Nixon va arribar a Lima, on es va trobar amb manifestacions estudiantils. Nixon va anar al campus històric de la Universitat Nacional de San Marcos, la universitat més antiga d'Amèrica, va baixar del seu cotxe per enfrontar-se als estudiants i es va quedar fins que el va forçar a entrar al cotxe per una descarrega d'objectes llançats. Al seu hotel, Nixon es va enfrontar a una altra multitud, i un manifestant li va escopir. A Caracas, Nixon i la seva dona van ser escopits per manifestants antiamericans i la seva limusina va ser atacada per una turba amb canonades. Segons Ambrose, la conducta valenta de Nixon "va fer que fins i tot alguns dels seus enemics més amargs li donessin un respecte a contracor". Informant al gabinet després del viatge, Nixon va afirmar que hi havia "una prova absoluta que [els manifestants] estaven dirigits i controlats per una conspiració comunista central". El secretari d'Estat John Foster Dulles va coincidir en aquesta visió, igual que el director d'Intel·ligència Central Allen Dulles en la seva pròpia reprovació.
El juliol de 1959 el president Eisenhower va enviar Nixon a la Unió Soviètica per a l'obertura de l'Exposició Nacional Americana a Moscou. El 24 de juliol, Nixon estava recorrent les exposicions amb el primer secretari i primer ministre soviètic Nikita Khrusxov quan els dos es van aturar davant d'una maqueta de cuina americana i van participar en un intercanvi improvisat sobre els mèrits del capitalisme versus el comunisme que es va conèixer com el "Debat de la cuina".

## Campanya presidencial de 1960

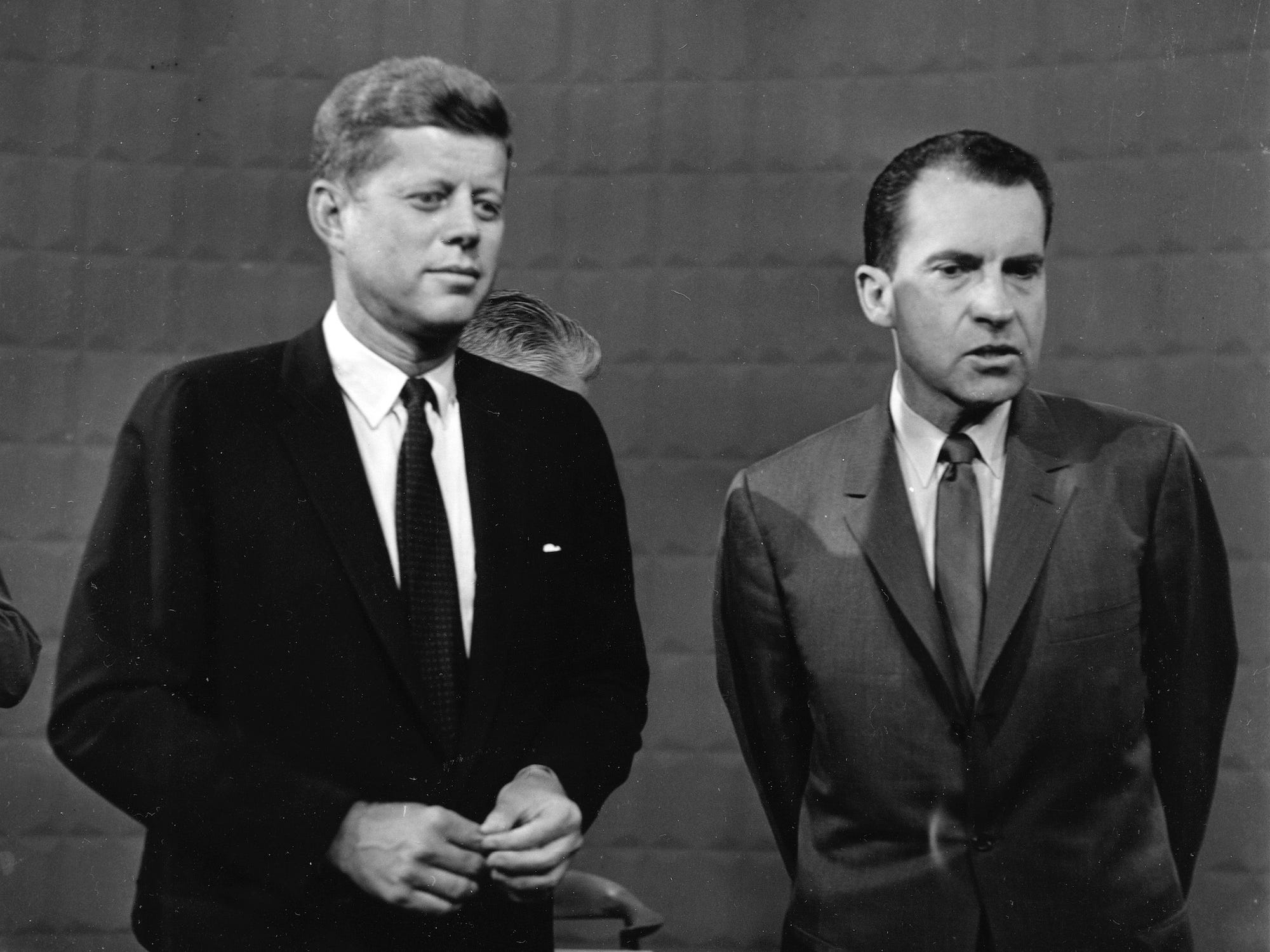
John F. Kennedy i Nixon abans del seu primer debat televisat el 1960

Resultats electorals de 1960

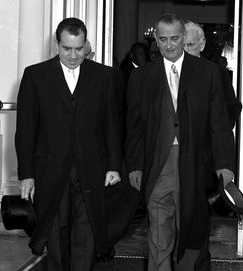
El vicepresident Nixon i Lyndon Johnson abandonen la Casa Blanca per a la inauguració de Kennedy-Johnson

L'any 1960 Nixon va llançar la seva primera campanya com a president dels Estats Units. Va enfrontar-se a poca oposició a les primàries republicanes i va triar l'antic senador de Massachusetts Henry Cabot Lodge Jr. com a company de votació. El seu oponent demòcrata va ser John F. Kennedy i la carrera es va mantenir a prop durant tot el temps. Nixon va fer campanya a partir de la seva experiència, però Kennedy va demanar sang nova i va afirmar que l'administració Eisenhower-Nixon havia permès que la Unió Soviètica avancés als Estats Units amb míssils balístics (la "bretxa de míssils"). Mentre Kennedy s'enfrontava a problemes sobre el seu catolicisme, Nixon continuava sent una figura divisòria per a alguns.
Els debats presidencials televisats van debutar com a mitjà polític durant la campanya. En el primer de quatre d'aquests debats, Nixon va aparèixer pàl·lid, amb una ombra de les cinc, en contrast amb el fotogènic Kennedy. L'actuació de Nixon en el debat va ser percebuda com a mediocre en el mitjà visual de la televisió, encara que molta gent que escoltava a la ràdio pensava que Nixon havia guanyat. Nixon va perdre les eleccions per poc, amb Kennedy guanyant el vot popular per només 112.827 vots (0,2 per cent) .
Hi va haver càrrecs de frau electoral a Texas i Illinois, tots dos estats guanyats per Kennedy. Nixon es va negar a plantejar-se participar en les eleccions, sentint que una llarga controvèrsia disminuiria els Estats Units als ulls del món i que la incertesa perjudicaria els interessos dels Estats Units. Al final del seu mandat com a vicepresident el gener de 1961, Nixon i la seva família van tornar a Califòrnia, on va exercir l'advocacia i va escriure un llibre més venut, Six Crises, que incloïa la cobertura del cas Hiss, l'atac cardíac d'Eisenhower, i la Crisi dels Fons, que s'havia resolt amb el discurs d'en Checkers.

## Campanya del governador de Califòrnia de 1962
Els líders republicans locals i nacionals van animar Nixon a desafiar al titular Pat Brown com a governador de Califòrnia a les eleccions a governador de 1962. Malgrat les reticències inicials, Nixon va entrar a la carrera. La campanya es va veure enfosquida per la sospita pública que Nixon veia l'oficina com un pas per a una altra carrera presidencial, una mica d'oposició de l'extrema dreta del partit i la seva pròpia manca d'interès per ser el governador de Califòrnia. Nixon esperava que una carrera reeixida confirmés el seu estatus com el principal polític republicà actiu de la nació i s'assegurava que es mantingués com un actor important en la política nacional. En canvi, va perdre davant Brown per més de cinc punts percentuals, i es va creure que la derrota era el final de la seva carrera política. En un improvisat discurs de concessió l'endemà de les eleccions, Nixon va culpar als mitjans d'afavorir el seu oponent, dient: "No tindreu que Nixon per donar voltes més perquè, senyors, aquesta és la meva darrera conferència de premsa." La derrota de Califòrnia es va posar de relleu a l'episodi de l'11 de novembre de 1962 de Howard K. Smith: News and Comment d'ABC, titulat "The Political Obituary of Richard M. Nixon". Alger Hiss va aparèixer al programa, i molts membres del públic es van queixar que era impropi donar temps a un delinqüent condemnat per atacar un exvicepresident. El furor va fer sortir a Smith i el seu programa de l'aire, i la simpatia pública per Nixon va créixer.

## Anys salvatges

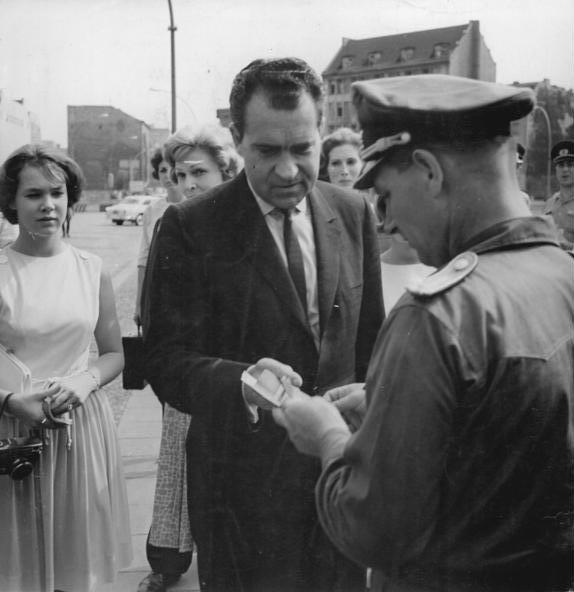
Nixon mostra els seus papers a un oficial d'Alemanya de l'Est per creuar entre els sectors de la ciutat dividida de Berlín, 1963

El 1963 la família Nixon va viatjar a Europa, on Nixon va donar rodes de premsa i es va reunir amb líders dels països que va visitar. La família es va traslladar a la ciutat de Nova York, on Nixon es va convertir en soci principal del principal despatx d'advocats Nixon, Mudge, Rose, Guthrie & Alexander. Quan va anunciar la seva campanya a Califòrnia, Nixon s'havia compromès a no presentar-se a la presidència el 1964; encara que no ho fes, creia que seria difícil derrotar a Kennedy, o després del seu assassinat, el successor de Kennedy, Lyndon Johnson.
El 1964, Nixon va guanyar vots per escrit a les primàries, i va ser considerat un seriós candidat tant per les enquestes de Gallup polls com pels membres de la premsa. Fins i tot va ser col·locat en una votació primària com a candidat actiu pel secretari d'estat d'Oregon. No obstant això, tan tard com dos mesos abans de la Convenció Nacional Republicana de 1964, Nixon va complir la seva promesa de romandre fora del procés de nominació presidencial i, en canvi, va donar el seu suport a l'eventual candidat republicà, el senador d'Arizona Barry Goldwater. Quan Goldwater va guanyar la nominació, Nixon va ser seleccionat per presentar-lo a la convenció. Tot i que pensava que era poc probable que Goldwater guanyés, Nixon va fer campanya per ell lleialment. Les eleccions van ser un desastre per als republicans, ja que la derrota de Goldwater davant Johnson va ser igualada per grans pèrdues per al partit al Congrés i entre els governadors estatals.
Nixon va ser un dels pocs republicans líders als quals no es va culpar dels resultats desastrosos, i va intentar construir-ho a les eleccions al Congrés de 1966. Va fer campanya a favor de molts republicans, buscant recuperar els escons perduts en l'esllavissada de Johnson, i va rebre crèdit per ajudar els republicans a aconseguir grans guanys aquell any.

## Campanya presidencial de 1968

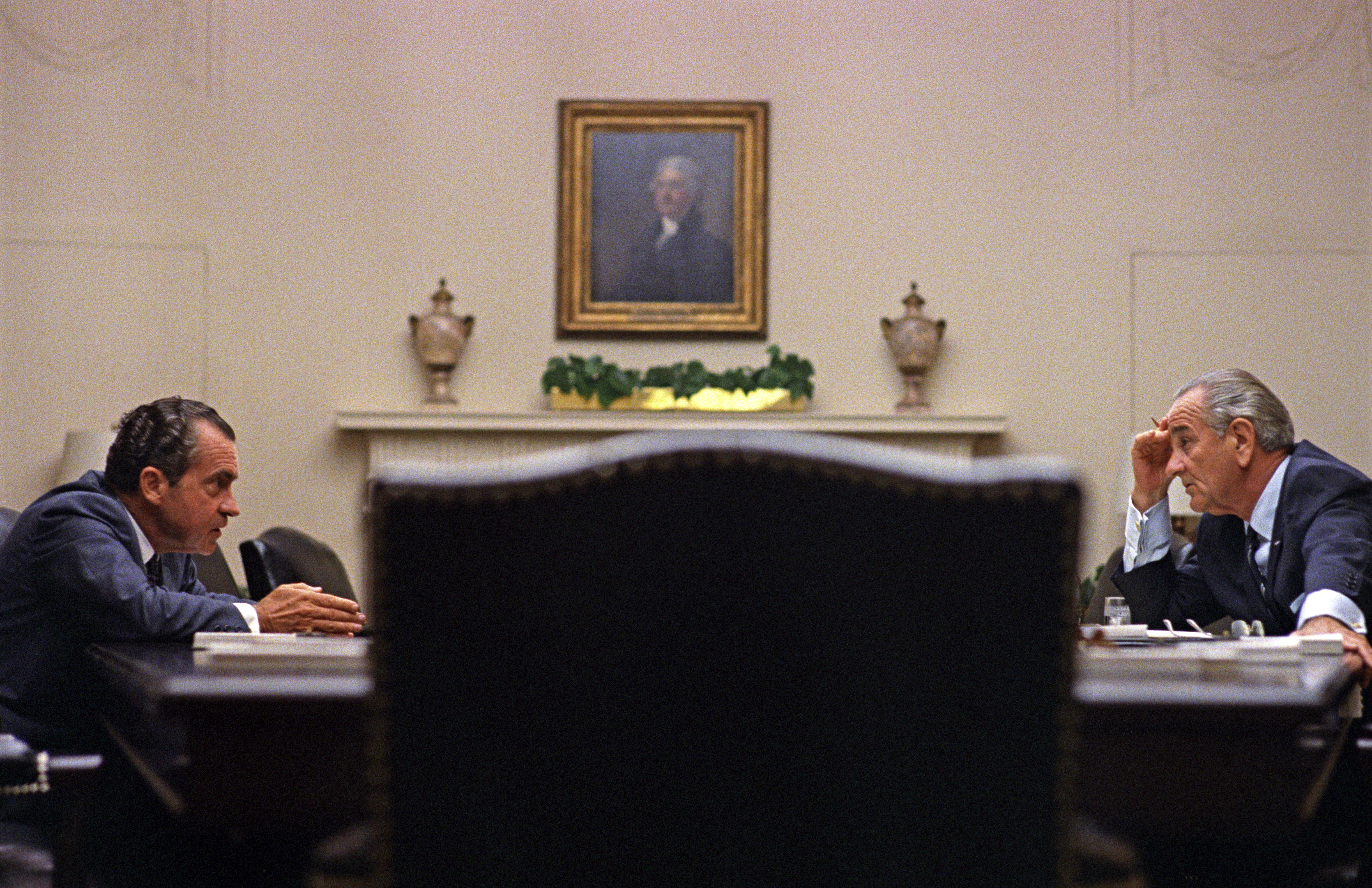
Nixon i Johnson es reuneixen a la Casa Blanca abans de la nominació de Nixon, juliol de 1968

A finals de 1967, Nixon va dir a la seva família que tenia previst presentar-se a la presidència per segona vegada. Pat Nixon no sempre va gaudir de la vida pública, sentint-se avergonyida, per exemple, de la necessitat de revelar el poc que posseïa la família en el discurs de Checkers. Encara va aconseguir donar suport a les ambicions del seu marit. Nixon creia que amb els demòcrates trencats pel tema de la guerra del Vietnam, un republicà tenia moltes possibilitats de guanyar, tot i que esperava que les eleccions estiguessin tan a prop com el 1960.
Una temporada d'eleccions primàries excepcionalment tumultuosa va començar quan l'ofensiva del Tet es va llançar el gener de 1968. El president Johnson es va retirar com a candidat al març, després d'una actuació inesperadament pobre a les primàries de New Hampshire. Al juny, el senador Robert F. Kennedy, candidat demòcrata, va ser assassinat pocs instants després de la seva victòria a les primàries de Califòrnia. En el bàndol republicà, la principal oposició de Nixon va ser el governador de Michigan George Romney, tot i que el governador de Nova York Nelson Rockefeller i el governador de Califòrnia Ronald Reagan esperaven ser nominats en una convenció negociada. Nixon va aconseguir la nominació a la primera votació. Va seleccionar el governador de Maryland, Spiro Agnew, com el seu company de votació, una opció que Nixon creia que uniria el partit, apel·lant tant als moderats del nord com als sudistes descontents amb els demòcrates.

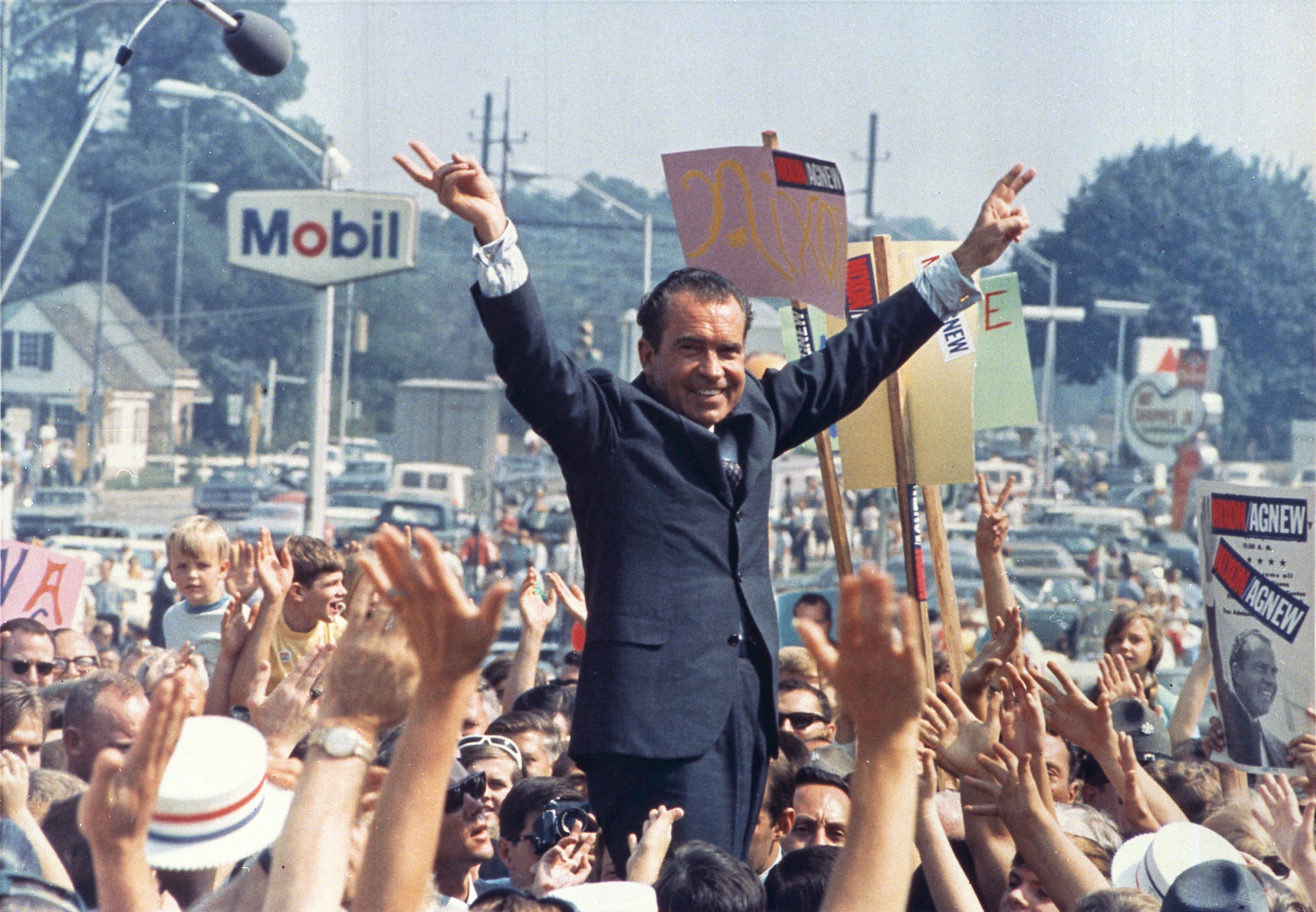
Nixon va fer campanya el juliol de 1968

L'oponent demòcrata de Nixon a les eleccions generals va ser el vicepresident Hubert Humphrey, que va ser nomenat en una convenció marcada per protestes violentes. Al llarg de la campanya, Nixon es va retratar a si mateix com una figura d'estabilitat durant aquest període de disturbis i trastorns nacionals. Va apel·lar al que més tard va anomenar la "majoria silenciosa" dels nord-americanssocialment conservadors que no els agradava la contracultura hippie i els manifestants contra la guerra. Agnew es va convertir en un crític cada cop més vocal d'aquests grups, consolidant la posició de Nixon amb la dreta.
Nixon va fer una destacada campanya publicitària televisiva, reunint-se amb els seguidors davant les càmeres. Va subratllar que la taxa de criminalitat era massa alta, i va atacar el que va percebre com una rendició de la superioritat nuclear dels Estats Units per part dels demòcrates. Nixon va prometre "pau amb honor" a la guerra del Vietnam i va proclamar que "un nou lideratge posarà fi a la guerra i guanyarà la pau al Pacífic". No va donar detalls sobre com esperava posar fi a la guerra, el que va provocar que els mitjans de comunicació insinuessin que havia de tenir un "pla secret". El seu eslògan de "Nixon's the One" va demostrar ser efectiu.

Els resultats electorals de 1968; el vot popular entre Nixon i Humphrey estava a menys d'un punt percentual de diferència

Els negociadors de Johnson esperaven arribar a una treva al Vietnam, o almenys un cessament dels bombardejos. El 22 d'octubre de 1968, el candidat Nixon va rebre informació que Johnson estava preparant una anomenada "sorpresa d'octubre", abandonant tres condicions no negociables per a l'aturada del bombardeig, per ajudar a escollir Humphrey els últims dies de la campanya. Si la campanya de Nixon va interferir en les negociacions entre l'administració de Johnson i els vietnamites del sud en comprometre's amb Anna Chennault, una recaptadora de fons del partit republicà, segueix sent una controvèrsia. Tot i que les notes descobertes el 2016 possiblement donen suport a aquesta afirmació, és qüestionable. No és clar si el govern de Vietnam del Sud necessitava estímul per optar per un procés de pau que consideraven desavantatge.
En una carrera a tres bandes entre Nixon, Humphrey i el candidat del Partit Independent George Wallace, Nixon va derrotar a Humphrey per gairebé 500.000 vots (menys d'un punt percentual), amb 301 vots electorals a 191 per Humphrey i 46 per Wallace. Es va convertir en el primer vicepresident no titular en ser elegit president. En el seu discurs de victòria, Nixon va prometre que la seva administració tractaria d'unir la nació dividida. Nixon va dir: "He rebut un missatge molt amable del vicepresident, felicitant-me per haver guanyat les eleccions. El vaig felicitar per la seva lluita galant i valenta contra grans pronòstics. També li vaig dir que sé exactament com se sentia. Sé com se sent perdre una persona propera".

## Presidència (1969–1974)

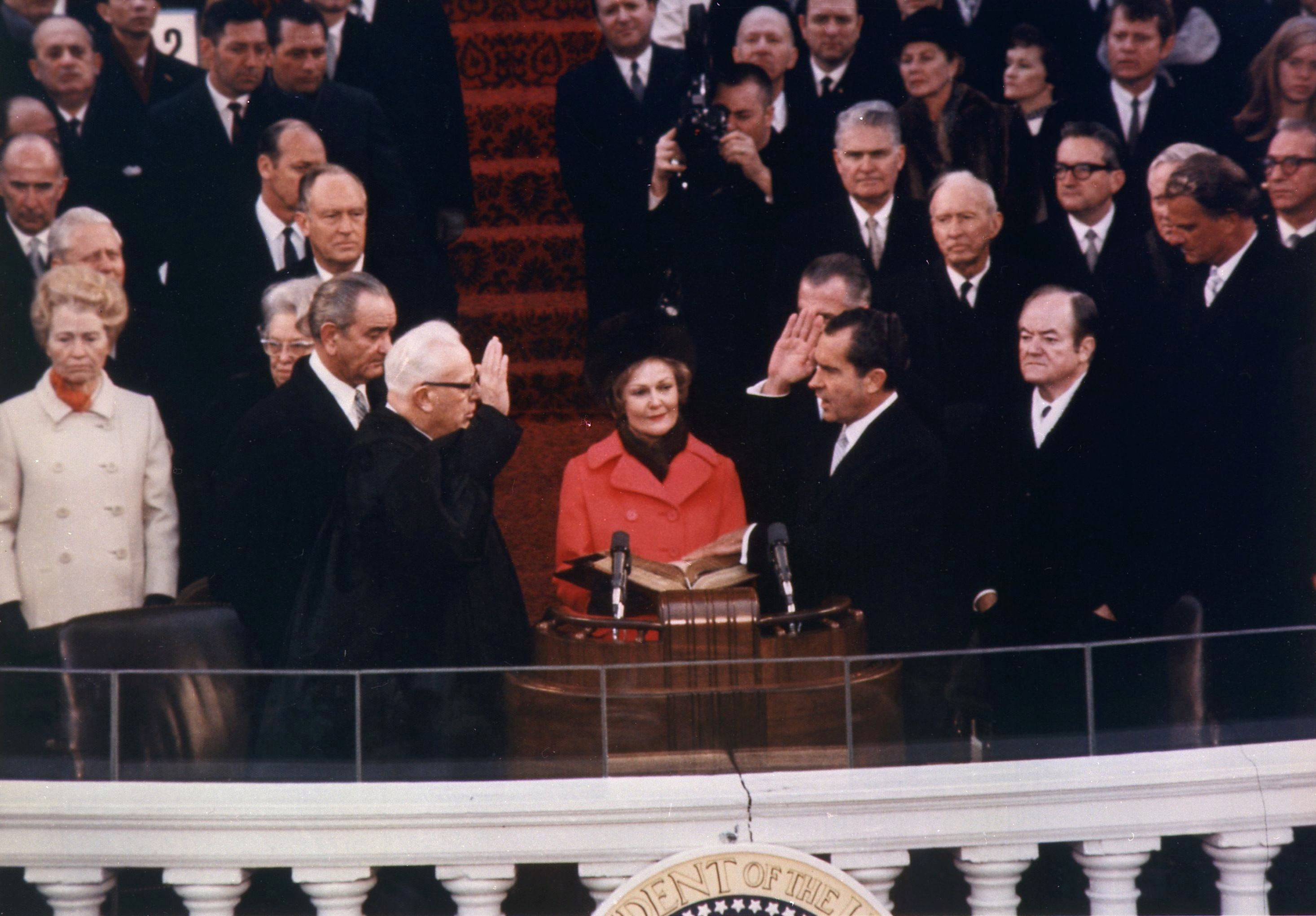
Nixon fa el jurament com el 37è president davant del President del Tribunal Suprem Earl Warren. La nova primera dama, Pat, sosté la Bíblia familiar.

Nixon va ser investit com a president el 20 de gener de 1969, jurat pel seu antic rival polític, el President del Tribunal Suprem Earl Warren. Pat Nixon va mantenir oberta la Bíblia familiar a Isaïes 2:4, que diu: Forjaran relles de les seves espases i falçs de les seves llances. En el seu discurs inaugural, que va rebre crítiques positives gairebé uniformement, Nixon va remarcar que "el major honor que la història pot atorgar és el títol de pacificador"—una frase que va trobar un lloc a la seva làpida. Va parlar de convertir la política partidista en una nova era d'unitat:
| « | En aquests anys difícils, Amèrica ha patit una febre de paraules; d'una retòrica inflada que promet més del que pot oferir; de la retòrica enfadada que els descontents dels fans es converteixen en odis; des d'una retòrica bombàstica que posa en lloc de persuadir. No podem aprendre els uns dels altres fins que deixem de cridar-nos els uns als altres, fins que parlem prou tranquil perquè les nostres paraules es puguin escoltar així com les nostres veus. | » |

### Política exterior

#### Xina
Nixon va establir les bases de la seva obertura a la Xina abans de convertir-se en president, escrivint a Foreign Affairs un any abans de la seva elecció: "No hi ha lloc en aquest petit planeta perquè mil milions de les seves persones potencialment més capaces visquin en aïllament furiós." L'ajudant en aquesta tasca va ser Henry Kissinger, assessor de seguretat nacional de Nixon i futur secretari d'estat. Van col·laborar estretament, passant per alt els funcionaris del gabinet. Amb les relacions entre la Unió Soviètica i la Xina al seu punt més baix —els enfrontaments fronterers entre ambdós van tenir lloc durant el primer any de govern de Nixon—, Nixon va enviar un missatge privat als xinesos que desitjava unes relacions més estretes. Un avenç va arribar a principis de 1971, quan el president del Partit Comunista Xinès (PCC) Mao Zedong va convidar un equip de jugadors de tennis taula nord-americans a visitar la Xina i jugar contra els millors jugadors xinesos. Nixon va seguir enviant Kissinger a la Xina per a reunions clandestines amb funcionaris xinesos. El 15 de juliol de 1971, amb anuncis de Washington i Pequín que van sorprendre el món, es va saber que el president visitaria la Xina el febrer següent. El secret havia donat temps als dos grups de líders per preparar el clima polític dels seus països per a la visita.
El febrer de 1972, Nixon i la seva dona van viatjar a la Xina després que Kissinger va informar a Nixon durant més de 40 hores per preparar-se. En arribar a terra, el president i la primera dama van sortir de l'Air Force One i van ser rebuts pel primer ministre xinès Zhou Enlai. Nixon es va comprometre a donar la mà a Zhou, cosa que l'aleshores secretari d'estat John Foster Dulles s'havia negat a fer el 1954 quan tots dos es van reunir a Ginebra. Més d'un centenar de periodistes de televisió van acompanyar el president. Per ordre de Nixon, la televisió va ser molt afavorida per sobre de les publicacions impreses, ja que Nixon va considerar que la televisió capturaria la visita molt millor que la impressió. També li va donar l'oportunitat de rebaixar els periodistes impresos que menyspreava.

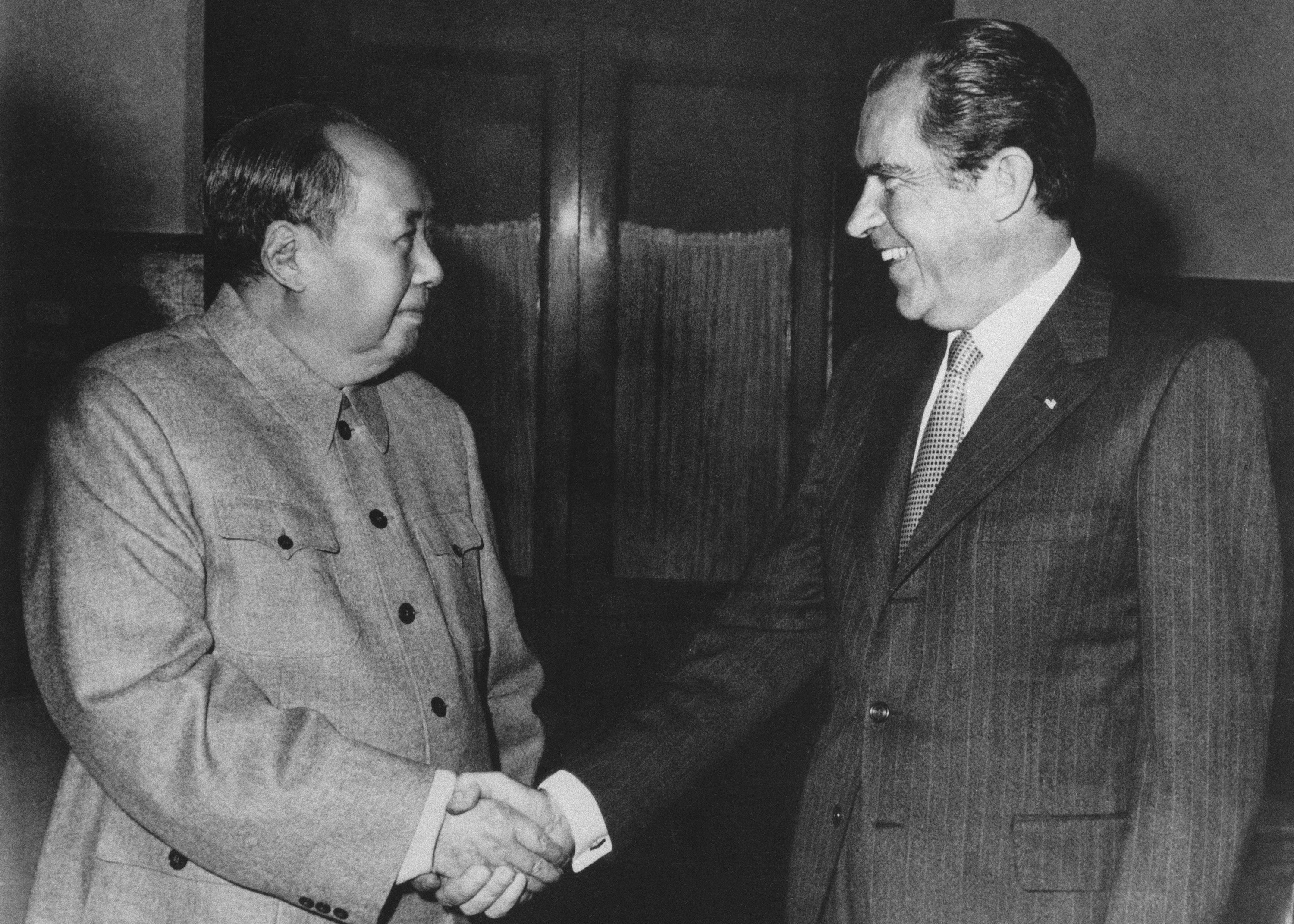
Mao Zedong i Nixon

Nixon i Kissinger es van reunir immediatament durant una hora amb el president del PCX Mao Zedong i el primer ministre Zhou a la residència privada oficial de Mao, on van discutir una sèrie de qüestions. Més tard, Mao va dir al seu metge que havia quedat impressionat per la franquesa de Nixon, a diferència dels esquerrans i els soviètics. Va dir que sospitava de Kissinger, encara que l'assessor de Seguretat Nacional es va referir a la seva reunió com la seva "trobada amb la història". Aquell vespre es va fer un banquet formal de benvinguda al partit presidencial al Gran Saló del Poble. L'endemà, Nixon es va reunir amb Zhou; el comunicat conjunt després d'aquesta reunió va reconèixer Taiwan com a part de la Xina i va esperar una solució pacífica al problema de la reunificació. Quan no estava en reunions, Nixon va recórrer meravelles arquitectòniques, com ara la Ciutat Prohibida, les tombes Ming i la Gran Muralla. Els nord-americans van donar la seva primera mirada a la vida quotidiana xinesa a través de les càmeres que acompanyaven Pat Nixon, que va recórrer la ciutat de Pequín i va visitar comuns, escoles, fàbriques i hospitals.
La visita va inaugurar una nova era de les relacions entre els Estats Units i la Xina. Tement la possibilitat d'una aliança entre els Estats Units i la Xina, la Unió Soviètica va cedir a la pressió per la distensió amb els Estats Units. Aquest va ser un component de la diplomàcia triangular.

#### Guerra del Vietnam

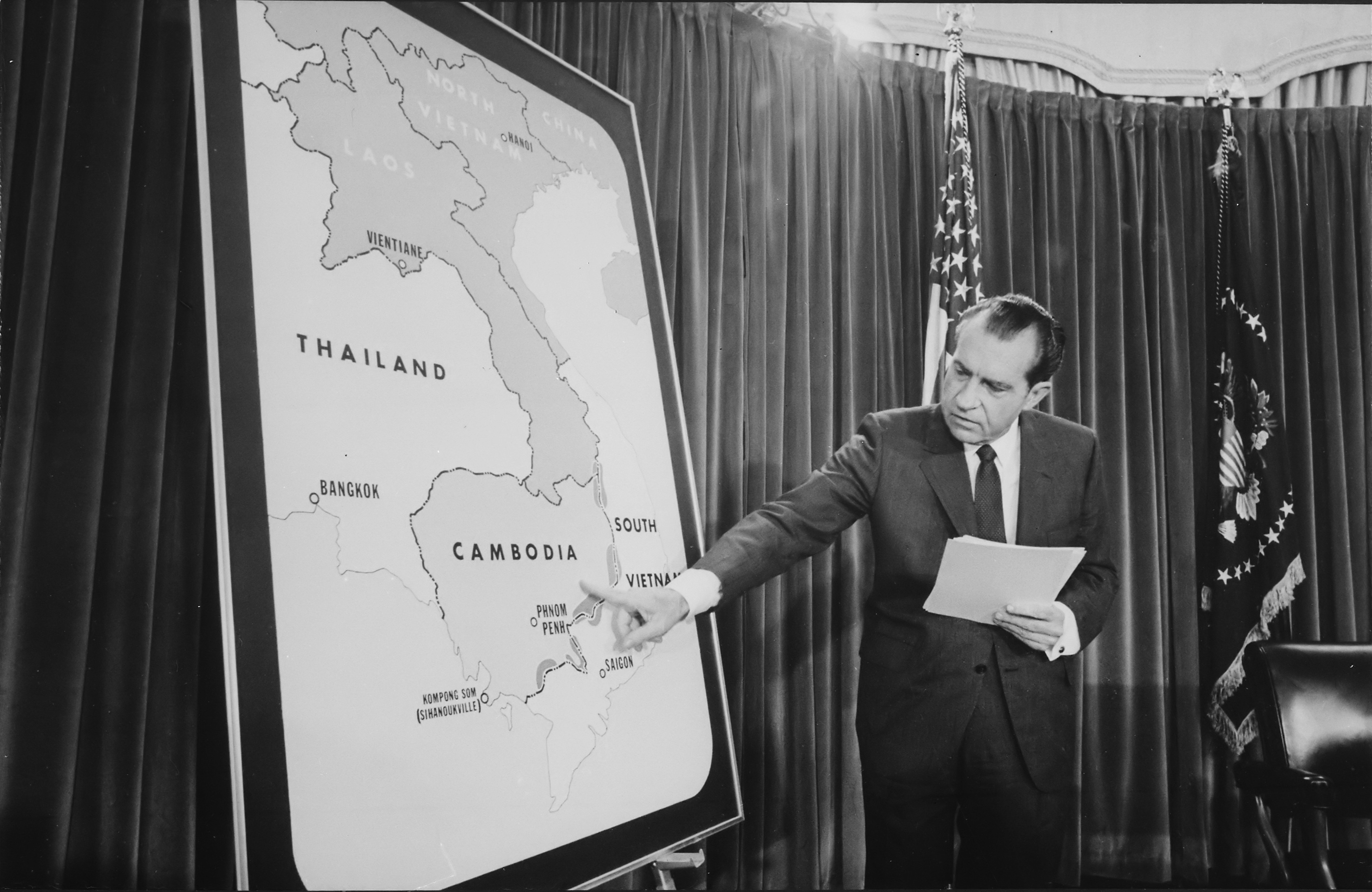
Nixon pronuncia una adreça a la nació sobre la incursió a Cambodja

Quan Nixon va prendre el càrrec, uns 300 soldats nord-americans morien cada setmana al Vietnam, i la guerra era molt impopular als Estats Units, objecte de protestes violentes en curs. L'administració de Johnson s'havia ofert a suspendre els bombardejos incondicionalment a canvi de negociacions, però va ser en va. Segons Walter Isaacson, Nixon va concloure poc després de prendre possessió del càrrec que la guerra del Vietnam no es podia guanyar, i estava decidit a acabar-la ràpidament. Va buscar un acord que permetés a les forces nord-americanes retirar-se mentre deixava Vietnam del Sud segur contra atacs.
Nixon va aprovar una campanya secreta de bombardeig en estora amb els B-52 de posicions nord-vietnamites i Khmer Roigs a Cambodja a partir del març de 1969 i amb el nom en clau Operació Menú, sense el consentiment del líder cambodjà Norodom Sihanouk. A mitjans de 1969, Nixon va començar esforços per negociar la pau amb els nord-vietnamites, enviant una carta personal als seus líders, i les converses de pau van començar a París. Les converses inicials no van donar lloc a un acord, i el maig de 1969 va proposar públicament la retirada de totes les tropes nord-americanes de Vietnam del Sud sempre que Vietnam del Nord ho fes, i va suggerir que Vietnam del Sud celebrés eleccions supervisades internacionalment amb la participació del Viet Cong.

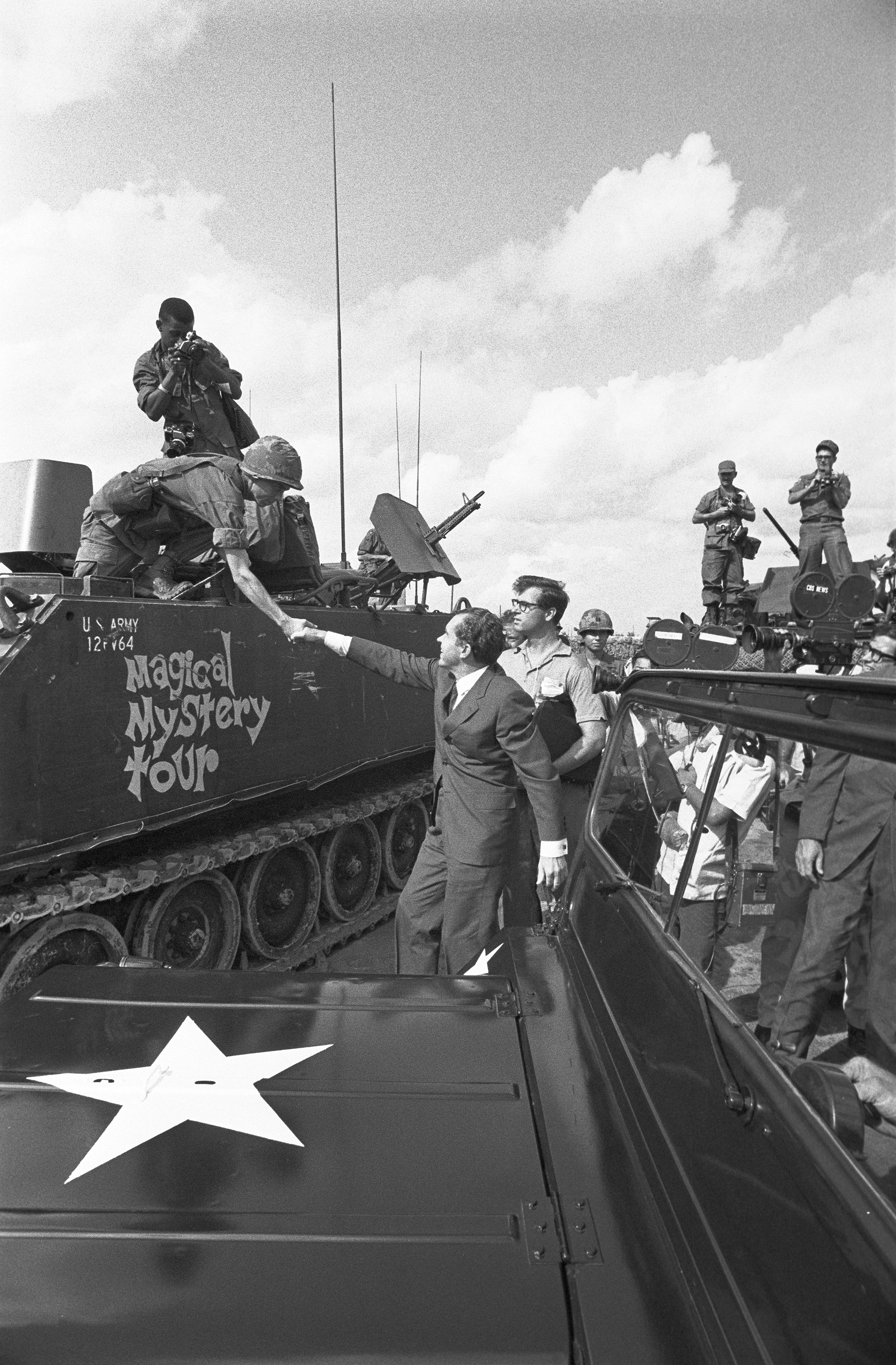
Nixon visita les tropes americanes al Vietnam del Sud, el 30 de juliol de 1969

El juliol de 1969, Nixon va visitar Vietnam del Sud, on es va reunir amb els seus comandants militars nord-americans i el president Nguyễn Văn Thiệu. Enmig de les protestes a casa que demanaven una retirada immediata, va implementar una estratègia de substitució de les tropes americanes per tropes vietnamites, coneguda com a "vietnamització". Aviat va instituir la retirada gradual de les tropes nord-americanes, però també va autoritzar incursions a Laos, en part per interrompre lruta Ho Chi Minh que passava per Laos i Cambodja i solia proveir les forces nord-vietnamites. El març de 1970, a petició explícita del Khmer Roig i negociat pel llavors segon al comandament de Pol Pot, Nuon Chea, les tropes nord-vietnamites van llançar una ofensiva i van envair gran part de Cambodja. Nixon va anunciar la invasió terrestre de Cambodja el 30 d'abril de 1970, contra bases nord-vietnamites a l'est del país, i van esclatar noves protestes contra l'expansió percebuda del conflicte, que va provocar la mort de quatre estudiants desarmats de la Kent State University a mans de la Guàrdia Nacional d'Ohio Les respostes de Nixon als manifestants van incloure una reunió improvisada i d'hora al matí amb ells al Lincoln Memorial el 9 de maig de 1970. La promesa de campanya de Nixon de frenar la guerra, en contrast amb l'escalada dels bombardeigs, va portar a afirmar que Nixon tenia un "buit de credibilitat" sobre el tema. Es calcula que entre 50.000 i 150.000 persones van morir durant el bombardeig de Cambodja entre 1970 i 1973.
L'any 1971, el New York Times i el Washington Post van publicar fragments dels "Papers del Pentàgon", que havien estat filtrats per Daniel Ellsberg. Quan va aparèixer per primera vegada la notícia de la filtració, Nixon es va inclinar a no fer res; els Papers, una història de la participació dels Estats Units al Vietnam, es referien principalment a les mentides d'administracions anteriors i contenien poques revelacions reals. Kissinger el va convèncer que els Papers eren més nocius del que semblaven, i el president va intentar impedir la publicació, però el Tribunal Suprem va donar la raó als diaris.
A mesura que la retirada de tropes nord-americanes va continuar, el reclutament es va eliminar gradualment el 1973 i les forces armades es van convertir en voluntàries. Després d'anys de lluita, els Acords de Pau de París es van signar a principis de 1973. L'acord va implementar un alto el foc i va permetre la retirada de les tropes americanes restants sense requerir la retirada dels 160.000 soldats habituals de l'exèrcit del Vietnam del Nord situats al Sud. Un cop finalitzat el suport al combat nord-americà, hi va haver una breu treva, abans de reprendre la lluita, i Vietnam del Nord va conquerir Vietnam del Sud el 1975.

#### Política llatinoamericana
Vegeu també:  Operació Còndor

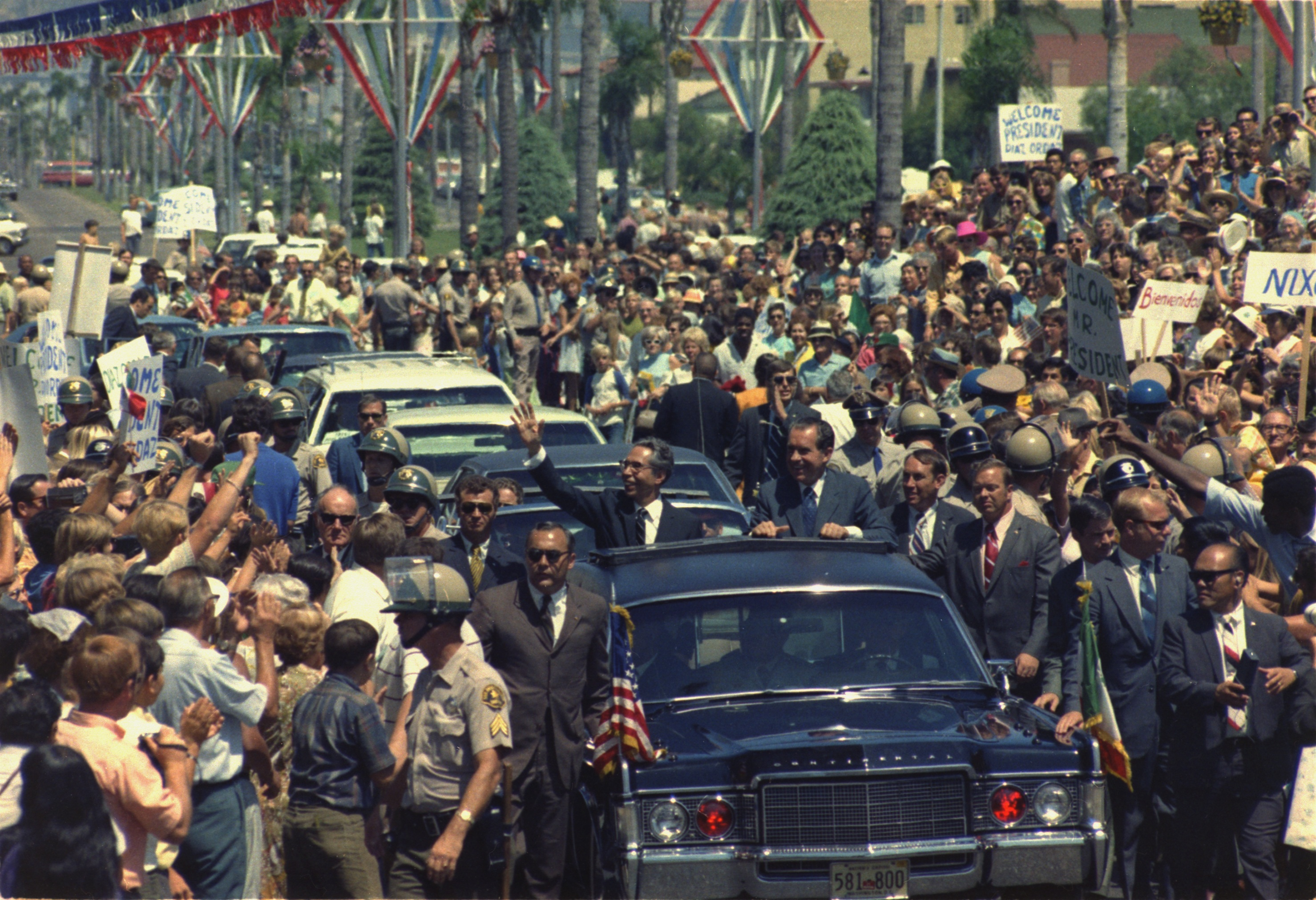
Nixon amb el president mexicà Gustavo Díaz Ordaz (a la seva dreta); caravana a San Diego, Califòrnia, setembre de 1970

Nixon havia estat un ferm partidari de Kennedy durant la invasió de Bahía de Cochinos de 1961 i la crisi dels míssils cubans de 1962. En prendre possessió el 1969, va intensificar les operacions encobertes contra Cuba i el seu president, Fidel Castro. Va mantenir estretes relacions amb la comunitat d'exili cubano-americana a través de la seva amiga, Bebe Rebozo, que sovint suggeria maneres d'irritar Castro. Els soviètics i els cubans es van preocupar, tement que Nixon pogués atacar Cuba i trencar l'entesa entre Kennedy i Khrusxov que va posar fi a la crisi dels míssils. L'agost de 1970, els soviètics van demanar a Nixon que reafirmés l'entesa, cosa que va fer, malgrat la seva línia dura contra Castro. El procés no es va completar abans que els soviètics comencessin a ampliar la seva base al port cubà de Cienfuegos l'octubre de 1970. Es va produir un enfrontament menor, els soviètics van estipular que no utilitzarien Cienfuegos per a submarins que portaven míssils balístics i es va intercanviar la ronda final de notes diplomàtiques al novembre.
L'elecció del candidat marxista Salvador Allende com a president de Xile el setembre de 1970 va estimular una vigorosa campanya d'oposició encoberta contra ell per part de Nixon i Kissinger.:25 Això va començar intentant convèncer el congrés xilè perquè confirmés Jorge Alessandri com el guanyador de les eleccions, i després missatges als oficials militars en suport d'un cop d'estat. Un altre suport va incloure vagues organitzades contra Allende i finançament per als opositors d'Allende. Fins i tot es va al·legar que "Nixon va autoritzar personalment" 700.000 dòlars en fons encoberts per imprimir missatges anti-Allende en un important diari xilè.:93  Després d'un llarg període de malestar social, polític i econòmic, el general Augusto Pinochet va assumir el poder en un violent cop d'estat l'11 de setembre de 1973; entre els morts hi havia Allende.

#### Unió Soviètica

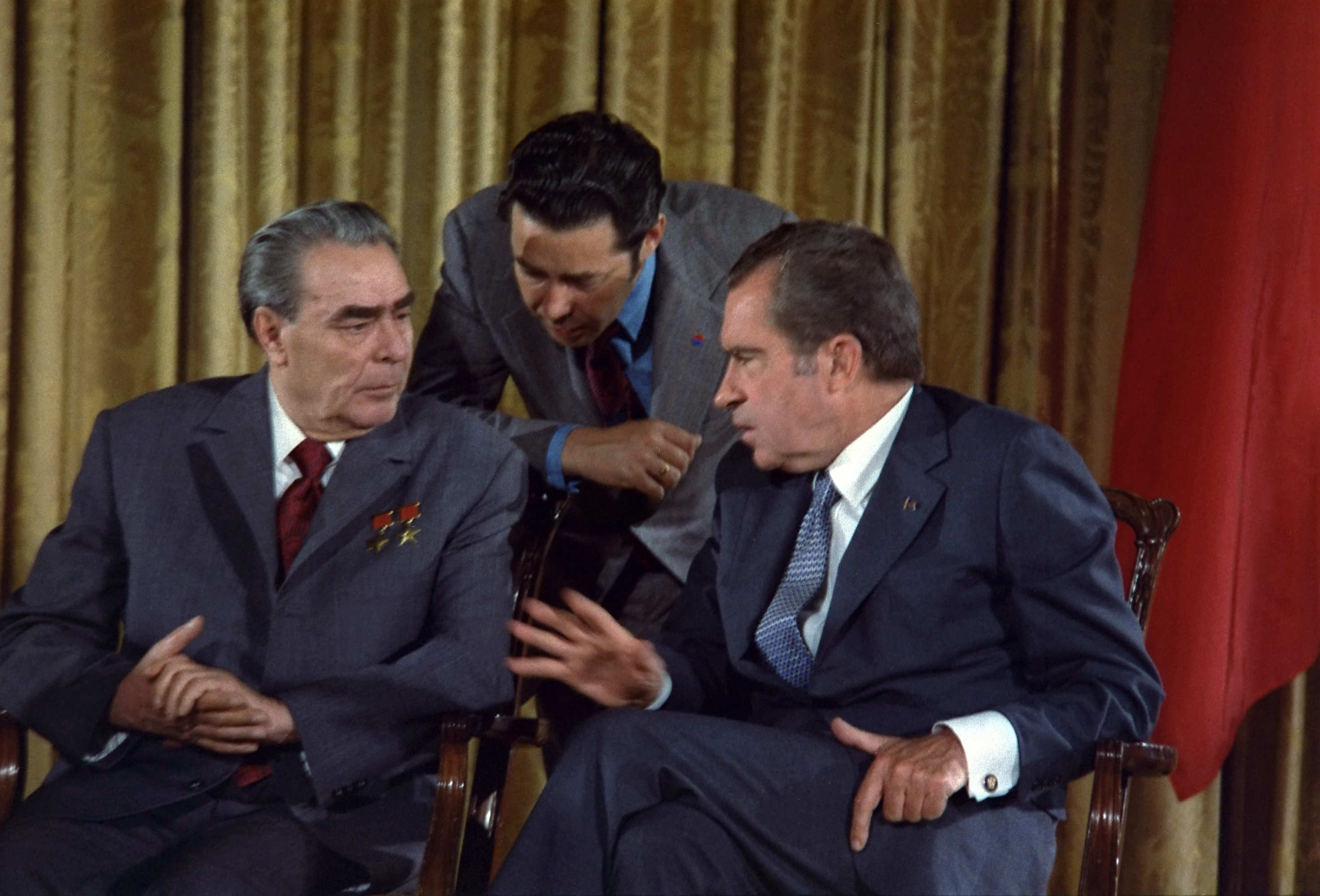
Nixon amb Bréjnev durant el viatge del líder soviètic als Estats Units, 1973

Nixon va utilitzar l'entorn internacional millorant per abordar el tema de la pau nuclear. Després de l'anunci de la seva visita a la Xina, l'administració de Nixon va concloure les negociacions perquè visités la Unió Soviètica. El president i la primera dama van arribar a Moscou el 22 de maig de 1972 i es van reunir amb Leonid Bréjnev, el secretari general del Partit Comunista; Aleksei Kossiguin, el president del Consell de Ministres; i Nikolai Podgorny, el president del Presidium del Soviet Suprem, entre altres principals funcionaris soviètics.
Nixon va participar en intenses negociacions amb Bréjnev. De la cimera van sortir acords per augmentar el comerç i dos tractats de control d'armes històrics: SALT I, el primer pacte de limitació global signat per les dues superpotències, i el Tractat de míssils antibalístics, que prohibia el desenvolupament de sistemes. dissenyat per interceptar míssils entrants. Nixon i Bréjnev van proclamar una nova era de "convivència pacífica". Aquell vespre es va celebrar un banquet al Kremlin.
Nixon i Kissinger van planejar vincular el control d'armes a la distensió i a la resolució d'altres problemes urgents mitjançant el que Nixon va anomenar "enllaç". David Tal argumenta:
| « | El vincle entre les limitacions d'armes estratègiques i qüestions pendents com ara l'Orient Mitjà, Berlín i, sobretot, Vietnam es va convertir així en el centre de la política de distensió de Nixon i Kissinger. Mitjançant l'ús de l'enllaç, esperaven canviar la naturalesa i el curs de la política exterior nord-americana, inclosa la política de desarmament nuclear i control d'armes dels Estats Units, i separar-les de les practicades pels predecessors de Nixon. També pretenien, a través de la vinculació, que la política de control d'armes dels Estats Units fos part de la distensió ... De fet, la seva política de vinculació havia fracassat. Va fracassar principalment perquè es basava en supòsits defectuosos i premisses falses, la principal de les quals era que la Unió Soviètica volia un acord de limitació d'armes estratègica molt més que els Estats Units.. | » |

Buscant fomentar millors relacions amb els Estats Units, la Xina i la Unió Soviètica, van reduir el seu suport diplomàtic al Vietnam del Nord i van aconsellar a Hanoi que pactés militarment. Més tard, Nixon va descriure la seva estratègia:
| « | Feia temps que havia cregut que un element indispensable de qualsevol iniciativa de pau reeixida al Vietnam era obtenir, si era possible, l'ajuda dels soviètics i els xinesos. Tot i que l'acostament a la Xina i la distensió amb la Unió Soviètica eren fins en si mateixos, també els vaig considerar possibles mitjans per accelerar el final de la guerra. En el pitjor, Hanoi estava obligat a sentir-se menys segur si Washington tractava amb Moscou i Pequín. En el millor dels casos, si les dues grans potències comunistes decidís que tenien peix més gran per fregir, Hanoi es veuria pressionada perquè negociés un acord que podríem acceptar. | » |

El 1973, Nixon va animar l'Exportació-Importació Bank a finançar en part un acord comercial amb la Unió Soviètica en què Occidental Petroleum d'Armand Hammer exportaria fosfats de Florida a la Unió Soviètica i importaria amoníac soviètic. L'acord, valorat en 20.000 milions de dòlars durant 20 anys, va implicar la construcció de dues grans instal·lacions portuàries soviètiques a Odessa i Ventspils, i un gasoducte que connectava quatre plantes d'amoníac a la regió del Volga amb el port de Odessa. El 1973, Nixon va anunciar que la seva administració estava compromesa a buscar l'estatus comercial de la nació més afavorida amb l'URSS, que va ser impugnat pel Congrés en l'Esmena Jackson-Vanik.
Durant els dos anys anteriors, Nixon havia fet un progrés considerable en les relacions entre els Estats Units i la Unió Soviètica, i es va embarcar en un segon viatge a la Unió Soviètica el 1974. Va arribar a Moscou el 27 de juny per a una cerimònia de benvinguda, animant la multitud i un sopar d'estat al Gran Palau del Kremlin aquella nit. Nixon i Bréjnev es van reunir a Ialta, on van discutir una proposta de pacte de defensa mútua, distensió i MIRV. Nixon va considerar proposar un tractat de prohibició integral de proves, però va pensar que no tindria temps de completar-lo durant la seva presidència. No hi va haver avenços significatius en aquestes negociacions.

#### Política de l'Orient Mitjà

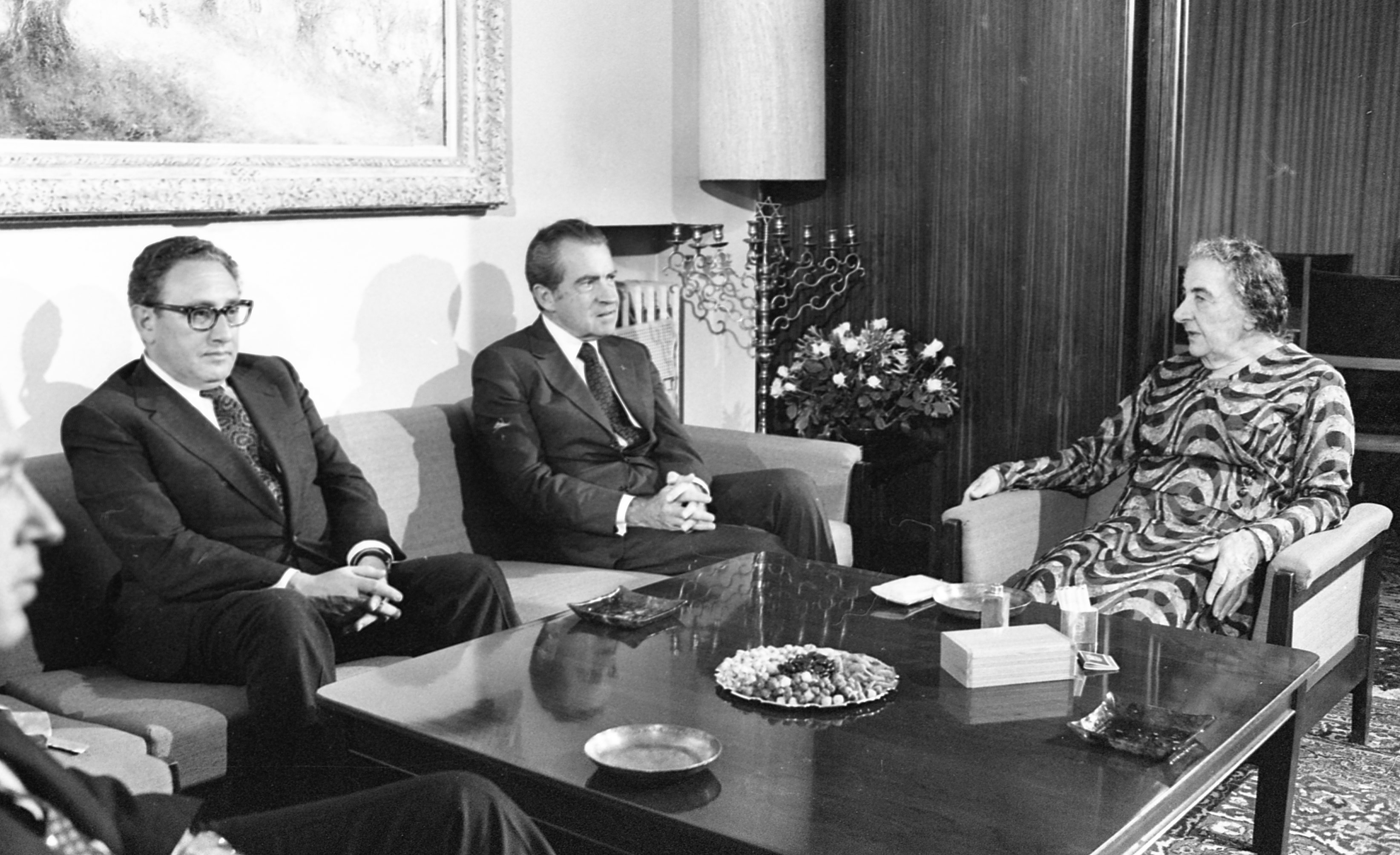
Nixon amb la primera ministra israeliana Golda Meïr, juny de 1974.

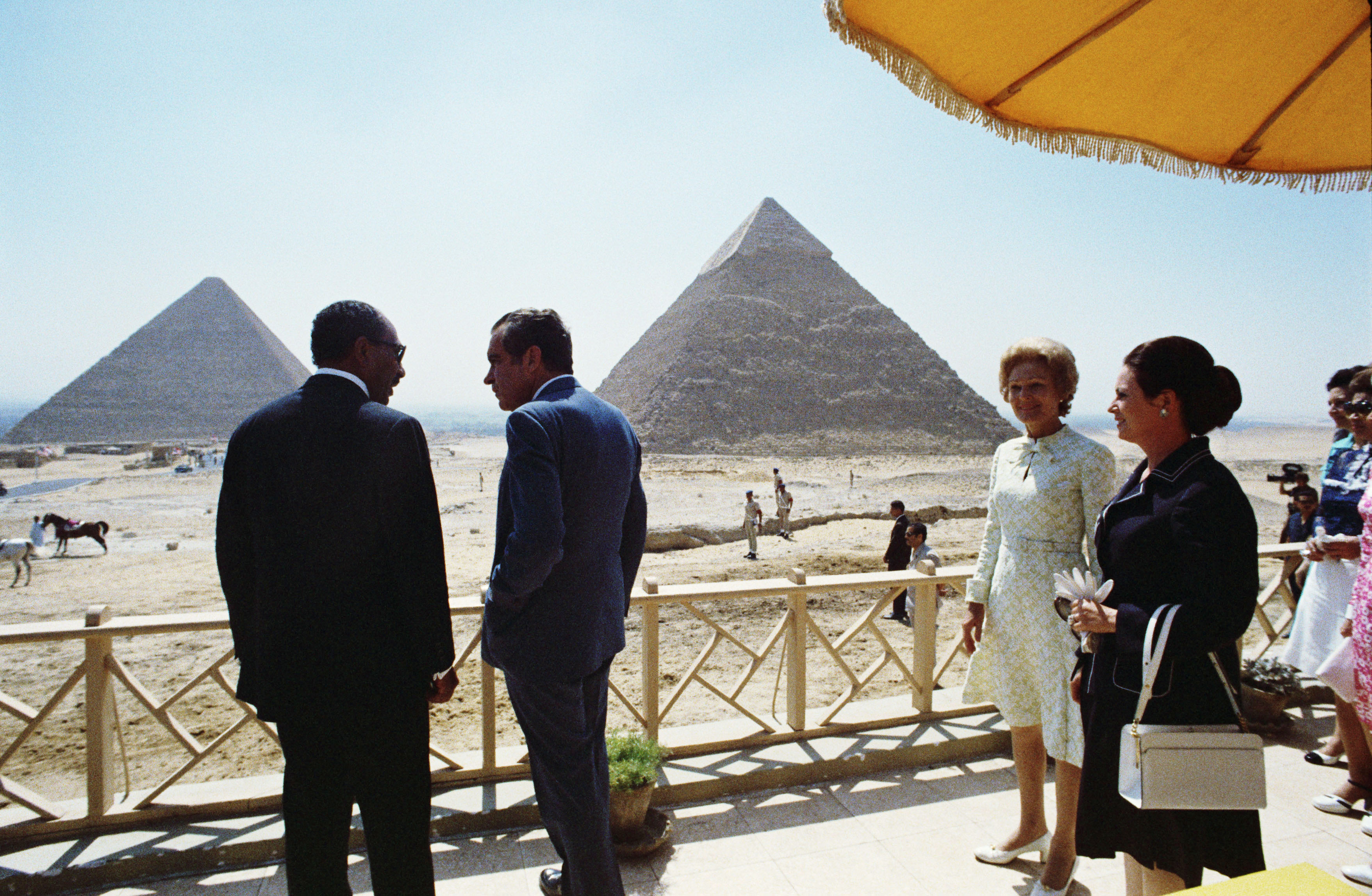
Nixon amb el president d'Egipte Anwar Sadat, juny de 1974

Com a part de la Doctrina Nixon, els Estats Units van evitar donar ajuda directa de combat als seus aliats i, en canvi, els van donar ajuda per defensar-se. Durant l'administració de Nixon, els Estats Units van augmentar molt les vendes d'armes a l'Orient Mitjà, especialment Israel, Iran i Aràbia Saudita. L'administració de Nixon va donar suport fermament a Israel, un aliat nord-americà a l'Orient Mitjà, però el suport no va ser incondicional. Nixon creia que Israel havia de fer la pau amb els seus veïns àrabs i que els Estats Units l'havien d'encoratjar. El president ho creia, excepte durant la crisi de Suez—els Estats Units no havien pogut intervenir amb Israel i haurien d'utilitzar la palanca de la gran ajuda militar nord-americana a Israel per instar les parts a la taula de negociacions. El conflicte àrab-israelià no va ser un focus important de l'atenció de Nixon durant el seu primer mandat; d'una banda, va sentir que, independentment del que fes, els jueus nord-americans s'oposarien a la seva reelecció.
El 6 d'octubre de 1973, una coalició àrab liderada per Egipte i Síria, recolzada amb armes i material per la Unió Soviètica, va atacar Israel a la guerra del Yom Kippur. Israel va patir grans pèrdues i Nixon va ordenar un pont aeri per reaprovisionar les pèrdues israelianes, eliminant les baralles i la burocràcia entre departaments i assumint la responsabilitat personal de qualsevol resposta de les nacions àrabs. Més d'una setmana després, quan els Estats Units i la Unió Soviètica van començar a negociar una treva, Israel havia penetrat profundament en territori enemic. Les negociacions de la treva es van convertir ràpidament en una crisi de superpotències; quan Israel es va imposar, el president egipci Sadat va sol·licitar una missió conjunta de manteniment de la pau entre els Estats Units i l'URSS, que els Estats Units van rebutjar. Quan el primer ministre soviètic Bréjnev va amenaçar amb fer complir unilateralment qualsevol missió de manteniment de la pau militarment, Nixon va ordenar a l'exèrcit nord-americà es posiciones en DEFCON3, posant tot el personal militar i les bases dels Estats Units en alerta per una guerra nuclear. Aquest va ser el més a prop que el món s'havia apropat a la guerra nuclear des de la crisi dels míssils de Cuba. Bréjnev va fer marxa enrere com a resultat de les accions de Nixon.
Com que la victòria d'Israel es va deure en gran part al suport dels Estats Units, les nacions àrabs de l'OPEP van prendre represàlies negant-se a vendre petroli cru als Estats Units, donant lloc a la crisi del petroli de 1973. L'embargament va causar escassetat de gasolina i racionament als Estats Units a finals de 1973, i finalment va ser acabat per les nacions productores de petroli a mesura que la pau a l'Orient Mitjà es va consolidar.
Després de la guerra, i sota la presidència de Nixon, els Estats Units van restablir les relacions amb Egipte per primera vegada des de 1967. Nixon va utilitzar la crisi de l'Orient Mitjà per reiniciar les negociacions de pau estancades a l'Orient Mitjà; va escriure en una nota confidencial a Kissinger el 20 d'octubre:
| « | Crec que, sense cap mena de dubte, ens trobem ara davant la millor oportunitat que hem tingut en 15 anys per construir una pau duradora a l'Orient Mitjà. Estic convençut que la història ens farà responsables si deixem passar aquesta oportunitat... Ara considero que un assentament permanent a l'Orient Mitjà és l'objectiu final més important al qual ens hem de dedicar. | » |

Nixon va fer una de les seves últimes visites internacionals com a president a l'Orient Mitjà el juny de 1974, i es va convertir en el primer president a visitar Israel.

### Política nacional

#### Economia

Nixon a la jornada inaugural de 1969 dels Washington Senators amb el propietari de l'equip Bob Short (de braços creuats) i el comissari de beisbol Bowie Kuhn (mà a la boca). L'ajudant de Nixon, el major Jack Brennan, s'asseu darrere d'ells amb uniforme.

Quan Nixon va prendre possessió el 1969, la inflació era del 4,7%, la seva taxa més alta des de la Guerra de Corea. La Gran Societat havia estat promulgada sota Johnson, que, juntament amb els costos de la guerra del Vietnam, estava causant grans dèficits pressupostaris. L'atur era baix, però els tipus d'interès eren els més alts en un segle. El principal objectiu econòmic de Nixon era reduir la inflació; el mitjà més evident per fer-ho era acabar amb la guerra. Això no es va poder aconseguir d'un dia per l'altre, i l'economia nord-americana va continuar lluitant durant el 1970, contribuint a un rendiment desalentador dels republicans a les eleccions al Congrés de mig mandat (els demòcrates van controlar les dues Cambres del Congrés durant la presidència de Nixon). Segons l'economista polític Nigel Bowles en el seu estudi del 2011 sobre el registre econòmic de Nixon, el nou president va fer poc per alterar les polítiques de Johnson durant el primer any de la seva presidència.
Nixon estava molt més interessat en els afers exteriors que en les polítiques domèstiques, però creia que els votants tendeixen a centrar-se en la seva pròpia situació financera i que les condicions econòmiques eren una amenaça per a la seva reelecció. Com a part dels seus punts de vista sobre el "nou federalisme", va proposar subvencions als estats, però aquestes propostes es van perdre en la seva majoria en el procés pressupostari del Congrés. No obstant això, Nixon va guanyar crèdit polític per defensar-los. El 1970, el Congrés havia concedit al president el poder d'imposar la congelació de salaris i preus, tot i que les majories demòcrates, sabent que Nixon s'havia oposat a aquests controls al llarg de la seva carrera, no esperaven que Nixon utilitzés realment l'autoritat. Amb la inflació no resolta l'agost de 1971 i un any d'eleccions s'aproximava, Nixon va convocar una cimera dels seus assessors econòmics a Camp David. Les opcions de Nixon eren limitar les polítiques expansionistes fiscals i monetàries que reduïssin l'atur o acabar amb el tipus de canvi fix del dòlar; El dilema de Nixon s'ha citat com un exemple de la trinitat impossible en l'economia internacional. Aleshores va anunciar controls temporals de salaris i preus, va permetre que el dòlar flotés contra altres monedes i va acabar amb la convertibilitat del dòlar en or. Bowles assenyala,
| « | en identificar-se amb una política el propòsit de la qual era la derrota de la inflació, Nixon va dificultar que els opositors demòcrates... el critiquessin. Els seus oponents no podien oferir cap política alternativa que fos plausible o creïble, ja que la que afavorien era una que havien dissenyat però que el president s'havia apropiat.. | » |

Les polítiques de Nixon van frenar la inflació fins al 1972, encara que les seves conseqüències van contribuir a la inflació durant el seu segon mandat i a l'administració de Ford. La decisió de Nixon d'acabar amb el patró or als Estats Units va provocar l'enfonsament del sistema de Bretton Woods. Segons Thomas Oatley, "el sistema de Bretton Woods es va enfonsar perquè Nixon pogués guanyar les eleccions presidencials de 1972".
Després que Nixon guanyés la reelecció, la inflació tornava. Va tornar a imposar els controls de preus el juny de 1973. Els controls de preus es van fer impopulars entre el públic i els empresaris, que veien que els sindicats poderosos era preferible a la burocràcia de la junta de preus. Els controls van produir escassetat d'aliments, ja que la carn va desaparèixer de les botigues de queviures i els grangers van ofegar pollastres en lloc de vendre'ls a pèrdues. Malgrat no poder controlar la inflació, els controls es van acabar lentament i el 30 d'abril de 1974, la seva autorització legal va caducar.

#### Iniciatives i organització governamentals

Nixon pronuncia el discurs de l'estat de la unió de 1971

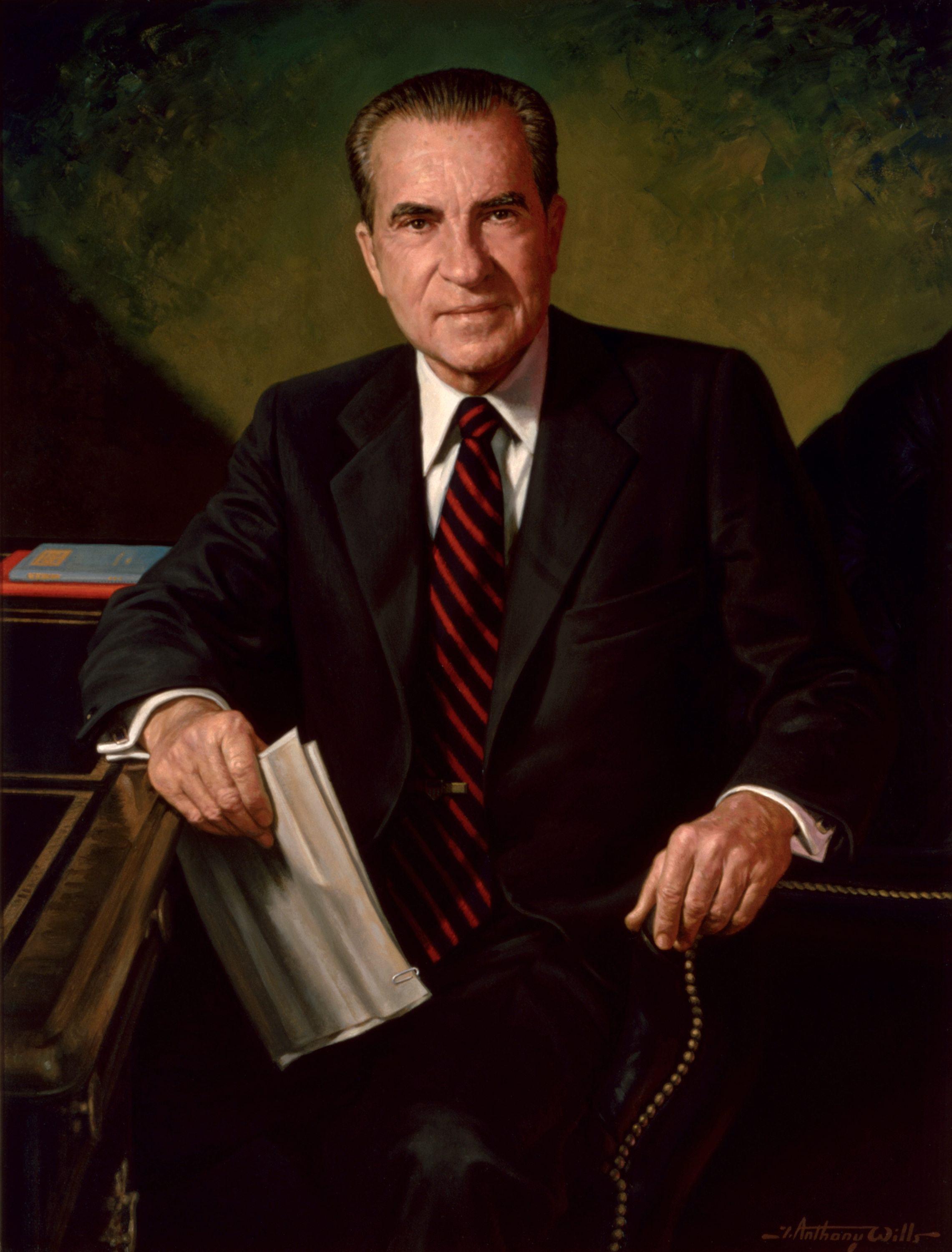
Retrat oficial de Nixon per James Anthony Wills, c. 1984

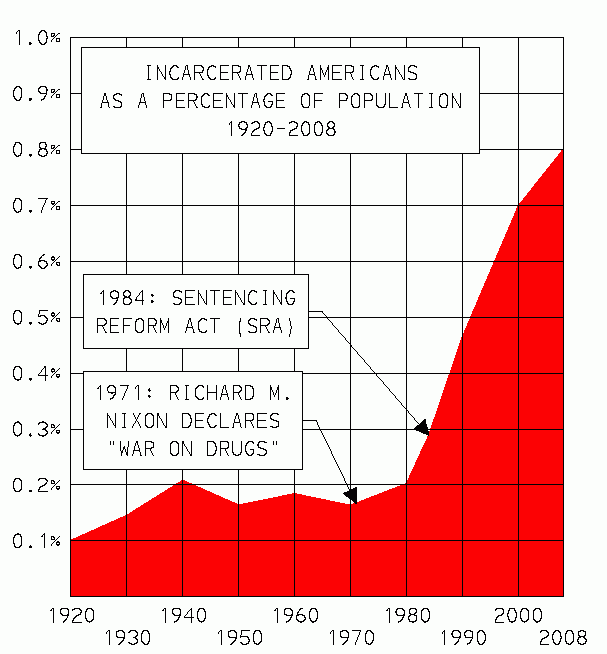
Gràfic d'augments de la taxa d'empresonament als Estats Units

Nixon va defensar un "Nou Federalisme", que transferiria el poder als funcionaris electes estatals i locals, tot i que el Congrés era hostil a aquestes idees i en va promulgar poques. Va eliminar el Departament de Correus dels Estats Units a nivell de gabinet, que el 1971 es va convertir en el Servei Postal dels Estats Units gestionat pel govern.
Nixon va ser un defensor tardà del moviment conservacionista. La política mediambiental no havia estat un tema important a les eleccions de 1968, i rarament se'ls va demanar als candidats la seva opinió sobre el tema. Nixon va obrir nous camins discutint la política ambiental en el seu discurs sobre l'estat de la Unió el 1970. Va veure que el primer Dia de la Terra l'abril de 1970 presagiava una onada d'interès dels votants sobre el tema, i va intentar utilitzar-ho en el seu benefici; al juny va anunciar la formació de l'Agència de Protecció del Medi Ambient (EPA). Va confiar en el seu assessor domèstic John Ehrlichman, que afavoria la protecció dels recursos naturals, per mantenir-lo "fora de problemes amb qüestions ambientals". Altres iniciatives recolzades per Nixon van incloure la Llei d'aire net de 1970 i l'Administració de seguretat i salut laboral (OSHA), i la Llei de política ambiental nacional requeria declaracions d'impacte ambiental per a molts projectes federals. Nixon va vetar la Llei d'aigua neta de 1972, oposant-se no als objectius polítics de la legislació sinó a la quantitat de diners que s'havia de gastar en ells, que va considerar excessiu. Després que el Congrés va anul·lar el seu veto, Nixon va confiscar els fons que considerava injustificables.
El 1971, Nixon va proposar una reforma de l'assegurança mèdica: un mandat de l'empresari de l'assegurança mèdica privada, federalització del Medicaid per a famílies pobres amb fills menors a càrrec, i suport a les organitzacions de manteniment de la salut (HMO). El 1973 es va promulgar un projecte de llei HMO limitat. El 1974, Nixon va proposar una reforma de l'assegurança mèdica més completa: un mandat de l'empresari d'assegurança mèdica privada  ] i la substitució de Medicaid per plans d'assegurança mèdica estatals disponibles per a tothom, amb primes basades en els ingressos i costos compartits.
Nixon estava preocupat per la prevalença del consum domèstic de drogues a més del consum de drogues entre els soldats nord-americans al Vietnam. Va demanar una guerra contra les drogues i es va comprometre a tallar les fonts de subministrament a l'estranger. També va augmentar els fons per a l'educació i les instal·lacions de rehabilitació.
Com a iniciativa política, Nixon va demanar més diners per a la investigació, el tractament i l'educació de la falciforme el febrer de 1971 i va signar la Llei nacional de control de l'anèmia falciforme el 16 de maig de 1972. Si bé Nixon va demanar un augment de la despesa en articles tan destacats com la anemia falciforme i una guerra contra el càncer, al mateix temps va intentar reduir la despesa global als Instituts Nacionals de Salut.

#### Drets civils
La presidència de Nixon va ser testimoni de la primera integració a gran escala de les escoles públiques al Sud. Nixon va buscar un camí mitjà entre el segregacionista Wallace i els liberals demòcrates, el suport dels quals a la integració estava alienant alguns blancs del sud. Amb l'esperança de fer-ho bé al Sud el 1972, va intentar eliminar la desegregació com a qüestió política abans d'aleshores. Poc després de la seva presa de possessió, va nomenar el vicepresident Agnew per dirigir un grup de treball, que va treballar amb líders locals, tant blancs com negres, per determinar com integrar les escoles locals. Agnew tenia poc interès en el treball, i la major part va ser feta pel secretari de Treball, George Shultz. L'ajuda federal estava disponible, i una reunió amb el president Nixon era una possible recompensa per als comitès complidors. El setembre del 1970, menys del deu per cent dels nens negres anaven a escoles segregades. El 1971, però, van sorgir tensions per la desegregació a les ciutats del nord, amb protestes enfurismades pel transport de nens a escoles fora del seu barri per aconseguir l'equilibri racial. Nixon es va oposar als autobusos personalment, però va fer complir les ordres judicials que requerien el seu ús.
Alguns estudiosos, com James Morton Turner i John Isenberg, creuen que Nixon, que havia defensat els drets civils en la seva campanya de 1960, va frenar la desegregació com a president, apel·lant al conservadorisme racial dels blancs del sud, que estaven enfadats pel moviment dels drets civils. Això, esperava, augmentaria les seves possibilitats electorals el 1972.
A més de desegregar les escoles públiques, Nixon va implementar el Pla de Filadèlfia el 1970, el primer programa d'acció afirmativa federal important. També va aprovar l'esmena per a la igualtat de drets després que va aprovar les dues cambres del Congrés el 1972 i va anar als estats per a la seva ratificació. També va impulsar els drets civils afroamericans i l'equitat econòmica mitjançant un concepte conegut com a capitalisme negre. Nixon havia fet campanya com a partidari de l'ERA el 1968, tot i que les feministes el van criticar per haver fet poc per ajudar l'ERA o la seva causa després de la seva elecció. No obstant això, va nomenar més dones per a càrrecs administratius que Lyndon Johnson.

### Política espacial

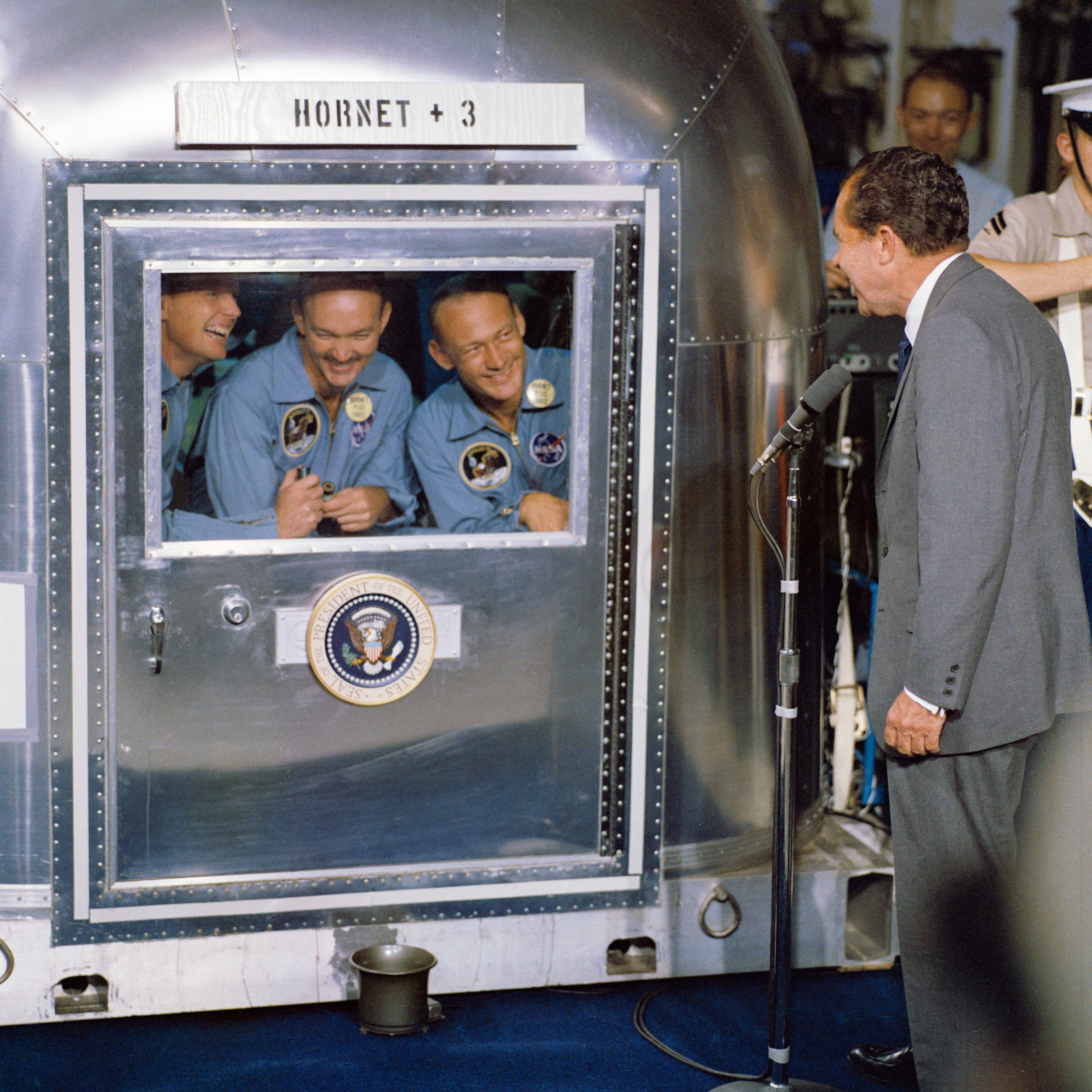
Nixon visitant els astronautes de l'Apol·lo 11 en quarantena a bord del portaavions USS Hornet

Després d'un esforç nacional de gairebé una dècada, els Estats Units van guanyar la cursa per aterrar astronautes a la Lluna el 20 de juliol de 1969, amb el vol de l'Apol·lo 11. Nixon va parlar amb Neil Armstrong i Buzz Aldrin durant el seu passeig llunar. Va qualificar la conversa de "la trucada telefònica més històrica mai feta des de la Casa Blanca".
Nixon no estava disposat a mantenir el finançament de l'Administració Nacional d'Aeronàutica i Espai (NASA) a l'alt nivell observat durant la dècada de 1960 quan la NASA es preparava per enviar homes a la Lluna. L'administrador de la NASA Thomas O. Paine va elaborar plans ambiciosos per a l'establiment d'una base permanent a la Lluna a finals de la dècada de 1970 i el llançament d'una expedició tripulada a Mart ja el 1981. Nixon va rebutjar ambdues propostes a causa de la despesa. Nixon també va cancel·lar el programa del Laboratori Orbital Tripulat de la Força Aèria el 1969, perquè els satèl·lits espia no tripulats eren una manera més rendible d'aconseguir el mateix objectiu de reconeixement. La NASA va cancel·lar les tres últimes missions lunars Apol·lo previstes per posar l'Skylab en òrbita de manera més eficient i alliberar diners per al disseny i la construcció del transbordador espacial.
El 24 de maig de 1972, Nixon va aprovar un programa de cooperació de cinc anys entre la NASA i el programa espacial soviètic, que va culminar amb la missió conjunta de 1975 d'una nau espacial Apollo nord-americana i Soiuz soviètica enllaçant a l'espai.

### Reelecció, escàndol Watergate i dimissió

#### Campanya presidencial de 1972

Resultats electorals de 1972

Nixon creia que el seu ascens al poder havia arribat al punt àlgid en un moment de realineació política. El "Sud sòlid" demòcrata havia estat durant molt de temps una font de frustració per a les ambicions republicanes. Goldwater havia guanyat diversos estats del sud oposant-se a la Llei de drets civils de 1964, però havia alienat els sudistes més moderats. Els esforços de Nixon per obtenir el suport del Sud el 1968 es van diluir per la candidatura de Wallace. Durant el seu primer mandat, va perseguir una estratègia del sud amb polítiques, com els seus plans de desegregació, que serien àmpliament acceptables entre els blancs del sud, animant-los a reorientar-se amb els republicans després del moviment dels drets civils. Va nomenar dos conservadors del sud, Clement Haynsworth i G. Harrold Carswell al Tribunal Suprem, però cap dels dos va ser confirmat pel Senat.
Nixon va introduir el seu nom a la votació primària de New Hampshire el 5 de gener de 1972, anunciant efectivament la seva candidatura a la reelecció. Pràcticament assegurada la nominació republicana, el president havia esperat inicialment que el seu oponent demòcrata fos el senador de Massachusetts Edward M. Kennedy (germà del difunt president), que va ser en gran part apartat de la disputa després de l'incident de Chappaquiddick de juliol de 1969. En canvi, el senador de Maine Edmund Muskie es va convertir en el favorit, amb el senador de Dakota del Sud George McGovern en un segon lloc proper.
El 10 de juny, McGovern va guanyar les primàries de Califòrnia i va aconseguir la nominació demòcrata. El mes següent, Nixon va ser renominat a la Convenció Nacional Republicana de 1972. Va descartar la plataforma demòcrata com a covard i divisòria. McGovern tenia la intenció de reduir dràsticament la despesa en defensa i va donar suport a l'amnistia per als evasors de reclutaments així com els drets a l'avortament. Amb alguns dels seus partidaris que es creia a favor de la legalització de les drogues, McGovern va ser percebut com a favor de "l'amnistia, l'avortament i l'àcid". McGovern també es va veure danyat pel seu suport vacil·lant al seu company de fórmula original, el senador de Missouri Thomas Eagleton, eliminat del bitllet després de les revelacions que havia rebut un tractament d'electroxoc per a la depressió. Nixon va anar per davant en la majoria de les enquestes durant tot el cicle electoral, i va ser reelegit el 7 de novembre de 1972, en una de les victòries electorals més grans de la història dels Estats Units. Va derrotar a McGovern amb més del 60 per cent dels vots populars, perdent només a Massachusetts i DC.

#### El Watergate

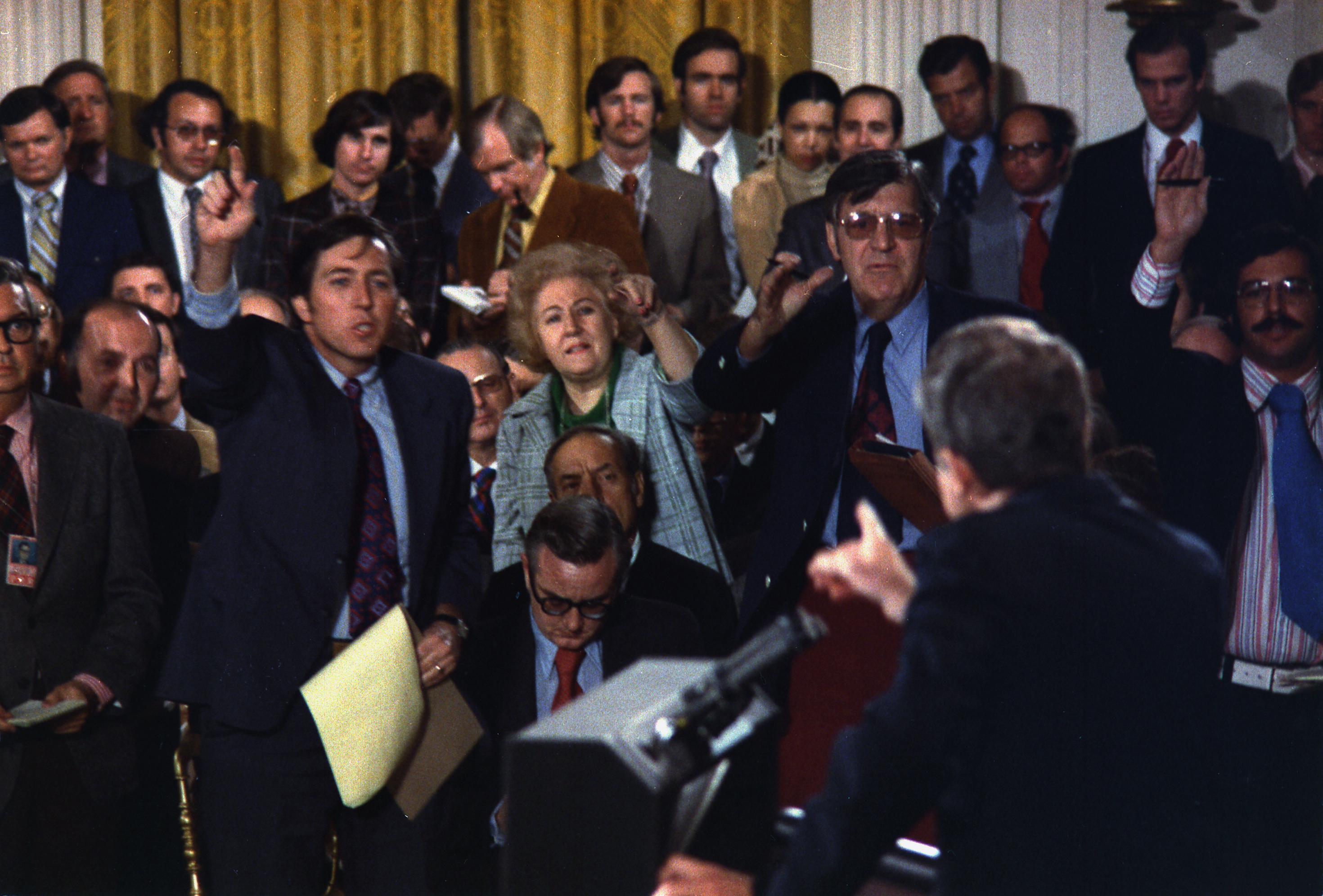
Nixon encara les preguntes a una conferència de premsa de 1973

El terme Watergate ha arribat a abastar una sèrie d'activitats clandestines i sovint il·legals realitzades per membres de l'administració de Nixon. Aquestes activitats incloïen "trucs bruts", com ara molestar les oficines dels opositors polítics i l'assetjament de grups activistes i personalitats polítiques. Les activitats van sortir a la llum després que cinc homes van ser atrapats entrant a la seu del Partit Demòcrata al complex Watergate a Washington, DC el 17 de juny de 1972. El Washington Post va recollir la història; els periodistes Carl Bernstein i Bob Woodward es van basar en un informant conegut com a "Gola Profunda ", que després es va revelar que era Mark Felt, director associat del FBI, per vincular els homes a l'administració Nixon. Nixon va minimitzar l'escàndol com a mera política, titllant els articles de notícies esbiaixats i enganyosos. Una sèrie de revelacions van deixar clar que el Comitè per a reelegir el president Nixon, i més tard la Casa Blanca, estaven implicats en intents de sabotejar els demòcrates. Funcionaris superiors com l'advocat de la Casa Blanca, John Dean, van ser processats; en total, 48 funcionaris van ser condemnats per delictes.

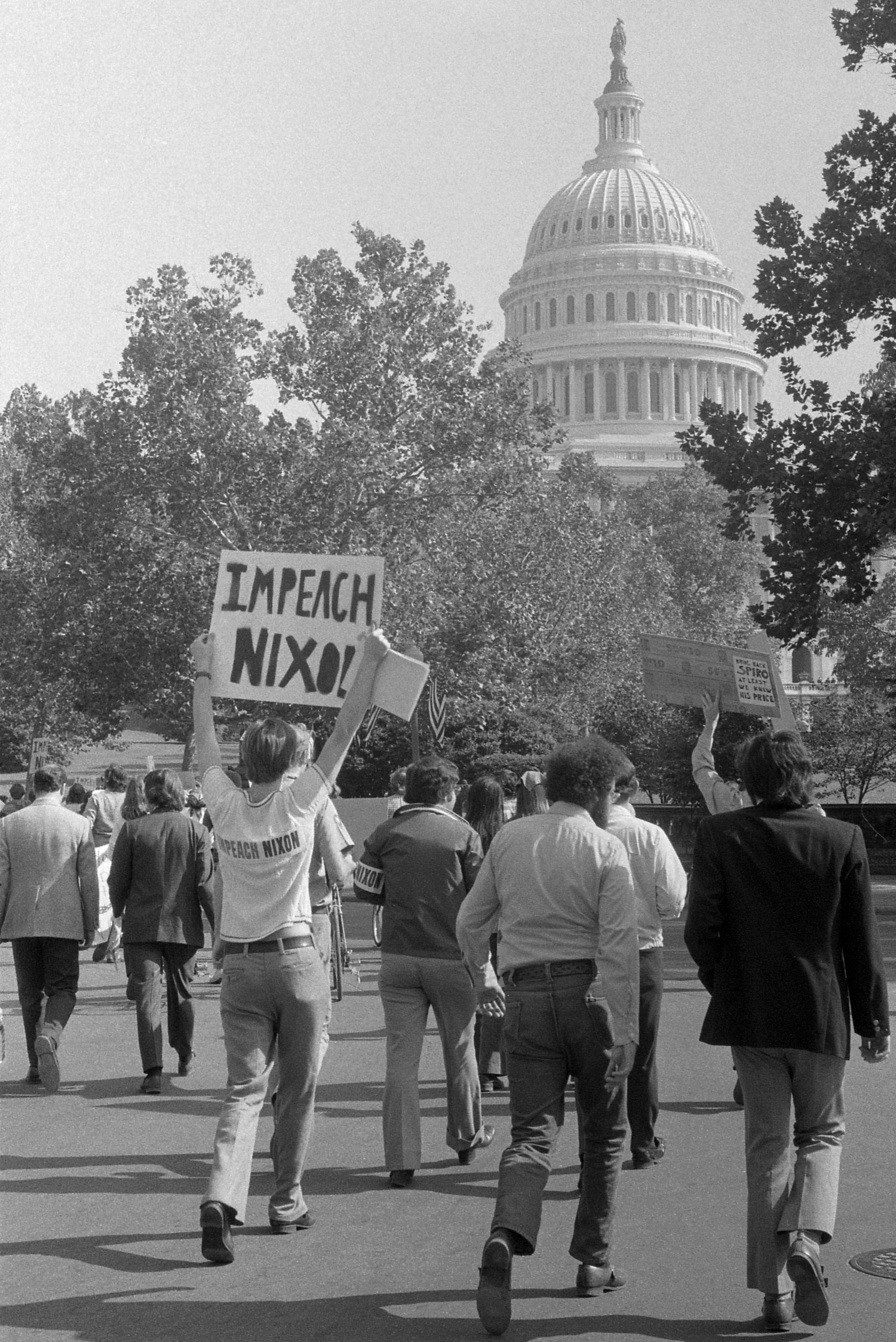
Manifestant exigeix la destitució, octubre de 1973

El juliol de 1973, l'assistent de la Casa Blanca, Alexander Butterfield, va declarar sota jurament al Congrés que Nixon tenia un sistema de gravació secret i va gravar les seves converses i trucades telefòniques a Despatx Oval. Aquestes cintes van ser citades pel conseller especial de Watergate Archibald Cox; Nixon va proporcionar transcripcions de les converses però no les cintes reals, citant el privilegi de l'executiu. Amb la Casa Blanca i Cox enfrontats, Nixon va fer acomiadar Cox a l'octubre a la "Massacre del dissabte a la nit"; va ser substituït per Leon Jaworski. Al novembre, els advocats de Nixon van revelar que una cinta de converses celebrades a la Casa Blanca el 20 de juny de 1972 tenia un interval de 18 minuts i mig. Rose Mary Woods, la secretària personal del president, va reivindicar la responsabilitat del buit, dient que havia esborrat accidentalment la secció mentre transcrivia la cinta, però que la seva història va ser àmpliament burlada. La bretxa, tot i que no era una prova concloent de la mala conducta del president, va posar en dubte la declaració de Nixon que no havia estat conscient de l'encobriment.
Tot i que Nixon va perdre molt de suport popular, fins i tot del seu propi partit, va rebutjar les acusacions de delicte i va prometre mantenir-se al càrrec. Va admetre que havia comès errors, però va insistir que no tenia coneixements previs del robatori, que no va infringir cap llei i que no es va assabentar de l'encobriment fins a principis de 1973. El 10 d'octubre de 1973, el vicepresident. Agnew va dimitir per motius no relacionats amb Watergate: va ser condemnat per càrrecs de suborn, evasió fiscal i blanqueig de diners durant el seu mandat com a governador de Maryland. Creient que la seva primera opció, John Connally, no seria confirmada pel Congrés, Nixon va triar Gerald Ford, líder de la minoria de la Cambra de Representants dels Estats Units, per substituir Agnew. Un investigador suggereix que Nixon es va desvincular efectivament de la seva pròpia administració després que Ford fos jurament com a vicepresident el 6 de desembre de 1973.
El 17 de novembre de 1973, durant una sessió de preguntes i respostes televisada amb 400 editors en cap de l'Associated Press, Nixon va dir: "La gent ha de saber si el seu president és un lladre o no. Bé, jo no sóc un lladre. M'he guanyat tot el que tinc".

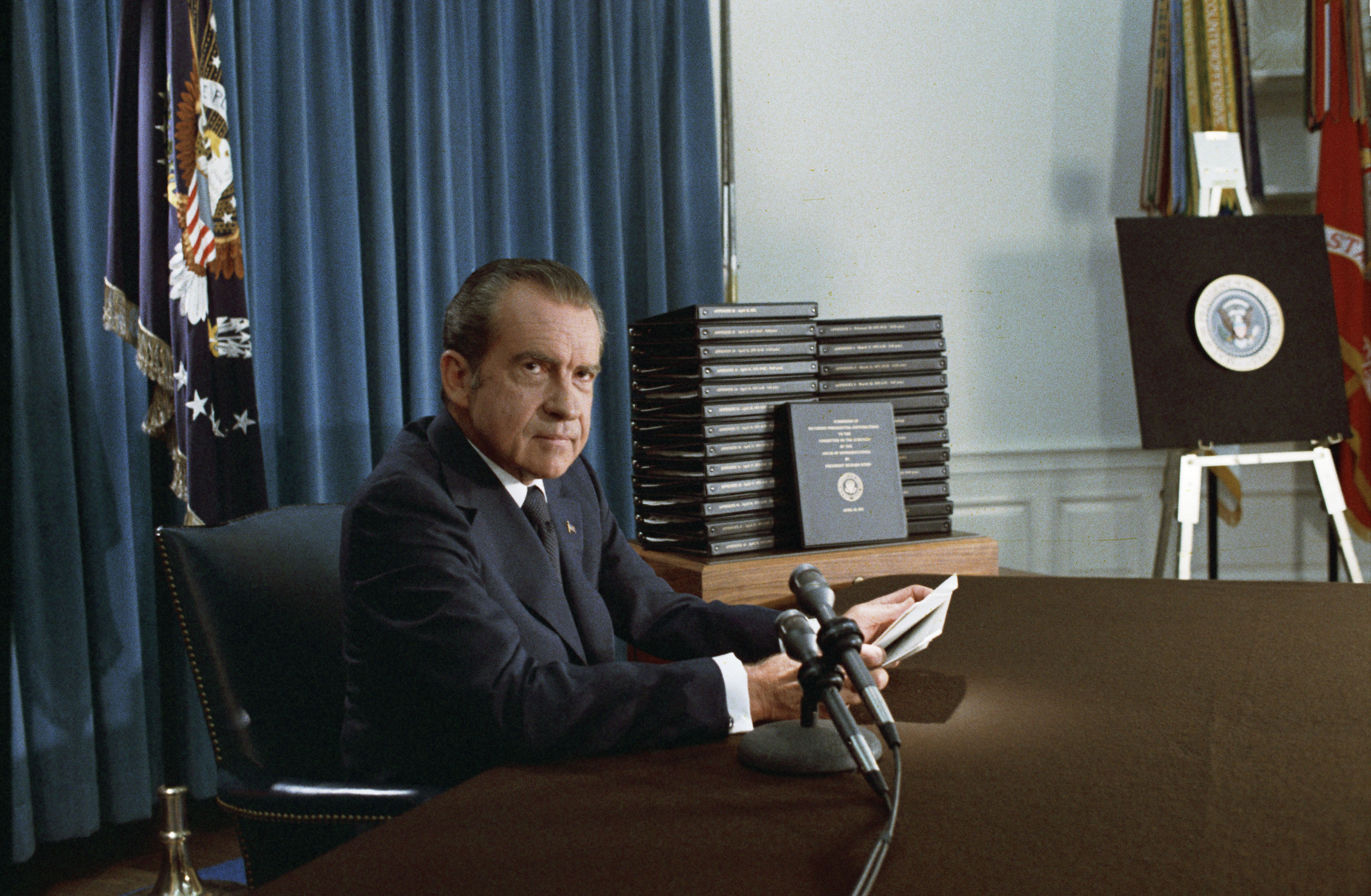
Nixon anuncia el llançament de transcripcions editades de les cintes del Watergate, el 29 d'abril de 1974

La batalla legal per les cintes va continuar fins a principis de 1974, i a l'abril Nixon va anunciar la publicació de 1.200 pàgines de transcripcions de converses de la Casa Blanca entre ell i els seus ajudants. El Comitè Judicial de la Cambra va obrir audiències d'destitució contra el president el 9 de maig de 1974, que van ser emeses a les principals cadenes de televisió. Aquestes audiències van culminar amb votacions a favor de la destitució. El 24 de juliol, el Tribunal Suprem va decidir per unanimitat que s'havien de publicar les cintes completes, no només les transcripcions seleccionades.
L'escàndol va créixer fins a implicar una sèrie d'al·legacions addicionals contra el president, que van des de l'ús indegut de les agències governamentals fins a acceptar regals en el càrrec i les seves finances i impostos personals; Nixon va declarar repetidament la seva voluntat de pagar els impostos pendents, i més tard va pagar 465.000 dòlars (equivalent a 2,6 milions de dòlars el 2021) en impostos endarrerits el 1974.
Fins i tot amb el suport disminuït per la contínua sèrie de revelacions, Nixon esperava lluitar contra els càrrecs. Però una de les noves cintes, gravada poc després de l'esclat, va demostrar que Nixon havia estat informat de la connexió de la Casa Blanca amb els robatoris del Watergate poc després que tinguessin lloc, i havia aprovat plans per frustrar la investigació. En una declaració que va acompanyar l'alliberament del que es va conèixer com la "cinta d'armes de fum" el 5 d'agost de 1974, Nixon va acceptar la culpa d'enganyar el país sobre quan se li havia informat de la participació de la Casa Blanca, afirmant que havia tingut una manca de memòria. El líder de la minoria del Senat Hugh Scott, el senador Barry Goldwater i el líder de la minoria de la Cambra John Jacob Rhodes es va reunir amb Nixon poc després. Rhodes va dir a Nixon que s'enfrontava a una destitució a la Cambra. Scott i Goldwater van dir al president que tenia, com a màxim, només 15 vots al seu favor al Senat, molt menys dels 34 necessaris per evitar la destitució del càrrec.

#### Dimissió

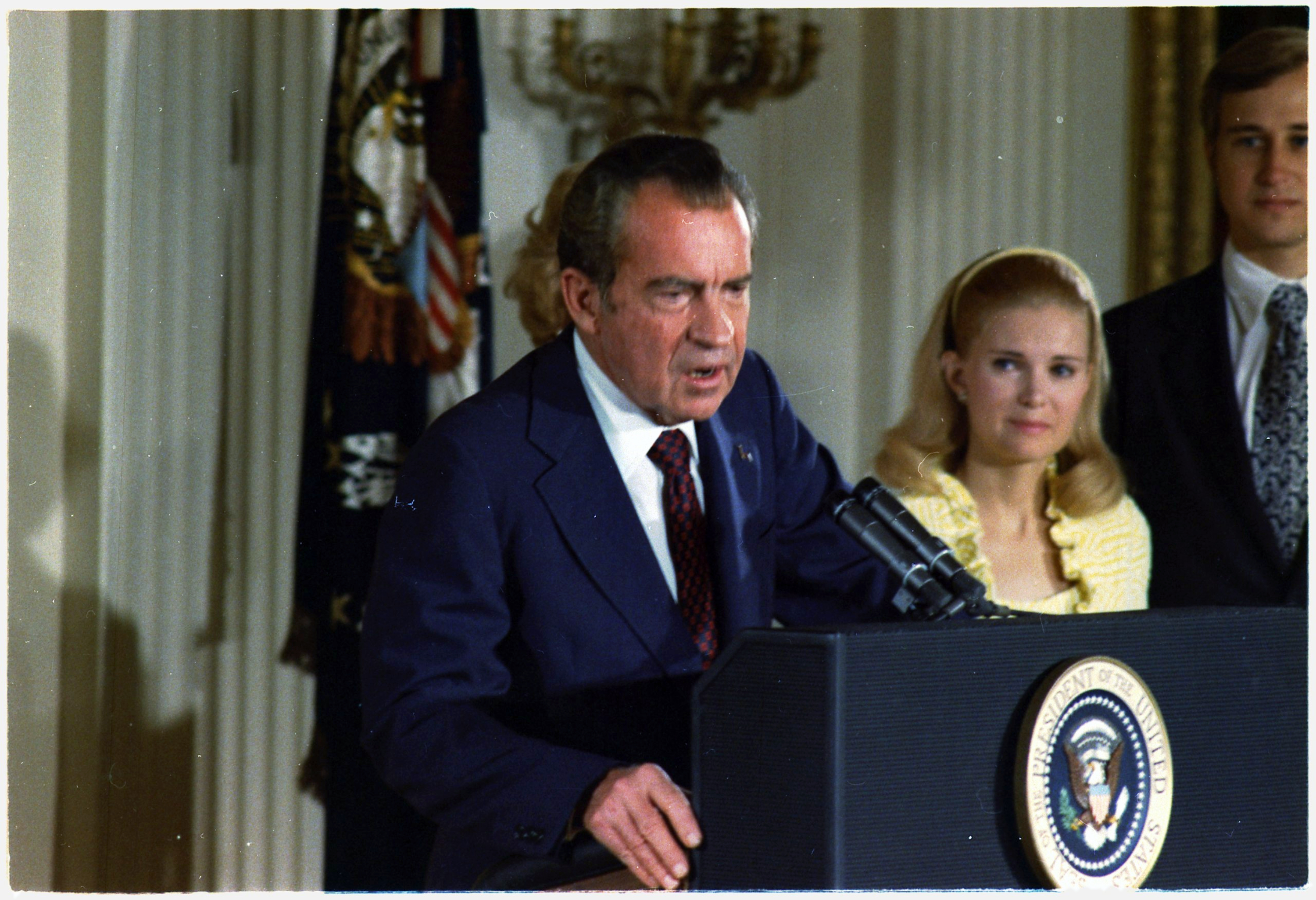
Discurs de comiat de Nixon al personal de la Casa Blanca, 9 d'agost de 1974

A la llum de la seva pèrdua de suport polític i de la quasi certesa que seria processat i destituït del càrrec, Nixon va renunciar a la presidència el 9 d'agost de 1974, després de dirigir-se a la nació per televisió la nit anterior. El discurs de dimissió va ser pronunciat des del Despatx Oval i es va transmetre en directe per ràdio i televisió. Nixon va dir que renunciava pel bé del país i va demanar a la nació que recolzés el nou president, Gerald Ford. Nixon va passar a revisar els èxits de la seva presidència, especialment en política exterior. Va defensar el seu palmarès com a president, citant el discurs de Theodore Roosevelt de 1910 Ciutadania en una República:
| « | De vegades he tingut èxit i de vegades he fracassat, però sempre m'he agafat cor del que Theodore Roosevelt va dir una vegada sobre l'home a l'arena, "el rostre del qual està embrutat per la pols, la suor i la sang, que s'esforça amb valentia, que s'equivoca i s'acosta una vegada i una altra perquè no hi ha esforç sense errors i mancances, però qui realment s'esforça per fer l'acció, qui coneix els grans entusiasmes, les grans devocions, qui es dedica a una causa digna, qui en el millor sàpiga al final. els triomfs d'alts èxits i qui en el pitjor, si fracassa, almenys fracassa mentre s'atreveix molt. | » |

El discurs de Nixon va rebre respostes inicials generalment favorables dels comentaristes de la xarxa, amb només Roger Mudd de la CBS afirmant que Nixon no havia admès cap mala conducta. Va ser anomenada "una obra mestra" per Conrad Black, un dels seus biògrafs. Black va opinar que "El que pretenia ser una humiliació sense precedents per a qualsevol president nord-americà, Nixon es va convertir en un virtual reconeixement parlamentari d'una insuficiència gairebé irreprotxable de suport legislatiu per continuar. Va marxar mentre dedicava la meitat del seu discurs a una recitació dels seus èxits al càrrec."

## Després de la presidència (1974–1994)

### Perdó i malaltia

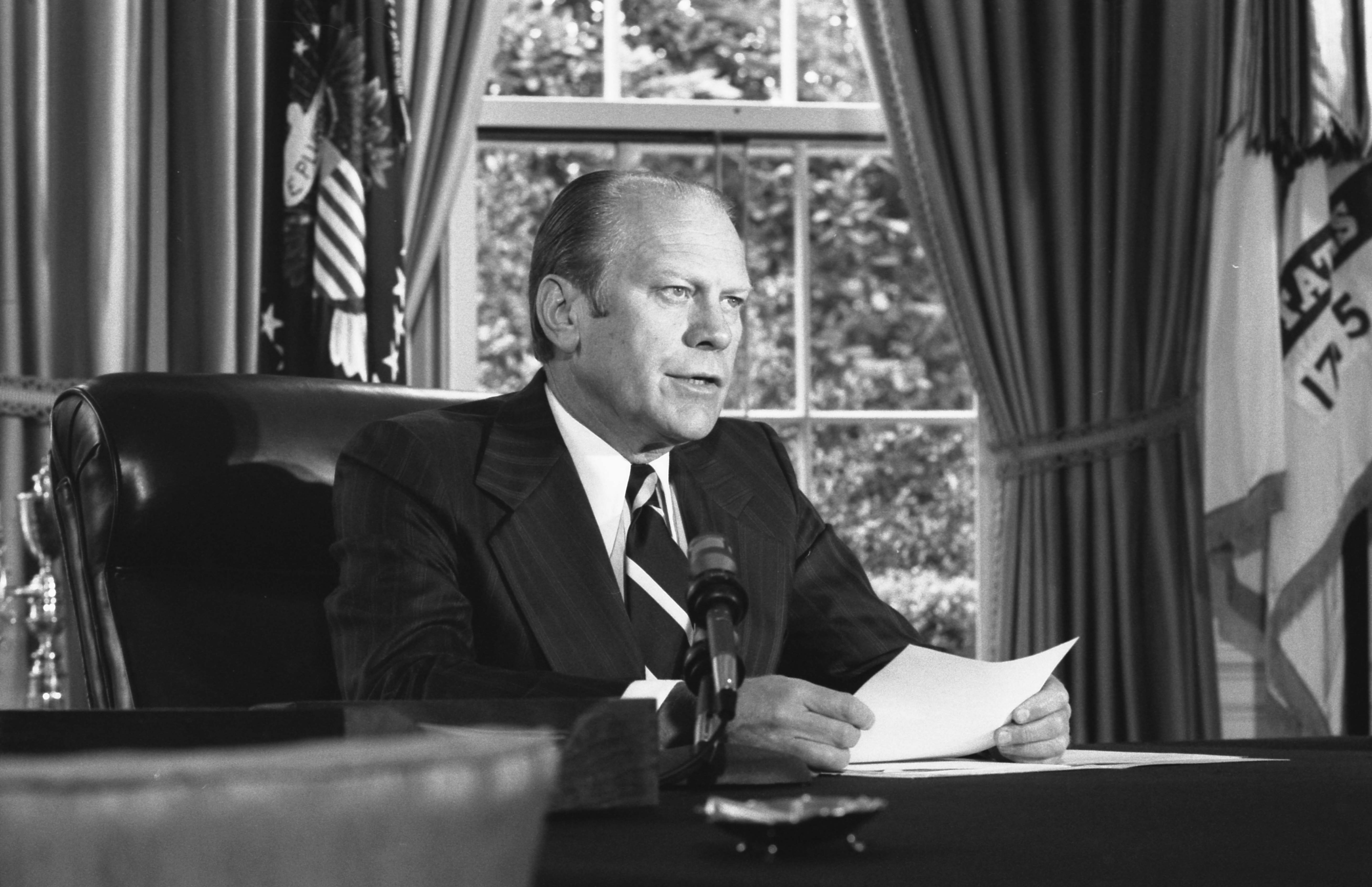
El president Ford anunciant la seva decisió d'indult a Nixon, el 8 de setembre de 1974, al Despatx Oval

Després de la seva renúncia, els Nixon van volar a casa seva, La Casa Pacifica, a San Clemente (Califòrnia). Segons el seu biògraf, Jonathan Aitken, "Nixon era una ànima en pena" després de la seva dimissió. El Congrés havia finançat els costos de transició de Nixon, incloses algunes despeses salarials, tot i que va reduir l'apropiació de $850.000 a $200.000. Amb part del seu personal encara amb ell, Nixon era al seu escriptori a les 7:00 del matí, amb poca cosa a fer. El seu antic secretari de premsa, Ron Ziegler, s'asseia amb ell sol durant hores cada dia.
La dimissió de Nixon no havia posat fi al desig de molts de veure'l castigat. La Casa Blanca de Ford va considerar un perdó de Nixon, tot i que seria impopular al país. Nixon, contactat pels emissaris de Ford, inicialment es va mostrar reticent a acceptar l'indult, però després va acceptar-ho. Ford va insistir en una declaració de contrició, però Nixon va considerar que no havia comès cap delicte i que no hauria d'haver d'emetre aquest document. Ford finalment va acceptar, i el 8 de setembre de 1974, va concedir a Nixon un "perdó complet, gratuït i absolut", que va posar fi a qualsevol possibilitat d'acusació. Aleshores, Nixon va publicar un comunicat:
| « | Em vaig equivocar en no actuar de manera més decidida i més directa en tractar amb el Watergate, sobretot quan va arribar a l'etapa de procediment judicial i va passar d'un escàndol polític a una tragèdia nacional. Cap paraula pot descriure la profunditat del meu pesar i dolor davant l'angoixa que els meus errors sobre el Watergate han causat a la nació i a la presidència, una nació que estimo tant profundament i una institució que tant respecto. | » |

L'octubre de 1974, Nixon va emmalaltir de flebitis. Els seus metges li van dir que podia ser operat o morir, un Nixon reticent va triar la cirurgia i el president Ford el va visitar a l'hospital. Nixon estava sota citació per al judici de tres dels seus antics ajudants —Dean, Haldeman i John Ehrlichman— i The Washington Post, sense creure la seva malaltia, va imprimir una caricatura que mostrava Nixon amb un guix al "peu equivocat". El jutge John Sirica va excusar la presència de Nixon malgrat les objeccions dels acusats. El Congrés va ordenar a Ford que conservés els papers presidencials de Nixon, començant una batalla legal de tres dècades sobre els documents que finalment van guanyar l'antic president i el seu patrimoni. Nixon estava a l'hospital quan es van celebrar les eleccions de mig mandat de 1974, i Watergate i l'indult van ser factors que van contribuir a la pèrdua republicana de 49 escons a la Cambra i quatre al Senat.

### Tornada a la vida pública

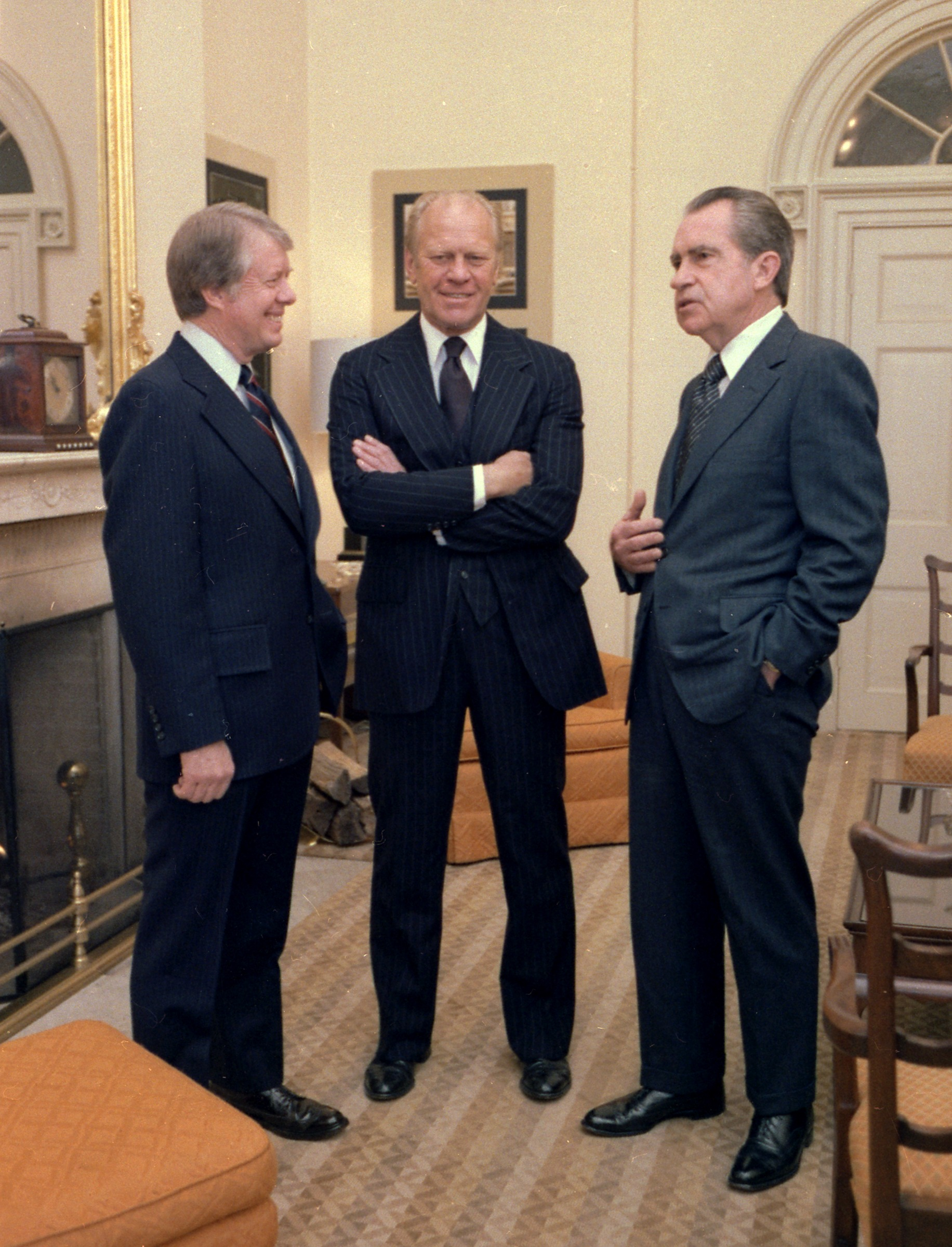
El President Jimmy Carter i els expresidents Gerald Ford i Nixon es reuneixen a la Casa Blanca abans del funeral de l'exvicepresident Hubert Humphrey, 1978

El desembre de 1974, Nixon va començar a planejar el seu retorn malgrat la considerable mala voluntat en contra seu al país. Va escriure al seu diari, referint-se a ell i a Pat,
| « | Que així sigui. Ho veurem a través. Hem viscut moments difícils abans i podem agafar els més durs que haurem de passar ara. Potser és per a això que estàvem fets: per poder assumir un càstig més enllà del que qualsevol persona d'aquesta oficina ha tingut abans, especialment després de deixar el càrrec. Aquesta és una prova de caràcter i no hem de fallar la prova.. | » |

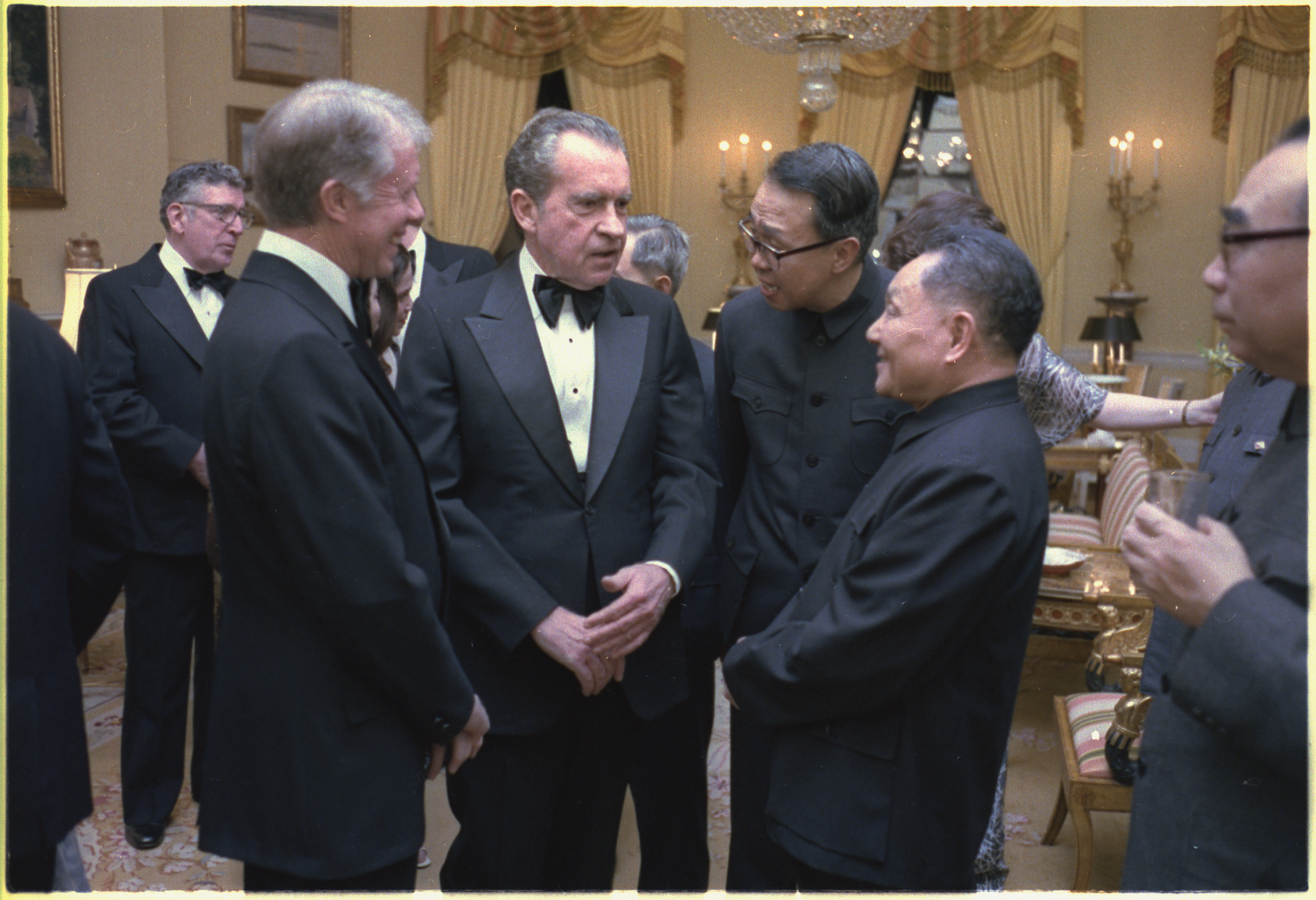
Nixon parlant amb el viceprimer ministre xinès Deng Xiaoping i el president dels Estats Units Jimmy Carter a la Casa Blanca, 1979

A principis de 1975, la salut de Nixon estava millorant. Va mantenir una oficina en una estació de la Guàrdia Costanera a 300 metres de casa seva, al principi agafant un carro de golf i després caminant per la ruta cada dia; va treballar principalment en les seves memòries. Havia esperat poder esperar abans d'escriure les seves memòries; el fet que els seus actius s'estaven consumint per les despeses i els honoraris d'advocats el va obligar a començar a treballar ràpidament. Al final de la seva indemnització de transició al febrer, es va veure incapacitat en aquest treball, la qual cosa el va obligar a separar-se de molts del seu personal, inclòs Ziegler. A l'agost d'aquell any, es va reunir amb l'amfitrió i productor britànic de converses David Frost, que li va pagar 600.000 dòlars (equivalent a 3 milions de dòlars el 2021) per una sèrie d'entrevistes assegudes, filmades i emeses l'any 1977. Van començar amb el tema de la política exterior, relatant els líders que havia conegut, però la secció més recordada de les entrevistes va ser la del Watergate. Nixon va admetre que havia "defraudat el país" i que "em vaig caure a mi mateix. Els vaig donar una espasa i la van clavar. I la van retorçar amb gust. I suposo que si hagués estat a la seva posició, Jo hauria fet el mateix". Les entrevistes van obtenir entre 45 i 50 milions d'espectadors, convertint-se en el programa d'aquest tipus més vist en la història de la televisió.
Les entrevistes van ajudar a millorar la posició financera de Nixon —en un moment donat a principis de 1975 només tenia 500 dòlars al banc—, així com la venda de la seva propietat de Key Biscayne a un fideïcomís creat per amics rics de Nixon, com Bebe Rebozo. Al febrer de 1976, Nixon va visitar la Xina per invitació personal de Mao. Nixon havia volgut tornar a la Xina però va optar per esperar fins després de la pròpia visita de Ford el 1975. Nixon es va mantenir neutral en la batalla primària de 1976 entre Ford i Reagan. Ford va guanyar, però va ser derrotat pel governador de Geòrgia Jimmy Carter a les eleccions generals. L'administració Carter va fer poc ús de Nixon i va bloquejar el seu viatge previst a Austràlia, fent que el govern del primer ministre Malcolm Fraser retingués la seva invitació oficial.
El 1976, Nixon va ser inhabilitat per l'Associació d'Advocats de l'Estat de Nova York per obstrucció a la justícia en l'assumpte Watergate. Va optar per no presentar cap defensa. A principis de 1978, va visitar el Regne Unit; allà, va ser rebutjat pels diplomàtics nord-americans, la majoria dels ministres del govern de James Callaghan i dos antics primers ministres, Harold Macmillan i Edward Heath. Va ser rebut, però, per la líder de l'oposició, Margaret Thatcher, així com pels antics primers ministres Lord Home i Sir Harold Wilson. Nixon es va dirigir a l'Oxford Union pel que fa al Watergate:
| « | [Algunes persones] van pensar que en aquest tema no ho havia tractat correctament, i tenien raó. Ho vaig fer malament i vaig pagar el preu. | » |

### Autor i estadista

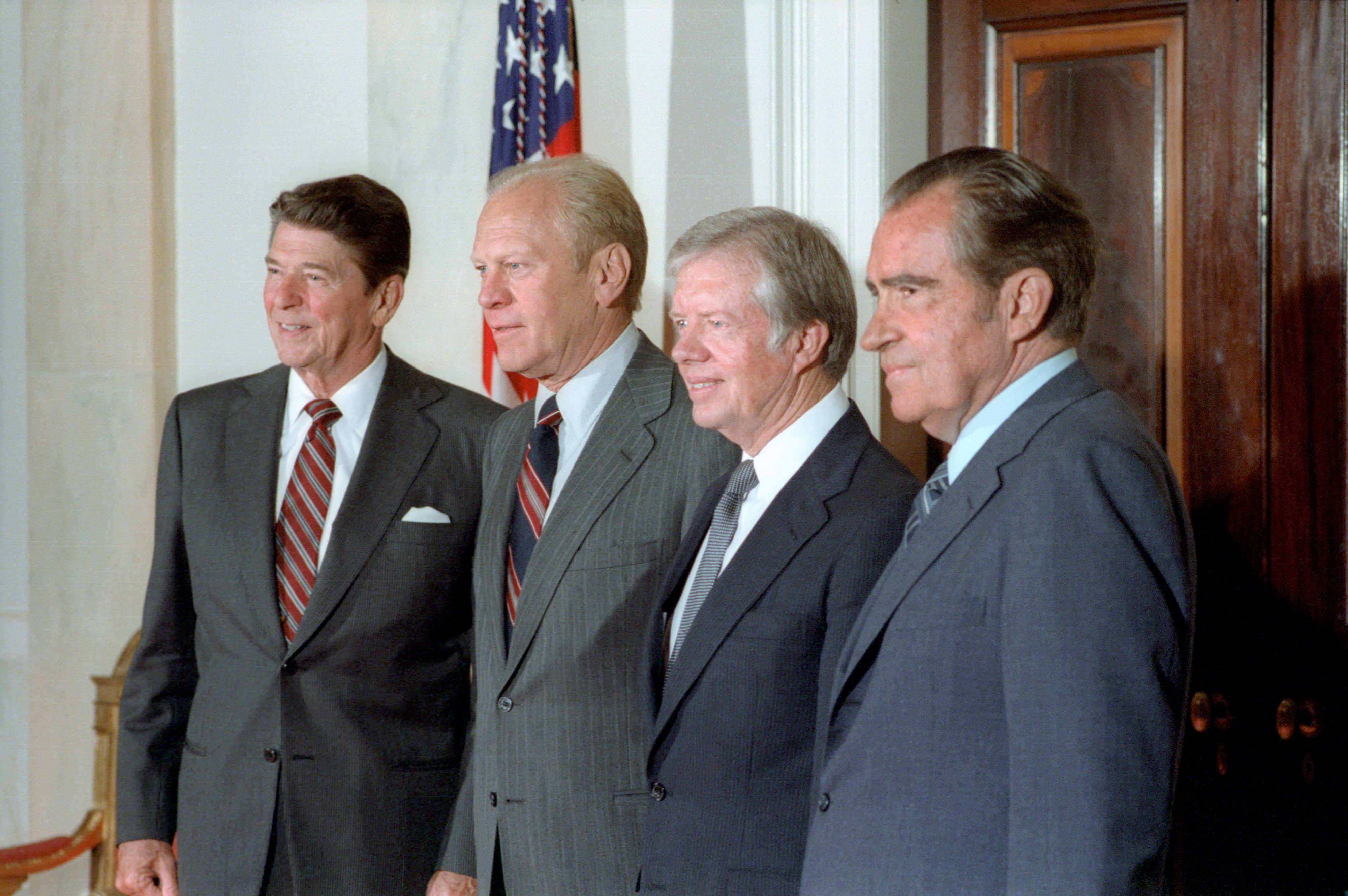
El president Ronald Reagan es reuneix amb els seus tres predecessors immediats, Gerald Ford, Jimmy Carter i Nixon, a la Casa Blanca, l'octubre de 1981; els tres expresidents representarien els Estats Units al funeral del president egipci Anwar Sadat

L'any 1978, Nixon va publicar les seves memòries, RN: The Memoirs of Richard Nixon, el primer dels deu llibres que va ser autor durant la seva jubilació. El llibre va ser un èxit de vendes i va atreure una resposta crítica generalment positiva. Nixon va visitar la Casa Blanca el 1979, convidat per Carter per al sopar d'estat per al viceprimer ministre xinès Deng Xiaoping. Carter no havia volgut convidar Nixon, però Deng havia dit que visitaria Nixon a Califòrnia si l'antic president no era convidat. Nixon va tenir una reunió privada amb Deng i va tornar a visitar Pequín a mitjans de 1979.
El 10 d'agost de 1979, els Nixon van comprar un condomini de 12 habitacions que ocupava el setè pis del 817 Fifth Avenue de la ciutat de Nova York després de ser rebutjat per dues cooperatives de Manhattan. Quan el deposat Xa de l'Iran va morir a Egipte el juliol de 1980, Nixon va desafiar el Departament d'Estat, que pretenia no enviar cap representant dels Estats Units, assistint al funeral. Tot i que Nixon no tenia credencials oficials, com a expresident va ser vist com la presència nord-americana al funeral del seu antic aliat. Nixon va donar suport a Ronald Reagan com a president el 1980, fent aparicions televisives retratant-se a si mateix com, en paraules del biògraf Stephen Ambrose, "l'estadista sènior per sobre de la baralla". Va escriure articles convidats per a moltes publicacions tant durant la campanya com després de la victòria de Reagan. Després de divuit mesos a la casa de ciutat de Nova York, Nixon i la seva dona es van traslladar el 1981 a Saddle River (Nova Jersey).
Durant la dècada de 1980, Nixon va mantenir un calendari ambiciós de conferències i escriptura, va viatjar i es va reunir amb molts líders estrangers, especialment els dels països del Tercer Món. Es va unir als antics presidents Ford i Carter com a representants dels Estats Units al funeral del president egipci Anwar Sadat. En un viatge a l'Orient Mitjà, Nixon va donar a conèixer les seves opinions sobre l'Aràbia Saudita i Líbia, la qual cosa va atreure una important atenció als mitjans nord-americans; el Washington Post va publicar històries sobre la "rehabilitació" de Nixon. Nixon va visitar la Unió Soviètica el 1986 i al seu retorn va enviar al president Reagan un llarg memoràndum que contenia suggeriments de política exterior i les seves impressions personals sobre el secretari general soviètic Mikhaïl Gorbatxov. Després d'aquest viatge, Nixon va ser classificat en una enquesta de Gallup com un dels deu homes més admirats del món.

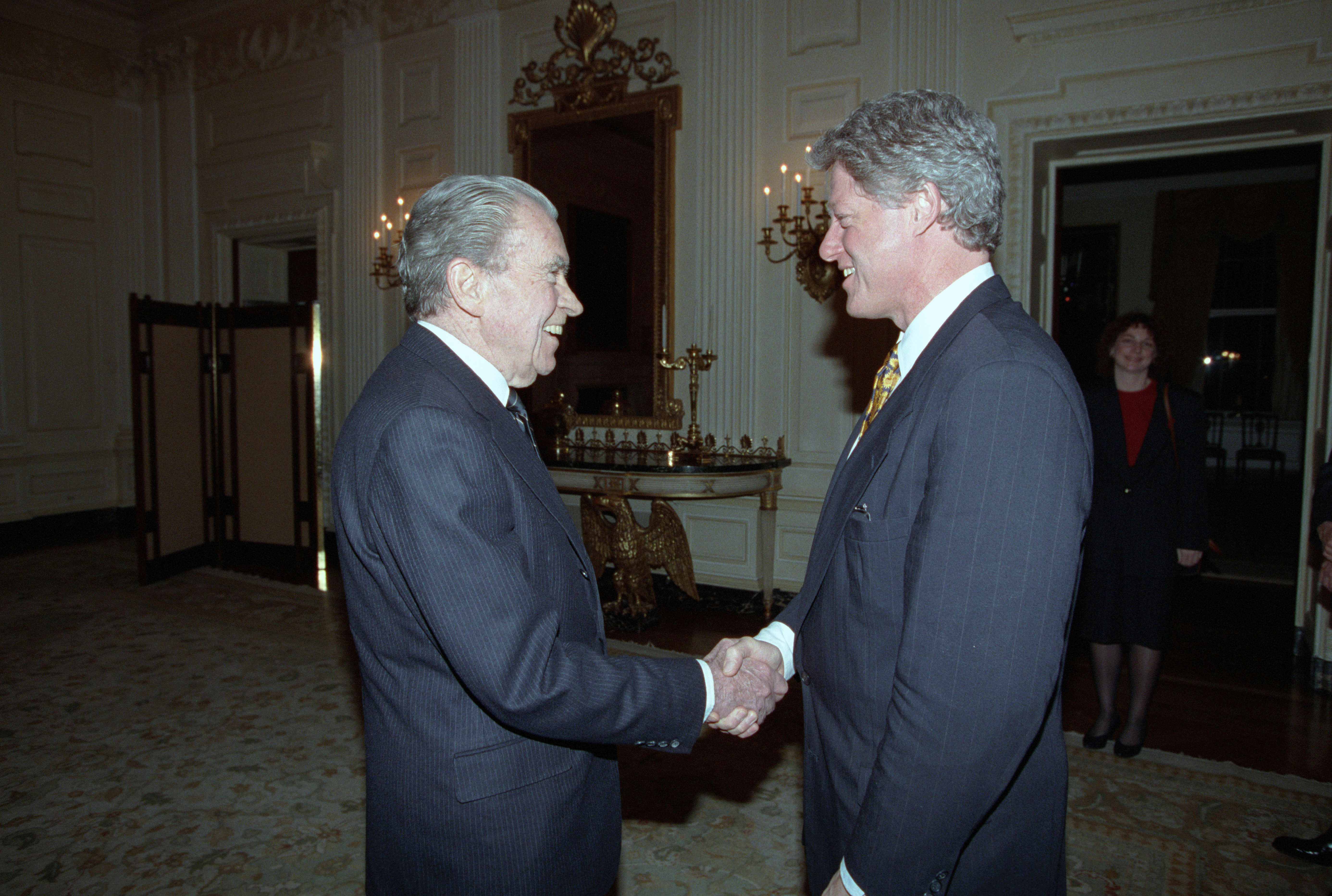
Nixon amb el president Bill Clinton a la residència de la Casa Blanca, març de 1993

El 1986, Nixon es va dirigir a una convenció d'editors de diaris, impressionant el seu públic amb la seva gira d'horitzó pel món. En aquell moment, l'experta política Elizabeth Drew va escriure: "Fins i tot quan s'equivocava, Nixon encara va demostrar que sabia molt i tenia una memòria àmplia, així com la capacitat de parlar amb autoritat aparent, suficient per impressionar la gent. que el tenia poca estima en èpoques anteriors". Newsweek va publicar una notícia sobre "El retorn de Nixon" amb el titular "Ha tornat".
El 19 de juliol de 1990, la Biblioteca i el lloc de naixement de Richard Nixon a Yorba Linda, Califòrnia, es van obrir com a institució privada amb la presència dels Nixons. Se'ls va unir una gran multitud de persones, com ara els presidents Ford, Reagan i George H. W. Bush, així com les seves dones, Betty, Nancy i Barbara. Al gener de 1994, l'antic president va fundar el Centre Nixon (avui Centre per a l'Interès Nacional), un grup de reflexió i centre de conferències sobre polítiques de Washington.
Pat Nixon va morir el 22 de juny de 1993 d'emfisema i càncer de pulmó. Els seus serveis funeraris es van celebrar als terrenys de la Biblioteca i el lloc de naixement de Richard Nixon. L'expresident Nixon es va consternar durant tot l'enterrament i li va fer un homenatge a l'edifici de la biblioteca.

## Mort i funeral

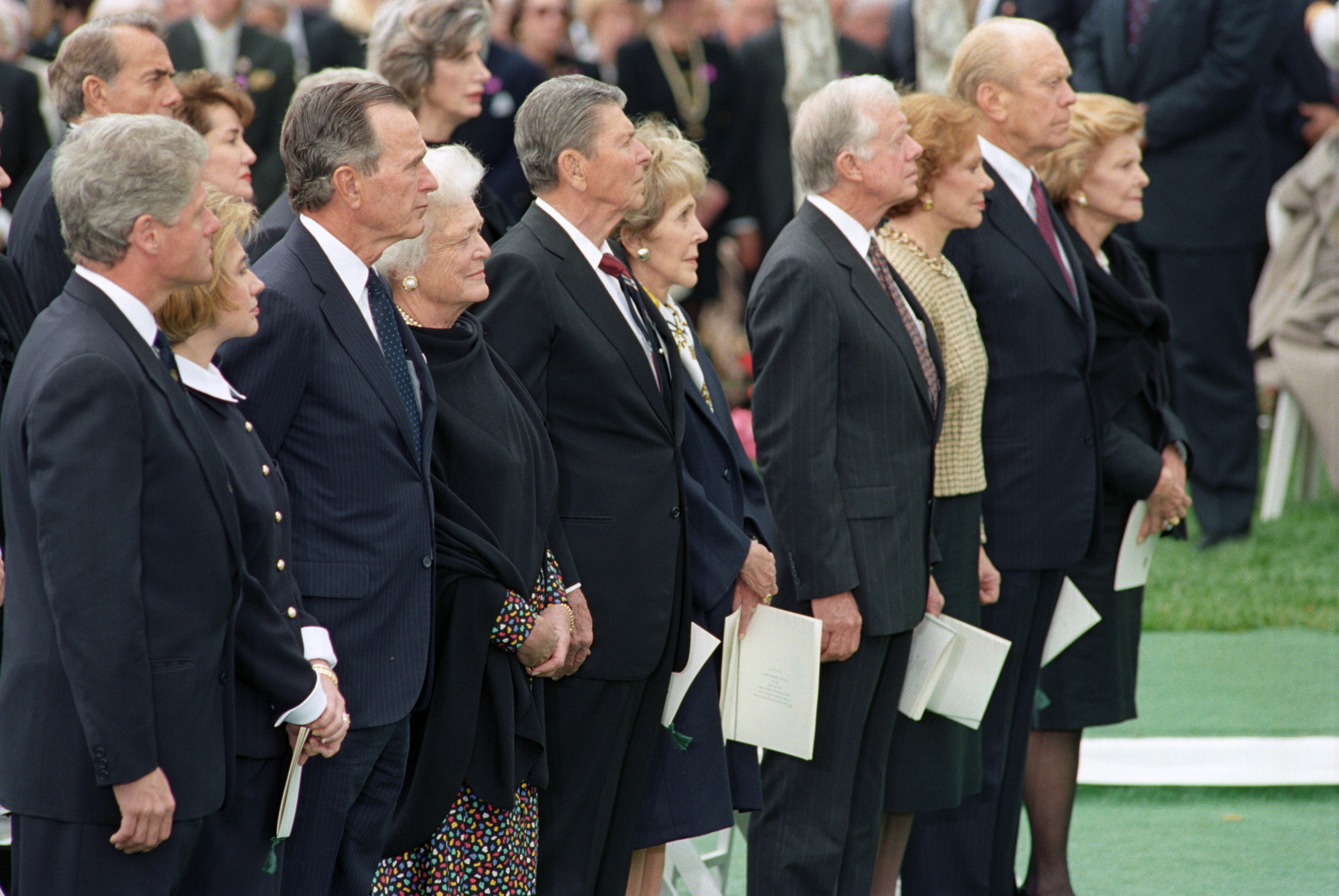
Cinc presidents dels Estats Units (l'aleshores president Bill Clinton, George H.W. Bush, Ronald Reagan, Jimmy Carter i Gerald Ford) i les seves dones van assistir al funeral de Nixon, el 27 d'abril de 1994.

Nixon va patir un sever ictus el 18 d'abril de 1994, mentre es preparava per sopar a casa seva a Park Ridge, Nova Jersey. Un coàgul de sang resultat de la fibril·lació auricular que havia patit durant molts anys s'havia format a la part superior del cor, es va trencar i va viatjar al seu cervell. Va ser traslladat a l'Hospital de Nova York–Cornell Medical Center a Manhattan, inicialment alerta però sense poder parlar ni moure el braç o la cama dreta. El dany al cervell va provocar inflor (edema cerebral), i Nixon va caure en un coma profund. Va morir a les 21:08 del 22 d'abril de 1994, amb les seves filles al costat del llit. Tenia 81 anys.
El funeral de Nixon va tenir lloc el 27 d'abril de 1994 a Yorba Linda, Califòrnia. Entre els que van pronunciar l'elogi a la cerimònia de la Biblioteca Nixon hi havia el president Bill Clinton, l'antic secretari d' Estat Henry Kissinger, el líder de la minoria del Senat Bob Dole, el governador de Califòrnia Pete Wilson i el reverend Billy Graham. També hi van assistir els expresidents Ford, Carter, Reagan, Bush i les seves dones.
Richard Nixon va ser enterrat al costat de la seva dona Pat als terrenys de la Biblioteca Nixon. Li van sobreviure les seves dues filles, Tricia i Julie, i quatre néts. D'acord amb els seus desitjos, el seu funeral no va ser un funeral d'estat complet, encara que el seu cos va estar en repòs al vestíbul de la Biblioteca Nixon des del 26 d'abril fins al matí del servei funerari. Els dolents van esperar a la cua fins a vuit hores amb un clima fred i humit per presentar els seus respectes. En el seu punt àlgid, la línia per passar pel taüt de Nixon tenia tres milles de llarg amb unes 42.000 persones esperant.
John F. Stacks, de la revista Time va dir de Nixon poc després de la seva mort:
| « | Una energia i una determinació extraordinàries el van impulsar a recuperar-se i reconstruir-se després de cada desastre creat per ell mateix al qual s'enfrontava. Per recuperar un lloc respectat a la vida pública nord-americana després de la seva dimissió, va continuar viatjant, pensant i parlant amb els líders mundials... i quan Bill Clinton va arribar a la Casa Blanca [el 1993], Nixon pràcticament havia consolidat el seu paper com a un gran estadista. Clinton, la dona de la qual va formar part del personal del comitè que va votar a favor de la destitució de Nixon, es va reunir obertament amb ell i li va demanar consell regularment. | » |

Tom Wicker, de The New York Times, va assenyalar que Nixon només havia estat igualat per Franklin Roosevelt en ser cinc vegades nominat en una entrada d'un partit important i, citant el discurs de comiat de Nixon de 1962, va escriure:
| « | El rostre de Richard Nixon, amb barba amb ombra, el nas del salt d'esquí i el pic de la vídua, els braços estirats en el signe V, s'havien dibuixat i caricaturitzat tantes vegades, la seva presència s'havia tornat tan familiar a la terra, havia estat estat tan sovint en plena controvèrsia, que era difícil adonar-se que la nació realment no tindria a Nixon per donar-li voltes més. | » |

Ambrose va dir sobre la reacció a la mort de Nixon: "Per a sorpresa de tothom, excepte el seu, és el nostre estimat gran estadista gran".

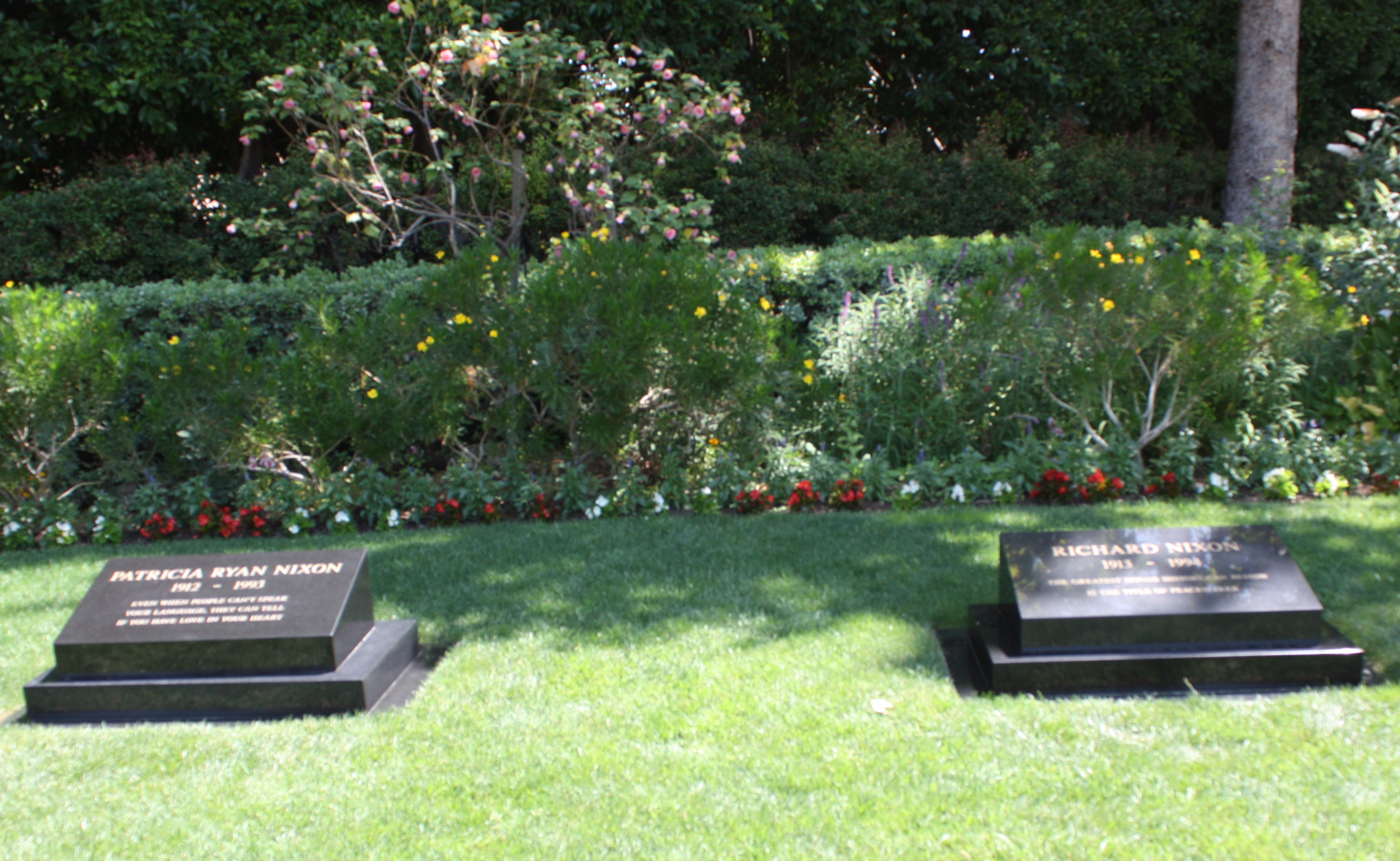
Les tombes del president Richard Nixon i la primera dama Pat Nixon

A la mort de Nixon, la cobertura informativa esmentava el Watergate i la renúncia, però bona part de la cobertura era favorable a l'expresident. El Dallas Morning News va declarar: "La història en última instància hauria de demostrar que, malgrat els seus defectes, era un dels nostres directors executius més previsors". Això va ofendre alguns; El columnista Russell Baker es va queixar d'"una conspiració grupal per concedir-li l'absolució". El dibuixant Jeff Koterba de l'Omaha World-Herald va representar la Història davant d'un llenç en blanc, el seu tema Nixon, mentre Amèrica mira amb impaciència. L'artista insta el seu públic a seure; l'obra trigarà un temps a completar-se, ja que "aquest retrat és una mica més complicat que la majoria".
Hunter S. Thompson va escriure una peça mordaç denunciant Nixon per a Rolling Stone, titulada "He Was a Crook" (que també va aparèixer un mes després a The Atlantic). En el seu article, Thompson va descriure Nixon com "un monstre polític sortit directament de Grendel i un enemic molt perillós."

## Llegat
L'historiador i politòleg James MacGregor Burns va preguntar a Nixon: "Com es pot avaluar un president tan idiosincràtic, tan brillant i tan mancat de moral?" Els biògrafs de Nixon no estan d'acord sobre com serà percebut per la posteritat. Segons Ambrose, "Nixon volia ser jutjat pel que va aconseguir. El que se'l recordarà és el malson que va fer passar el país en el seu segon mandat i per la seva dimissió." Irwin Gellman, que va fer una crònica de la carrera de Nixon al Congrés, suggereix: "Va ser notable entre els seus companys del Congrés, una història d'èxit en una època problemàtica, un que va dirigir un rumb anticomunista sensat contra els excessos de McCarthy." Aitken considera que "Nixon, tant com a home com com a estadista, ha estat excessivament difamat pels seus defectes i inadequadament reconegut per les seves virtuts. No obstant això, fins i tot en un esperit de revisionisme històric, no és possible un simple veredicte."
Alguns historiadors diuen que l'estratègia del sud de Nixon va convertir el sud dels Estats Units en un bastió republicà, mentre que altres consideren que els factors econòmics són més importants en el canvi. Al llarg de la seva carrera, Nixon va allunyar el seu partit del control dels aïllacionistes, i com a congressista va ser un defensor persuasiu de contenir el comunisme soviètic. Segons el seu biògraf Herbert Parmet, "el paper de Nixon era guiar el partit republicà per un camí mitjà, en algun lloc entre els impulsos competitius dels Rockefeller, els Goldwater i els Reagan."
La postura de Nixon sobre els afers interns s'ha acreditat amb l'aprovació i l'aplicació de la legislació ambiental i normativa. En un article de 2011 sobre Nixon i el medi ambient, l'historiador Paul Charles Milazzo assenyala la creació per part de Nixon de l'Agència de Protecció Ambiental (EPA) dels Estats Units i la seva aplicació de legislació com la Llei d'espècies en perill d'extinció de 1973, afirmant que "encara que no es busca i no es reconeix, el llegat ambiental de Richard Nixon és segur". El mateix Nixon no considerava els avenços ambientals que va fer al càrrec una part important del seu llegat; alguns historiadors sostenen que les seves eleccions van ser motivades més per la conveniència política que per qualsevol creença ecologista.

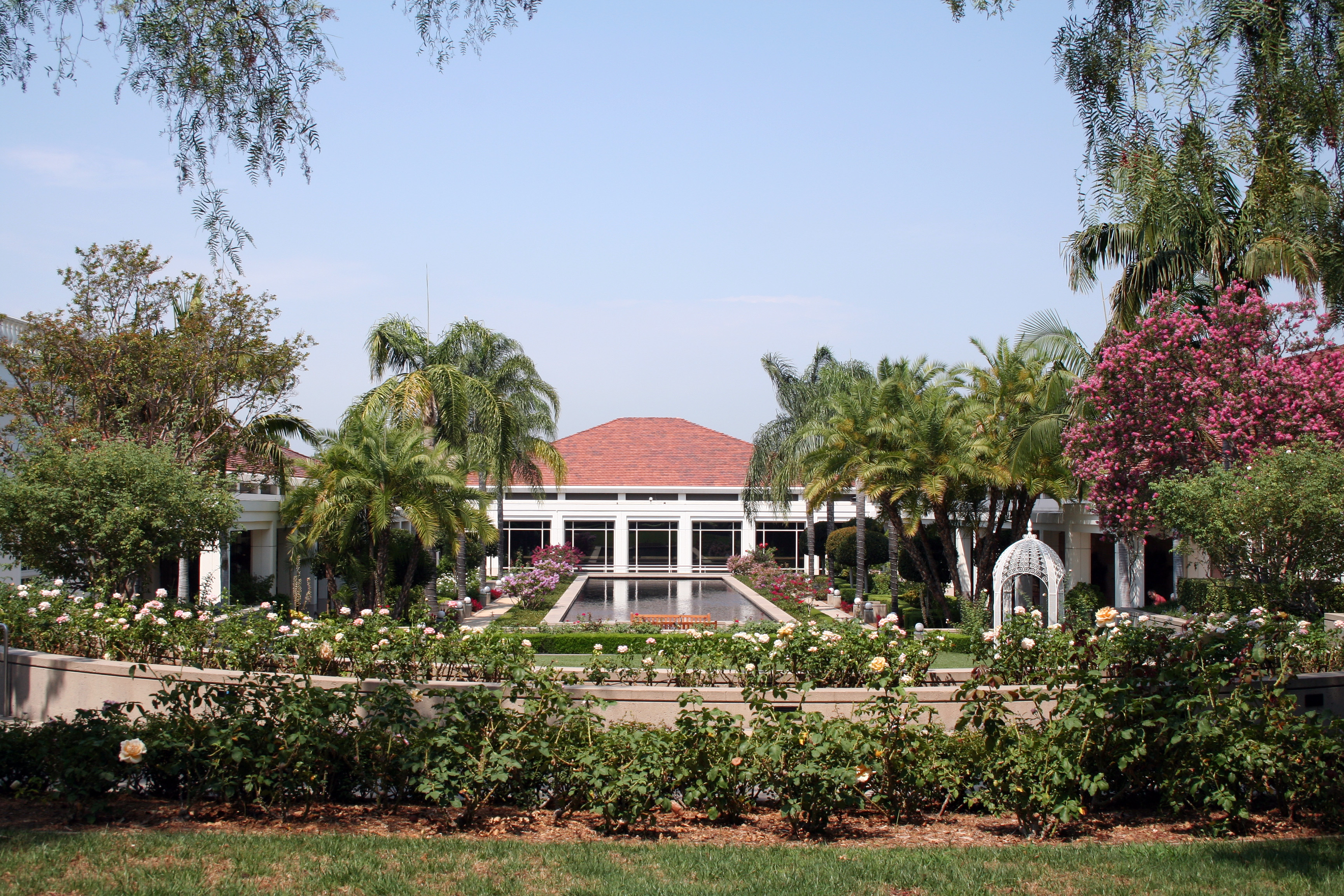
La Biblioteca i Museu Presidencial Richard Nixon situat a Yorba Linda, Califòrnia

Nixon va veure les seves polítiques sobre Vietnam, la Xina i la Unió Soviètica com a central per al seu lloc a la història. L'anterior oponent de Nixon, George McGovern, va comentar el 1983: "El president Nixon probablement va tenir un enfocament més pràctic de les dues superpotències, la Xina i la Unió Soviètica, que qualsevol altre president des de la Segona Guerra Mundial... Amb l'excepció de la seva inexcusable continuació. de la guerra del Vietnam, Nixon realment obtindrà notes altes a la història." El politòleg Jussi Hanhimäki no està d' acord, dient que la diplomàcia de Nixon era només una continuació de la política de contenció de la Guerra Freda per mitjans diplomàtics, més que no militars. Kissinger va assenyalar similituds entre l'obertura de la Xina per part de Nixon el 1972 i la diplomàcia de l'Orient Mitjà del president Donald Trump. L'historiador Christopher Andrew conclou que "Nixon va ser un gran estadista a l'escenari mundial, així com un practicant cutre de la política electoral a l'àmbit domèstic. Mentre la farsa criminal de Watergate estava en gestació, el mestratge inspirador de Nixon va establir unes noves relacions tant amb la Xina comunista com amb la Unió Soviètica."
L'historiador Keith W. Olson ha escrit que Nixon va deixar un llegat de desconfiança fonamental cap al govern, arrelada al Vietnam i al Watergate. En les enquestes d'historiadors i científics polítics, Nixon es classifica generalment com un president per sota de la mitjana. Durant el procés de destitució de Bill Clinton el 1998, ambdues parts van intentar utilitzar Nixon i el Watergate al seu avantatge: els republicans van suggerir que la mala conducta de Clinton era comparable a la de Nixon, mentre que els demòcrates van sostenir que les accions de Nixon havien estat molt més serioses que les de Clinton. Un altre llegat, durant un temps, va ser una disminució del poder de la presidència quan el Congrés va aprovar una legislació restrictiva arran del Watergate. Olson suggereix que la legislació després dels atacs de l'11 de setembre va restaurar el poder del president.

## Personalitat i imatge pública
La carrera de Nixon va ser sovint perseguida per la seva persona i la percepció que el públic en tenia. Els dibuixants i còmics editorials sovint exageraven la seva aparença i manierismes, fins al punt que la línia entre l'humà i la caricatura es va difuminar cada cop més. Sovint era retratat amb la papada sense afaitar, les espatlles caigudes i el front arrugat i suat.

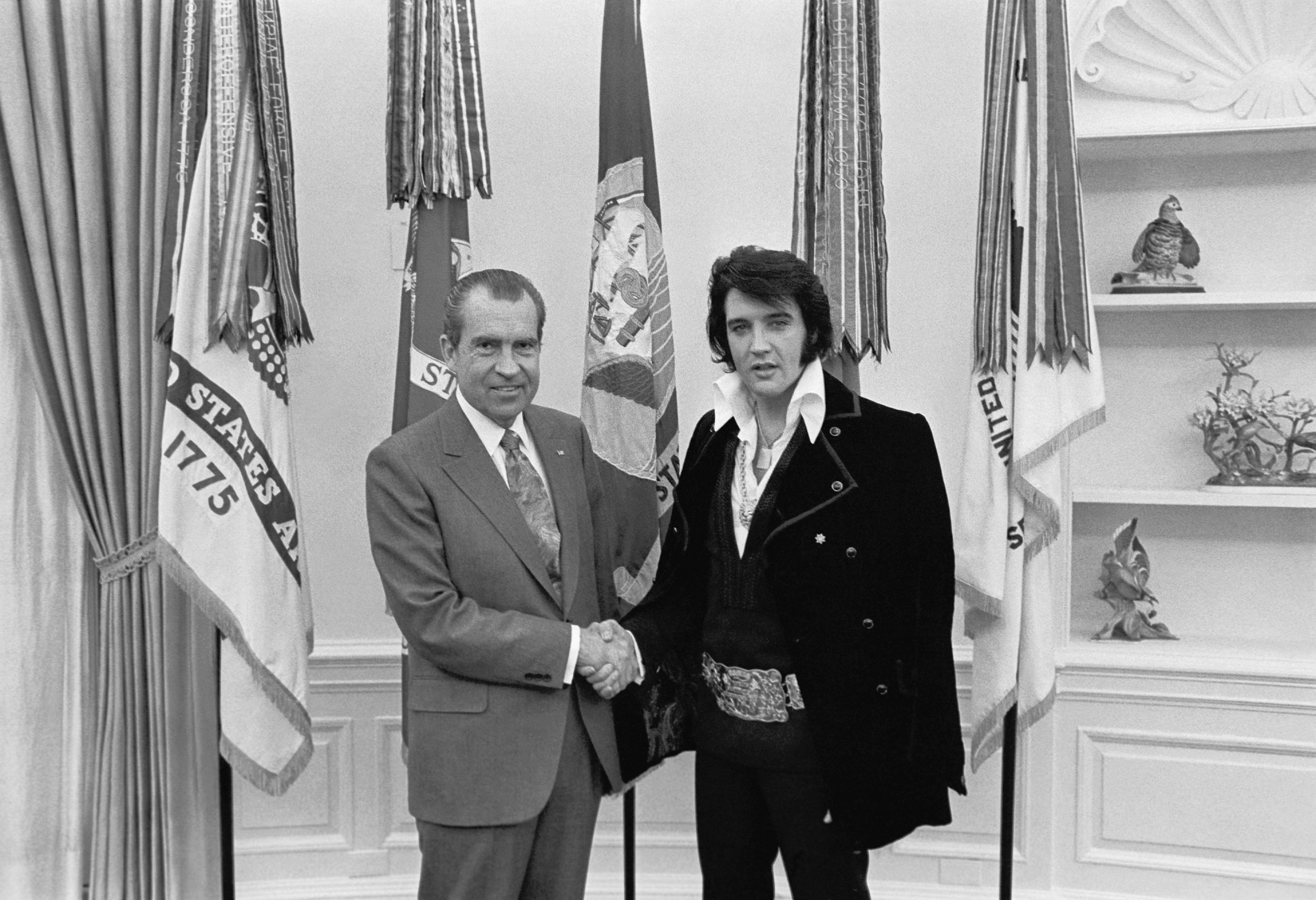
Amb Elvis Presley el desembre de 1970: "The President & The King"

Nixon tenia una personalitat complexa, molt secreta i incòmode, però sorprenentment reflexiva sobre si mateix. S'inclinava a distanciar-se de la gent i era formal en tots els aspectes, amb americana i corbata fins i tot quan estava sol a casa. El biògraf de Nixon Conrad Black el va descriure com "impulsat", encara que també "incòmode amb ell mateix d'alguna manera". Segons Black, Nixon
| « | va pensar que estava condemnat a ser traduït, enganyat, assetjat injustament, incomprès, poc valorat i sotmès a les proves de Job, però que amb l'aplicació de la seva poderosa voluntat, tenacitat i diligència, finalment s'imposaria. | » |

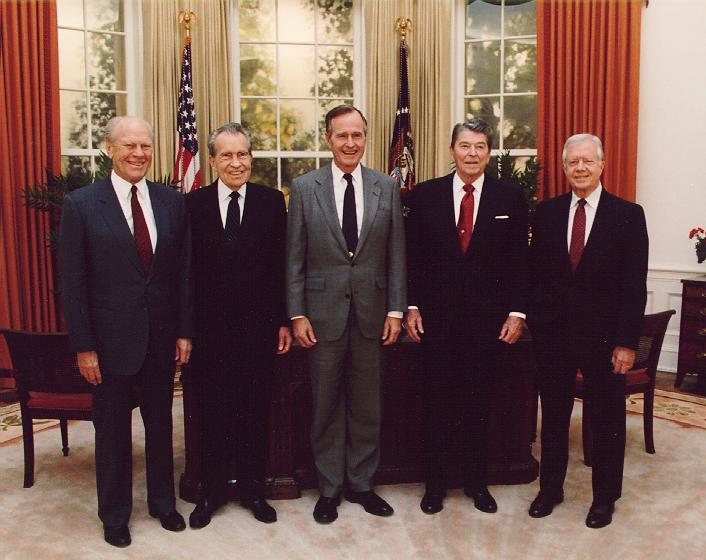
Els presidents Gerald Ford, Nixon, George H. W. Bush, Ronald Reagan i Jimmy Carter el 1991

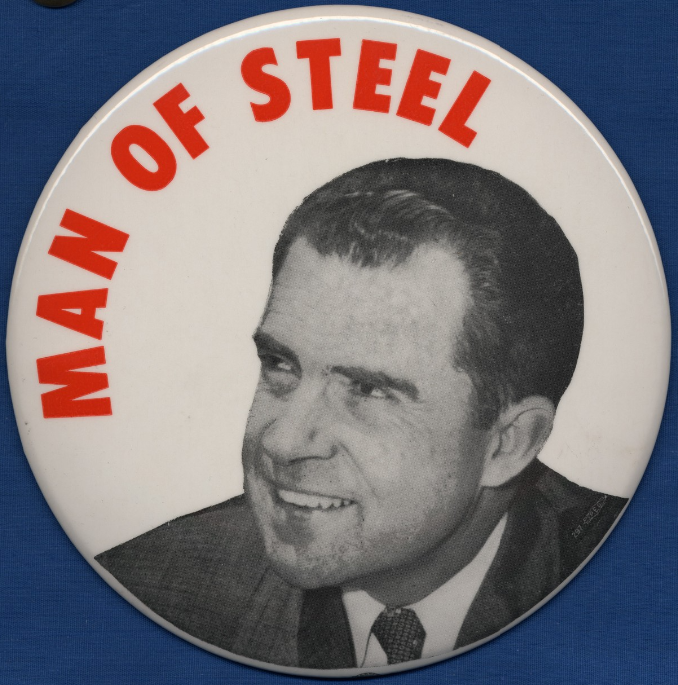
Botó de campanya

De vegades, Nixon va beure alcohol en excés, especialment durant l'any 1970. També li van receptar pastilles per dormir. Segons Ray Price, Nixon de vegades els va acollir junts. Nixon també va prendre dilantin, recomanat per Jack Dreyfus. Aquest medicament es prescriu normalment per tractar i prevenir les convulsions, però en el cas de Nixon era per a la depressió. Les seves indulgències periòdiques, especialment durant èpoques estressants com durant l'Apol·lo 13, van preocupar Price i altres, inclòs l'aleshores conseller Ehrlichman i el valet de llarga data Manolo Sanchez. L'autor i antic polític britànic David Owen va considerar que Nixon era un alcohòlic.
La biògrafa Elizabeth Drew va resumir Nixon com un "home intel·ligent i talentós, però el més peculiar i embruixat dels presidents". En el seu relat de la presidència de Nixon, l'autor Richard Reeves va descriure Nixon com "un home estrany d'una timidesa incòmoda, que funcionava millor sol amb els seus pensaments". La presidència de Nixon va ser condemnada per la seva personalitat, argumenta Reeves:
| « | Va assumir el pitjor de les persones i va treure el pitjor d'elles... S'aferrava a la idea de ser "dur". Va pensar que això era el que l'havia portat al límit de la grandesa. Però això va ser el que el va trair. No podia obrir-se als altres homes i no podia obrir-se a la grandesa. | » |

L'octubre de 1999, es va publicar un volum de cintes d'àudio de la Casa Blanca de 1971 que contenia diverses declaracions de Nixon considerades despectives cap als jueus. En una conversa amb H. R. Haldeman, Nixon va dir que Washington estava "ple de jueus" i que "la majoria dels jueus són deslleials", fent excepcions per a alguns dels seus principals ajudants. Després va afegir: "Però, Bob, en general, no pots confiar en els bastards. Es tornen contra tu. Estic equivocat o encertat?" En altres llocs dels enregistraments de 1971, Nixon nega ser antisemita, dient: "Si algú que ha estat en aquesta cadira mai ha tingut motius per ser antisemita, ho vaig fer... I no ho sóc, saps què vull dir?"
Nixon creia que posar distància entre ell i les altres persones era necessari per a ell a mesura que avançava en la seva carrera política i esdevenia president. Fins i tot Bebe Rebozo, segons alguns relats el seu millor amic, no l'anomenava pel seu nom. Nixon va dir d'això,
| « | Fins i tot amb amics propers, no crec en deixar-te caure els cabells, confiar-te això i allò i una altra cosa: dir: "Vai, no he pogut dormir..." Crec que hauries de guardar els teus problemes per a tu. Així sóc jo. Algunes persones són diferents. Algunes persones pensen que és una bona teràpia seure amb un amic íntim i, ja ho sabeu, només vessar les entranyes... [i] revelar la seva psique interior, tant si van ser alletades com amb biberó. No jo. De cap manera. | » |

Quan a Nixon se li va dir que la majoria dels nord-americans sentien que no el coneixien fins i tot al final de la seva carrera, va respondre: "Sí, és cert. I no és necessari que ho sàpiguen".

## Llibres
- Nixon, Richard M. (1960) Six Crises, Doubleday, ISBN 978-0-385-00125-0
- Quotations from the would-be chairman: Richard Milhous Nixon, edited by M. B. Schnapper (Washington: Public Affairs Press, 1968)
- Nixon, Richard M. (1978) RN: The Memoirs of Richard Nixon, Simon & Schuster, ISBN 978-0-671-70741-5
- Nixon, Richard M. (1980) The Real War, Sidgwick & Jackson Ltd. ISBN 978-0-283-98650-5
- Nixon, Richard M. (1982) Leaders, Random House ISBN 978-0-446-51249-7.
- Nixon, Richard M. (1984) Real Peace, Sidgwick & Jackson Ltd ISBN 978-0-283-99076-2

- Nixon, Richard M. (1987) No More Vietnams, Arbor House Publishing ISBN 978-0-87795-668-6
- Nixon, Richard M. (1988) 1999: Victory Without War, Simon & Schuster ISBN 978-0-671-62712-6
- Nixon, Richard M. (1990) In the Arena: A Memoir of Victory, Defeat, and Renewal, Simon & Schuster ISBN 978-0-671-72318-7.
- Nixon, Richard M. (1992) Seize the Moment: America's Challenge in a One-Superpower World, Simon & Schuster ISBN 978-0-671-74343-7
- Nixon, Richard M. (1994) Beyond Peace, Random House (1994) ISBN 978-0-679-43323-1.

### Biblioteca Nixon
- «Childhood». The Life.   Richard Nixon Presidential Library and Museum. Arxivat de l'original el 21 octubre 2013. [Consulta: 16 juliol 2011].
- «A Student & Sailor». The Life.   Richard Nixon Presidential Library and Museum. Arxivat de l'original el 21 octubre 2013. [Consulta: 16 juliol 2011].
- «The Nixon Family». The Life.   Richard Nixon Presidential Library and Museum. Arxivat de l'original el 21 octubre 2013. [Consulta: 16 juliol 2011].
- «The Congressman». The Life.   Richard Nixon Presidential Library and Museum. Arxivat de l'original el 15 juny 2013. [Consulta: 17 juliol 2011].
- «The Senator». The Life.   Richard Nixon Presidential Library and Museum. Arxivat de l'original el 16 febrer 2013. [Consulta: 17 juliol 2011].
- «The Vice President». The Life.   Richard Nixon Presidential Library and Museum. Arxivat de l'original el 15 juny 2013. [Consulta: 17 juliol 2011].
- «The President». The Life.   Richard Nixon Presidential Library and Museum. Arxivat de l'original el 20 novembre 2012. [Consulta: 17 juliol 2011].
- «Post Presidency». The Life.   Richard Nixon Presidential Library and Museum. Arxivat de l'original el 21 octubre 2013. [Consulta: 5 març 2012].
- Lee, Meghan. «Guide to the Nixon Family Collection (1909–1967)».   Richard Nixon Presidential Library and Museum, 22-06-2004. Arxivat de l'original el 14 de març 2023. [Consulta: 21 gener 2023].

### Altres fonts
- «1972: President Nixon arrives in Moscow». BBC, 11-06-2004 [Consulta: 17 juliol 2011]. Arxivat 15 de maig 2020 a Wayback Machine.
- «Reagan funeral: Schedule of events». BBC, 11-06-2004 [Consulta: 11 maig 2012]. Arxivat 1 de novembre 2013 a Wayback Machine.
- Delaney, Paul «Nixon Plan for Negro Construction Jobs Is Lagging». The New York Times, 20-07-1970, p. 1. Arxivat 2013-11-03 a Wayback Machine.
- «Mourners pay last respects to Nixon». The Deseret News, 27-04-1994, p. 1 [Consulta: 16 juliol 2011]. Arxivat 5 October 2023[Date mismatch] a Wayback Machine.
- Steel, Ronald «The World: New Chapter, Old Debate; Would Kennedy Have Quit Vietnam?». The New York Times, 25-05-2003 [Consulta: 17 juliol 2011]. Arxivat 11 de novembre 2012 a Wayback Machine.
- Wicker, Tom «From afar: An indomitable man, an incurable loneliness». The New York Times, 24-04-1994 [Consulta: 7 agost 2011]. Arxivat 14 de febrer 2012 a Wayback Machine.
- Kilpatrick, Carroll «Nixon tells editors, 'I'm not a crook'». The Washington Post, 18-11-1973 [Consulta: 17 juliol 2011]. Arxivat 30 de novembre 2013 a Wayback Machine.
- «The Post Investigates». The Washington Post [Consulta: 17 juliol 2011]. Arxivat 16 October 2012[Date mismatch] a Wayback Machine.
- «The Government Acts». The Washington Post [Consulta: 16 juliol 2011]. Arxivat 13 de maig 2011 a Wayback Machine.
- «Nixon Resigns». The Washington Post [Consulta: 16 juliol 2011]. Arxivat 25 de novembre 2016 a Wayback Machine.
- ; Randolph, Eleanor «Richard M. Nixon, 37th President, dies». The Washington Post, 23-04-1994, p. A01 [Consulta: 16 juliol 2011]. Arxivat 14 de febrer 2011 a Wayback Machine.
- ; Dobbs, Michael «New tapes reveal depth of Nixon's anti-Semitism». The Washington Post, 06-10-1999, p. A31 [Consulta: 4 abril 2011]. Arxivat 23 de gener 2011 a Wayback Machine.
- Carlson, Peter «Another Race to the Finish». The Washington Post, 17-11-2000, p. A01.
- AP (Saigon) «8,000 Move Into Cambodia». St. Petersburg Independent. AP (Saigon), 01-05-1970, p. 20–A. Arxivat 5 October 2023[Date mismatch] a Wayback Machine.
- UPI «Nixon Up Early, See Protesters». Beaver County Times. UPI [Pennsylvania], 09-05-1970, p. one [presumably late edition]. Arxivat 2023-10-05 a Wayback Machine.
- Greene, Bob (April 8, 2002). «What Nixon's best friend couldn't buy». Jewish World Review.
- Greider, William (November 10, 1983). «The McGovern factor». Rolling Stone: 13.
- Kiernan, Ben; Owen, Taylor (October 2006). «Bombs over Cambodia». The Walrus.
- Noah, Timothy (October 7, 1999). «Nixon: I Am Not an Anti-Semite». Slate.
- Sawhill, Ray (February 2011). «The Fall and Rise of an American President». Opera News.
- «Again, the Credibility Gap?». Time. April 5, 1971. Arxivat de l'original el December 21, 2008.
- «Behavior: Evaluating Eagleton». Time. August 14, 1972. Arxivat de l'original el January 2, 2008.
- «Democrats: The long journey to disaster». Time. November 20, 1972. Arxivat de l'original el April 21, 2008.
- Skidmore, Max J. «Ranking and Evaluating Presidents: The Case of Theodore Roosevelt». White House Studies, 1, 4, 2001.
- Stacks, John F. (May 2, 1994). «Richard Nixon: Victory in Defeat». Time. Arxivat de l'original el January 22, 2011.
- Morrow, Lance (September 30, 1996). «Naysayer to the nattering nabobs». Time. Arxivat de l'original el November 10, 2006.
- Allen, Erika Tyler. «The Kennedy–Nixon Presidential Debates, 1960».   The Museum of Broadcast Communications. Arxivat de l'original el 11 maig 2012. [Consulta: 11 maig 2012].
- Auster, Albert. «Smith, Howard K».   The Museum of Broadcast Communications. Arxivat de l'original el 5 agost 2012. [Consulta: 11 maig 2012].
- Evans, Thomas W. «The All-Volunteer Army After Twenty Years: Recruiting in the Modern Era».   Sam Houston State University, 1993. Arxivat de l'original el 8 agost 2013. [Consulta: 17 juliol 2011].
- Handlin, Daniel. «Just another Apollo? Part two». The Space Review, 28-11-2005. Arxivat de l'original el 9 de maig 2013. [Consulta: 16 juliol 2011].
- «American President: Richard Milhous Nixon (1913–1994), Foreign Affairs».   Miller Center for Public Affairs, University of Virginia. Arxivat de l'original el 11 agost 2011. [Consulta: 17 juliol 2011].
- «Richard M. Nixon Birthplace».  National Park Service. Arxivat de l'original el 7 de novembre 2012. [Consulta: 11 maig 2012].
- «Commander Richard M. Nixon, USNR». Naval Historical Center.   United States Navy, 07-08-2006. Arxivat de l'original el 16 agost 2011. [Consulta: 16 juliol 2011].
- Nixon, Richard. «President Nixon's Resignation Speech». Character Above All.   Public Broadcasting Service, 08-08-1974. Arxivat de l'original el 18 juliol 2011. [Consulta: 15 juliol 2011].
- «The Nixon Visit (February 21–28, 1972)». American Experience.   Public Broadcasting Service. Arxivat de l'original el 1 d’agost 2011. [Consulta: 17 juliol 2011].
- «Richard M. Nixon, Domestic Politics». American Experience.   Public Broadcasting Service. Arxivat de l'original el 23 maig 2012. [Consulta: 11 maig 2012].
- Sabia, Joseph J. «Why Richard Nixon Deserves to Be Remembered Along with Brown».   History News Network, 31-05-2004. Arxivat de l'original el 27 de gener 2012. [Consulta: 11 maig 2012].
- «Kennedy Wins 1960 Presidential Election». 1960 Year In Review.   United Press International. Arxivat de l'original el 26 de juliol 2013. [Consulta: 17 juliol 2011].
- «1968 Presidential Election». 1968 Year in Review.   United Press International. Arxivat de l'original el 26 de juliol 2013. [Consulta: 16 juliol 2011].
- «Nixon Becomes President». 1969 Year in Review.   United Press International. Arxivat de l'original el 26 de juliol 2013. [Consulta: 16 juliol 2011].
- «Postage rates for periodicals: A narrative history».  United States Postal Service. Arxivat de l'original el de juliol 30, 2013. [Consulta: 6 agost 2011].
- Office of the Federal Register. «New Actions To Prevent Illnesses And Accidents». A: Public Papers of the Presidents of the United States, Richard Nixon, 1971.  General Services Administration, 1999. ISBN 978-0-16-058863-1.
- «Statement on Signing the National Sickle Cell Anemia Control Act». The American Presidency Project.   University of California, Santa Barbara, 16-05-1972. Arxivat de l'original el 8 de novembre 2013. [Consulta: 21 gener 2023].
- National Heart, Lung, and Blood Institute. «Sickle Cell Research for Treatment and Cure».   National Institutes of Health, 01-09-2002. Arxivat de l'original el 31 gener 2012.
- Wailoo, Keith. Dying in the City of the Blues: Sickle Cell Anemia and the Politics of Race and Health.  University of North Carolina Press, 2001, p. 165. ISBN 978-0-8078-4896-8.
- «Health insurance: hearings on new proposals». A: Congressional Quarterly Almanac. 92nd Congress 1st Session ... 1971. 27.  Washington, D.C.: Congressional Quarterly, 1972, p. 541–544. OCLC 1564784.
- «Limited experimental health bill enacted». A: Congressional Quarterly Almanac. 93rd Congress 1st Session ... 1973. 29.  Washington, D.C.: Congressional Quarterly, 1974, p. 499–508. OCLC 1564784.
- «National health insurance: no action in 1974». A: Congressional Quarterly Almanac. 93rd Congress 2nd Session ... 1974. 30.  Washington, D.C.: Congressional Quarterly, 1975, p. 386–394. OCLC 1564784.
- Samson, William. «President Nixon's Troublesome Tax Returns».   TaxAnalysts, 2005. Arxivat de l'original el 24 de juny 2012. [Consulta: 20 desembre 2013].
- Grier, Peter. «Tax Day 2011: Why do presidents release tax returns?». Christian Science Monitor, 2011. Arxivat de l'original el 21 de desembre 2013. [Consulta: 20 desembre 2013].